# Новый город (Ульяновск)
Новый город — микрорайон в восточной части Заволжского района Ульяновска. Население составляет примерно 65 % от населения Заволжского района, то есть около 140 тыс. чел. Площадь микрорайона составляет около 7 км² (без учёта Промышленной зоны ЗАО «Авиастар-СП»).

## История микрорайона
История Нового города, или района Авиастроителей, начинается с рождения в 1976 году огромного авиакомплекса — Ульяновский авиационно-промышленный комплекс (ныне, ПАО «Ил» Авиастар). На его строительство съехались люди со многих регионов СССР и строился как Всесоюзная ударная комсомольская стройка.

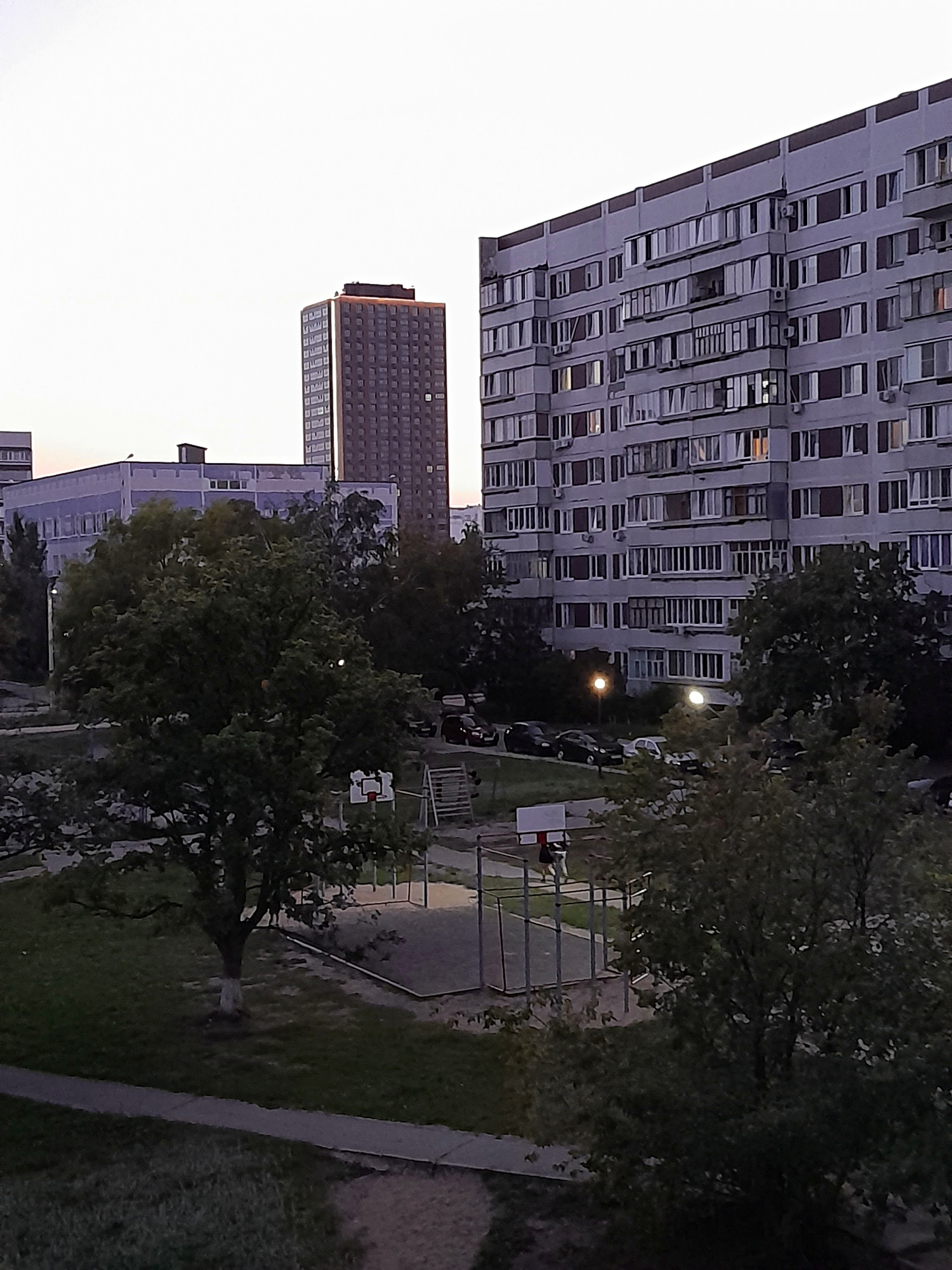
Новый город (лето).

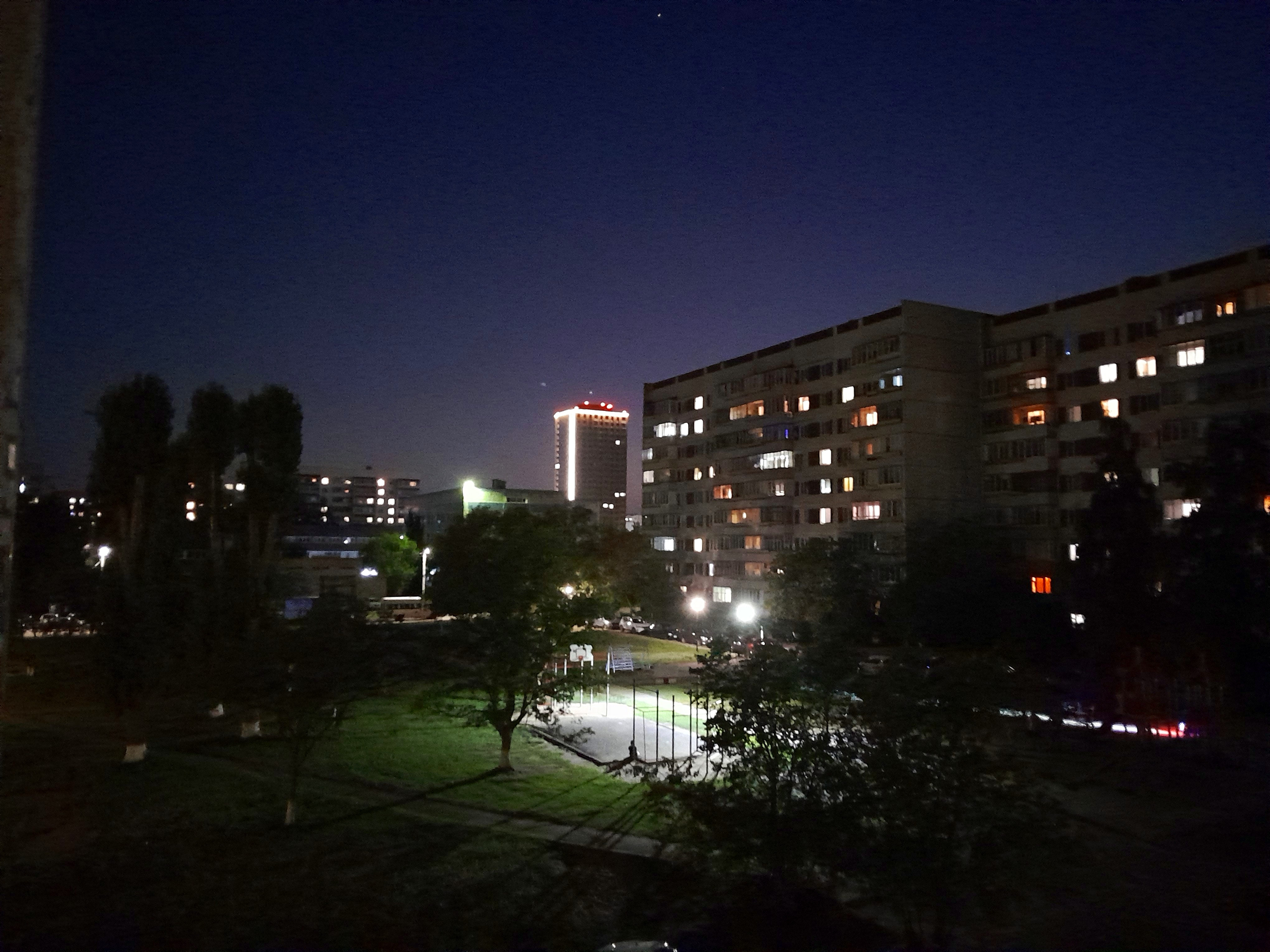
Новый город (ночь).

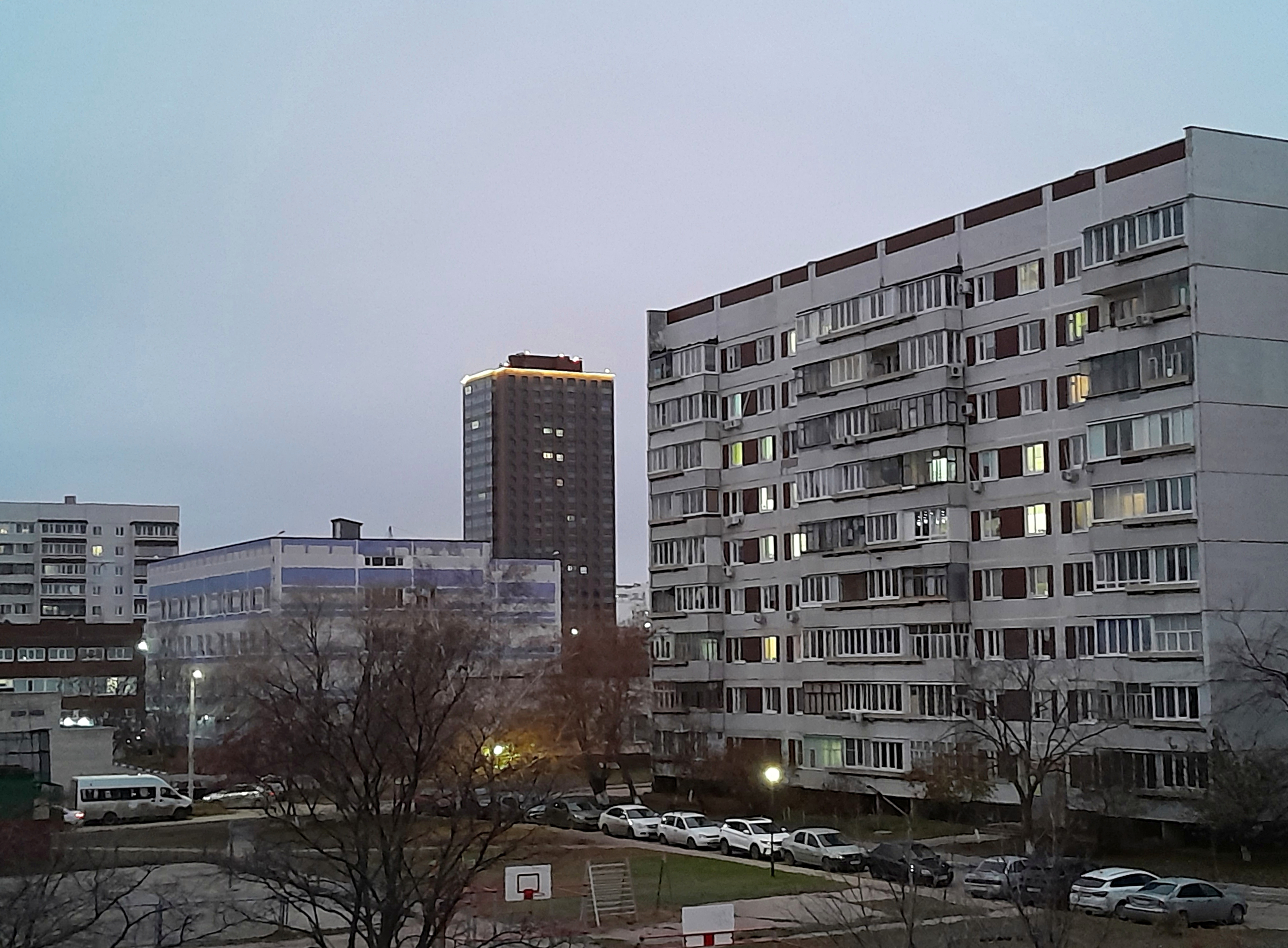
Новый город.

Ранее на месте завода располагались сенные покосы и пастбища, участки пашенной земли и пахотное поле Чердаклинского района, а также сёла Юрьевка и Алексеевка, снесены в 1980-х годах, под постройку жилого фонда и посёлок Ленинский (Рыбацкий), вошедший в 2004 году.
Уже при строительстве авиазавода, решено было начать возведение жилья и инженерных сооружений, что помогло обойтись без временных бараков и вагончиков. В короткий срок появляется жилой массив — район Авиастроителей.
Новый город можно назвать уникальным по многим статьям. Микрорайон авиастроителей начинался с подземных проходных каналов для коммуникаций. Обычно, сначала возводится здание, а только потом к нему подводятся коммуникации. В Новом городе решили поступить по-другому. Под огромным пустырём, на котором позже выросли панельные высотки, соорудили подземный «город» — ту самую систему проходных каналов коммуникаций. Трубы теплотрассы и всевозможные кабели выложили в траншеях на специальные полки. Подобную систему пытались внедрить в других строящихся микрорайонах Ульяновска, но оказалось, что технология эта слишком дорогая. Проект Нового города разработали московские архитекторы.

Первыми строителями Нового города были военизированные строительные отряды. Три дома на улице Мелекесской (Верхняя Терраса), в народе называемые «Три богатыря», построили как раз для семей военнослужащих, прибывших в Ульяновск. В дальнейшем, для «Стройбата», на Промплощадке были построены ещё 5 зданий, ныне проспект Генерала Маргелова, где расположилась 31-я отдельная гвардейская десантно-штурмовая бригада, с 2023 г. — 104-я гвардейская десантно-штурмовая дивизия.

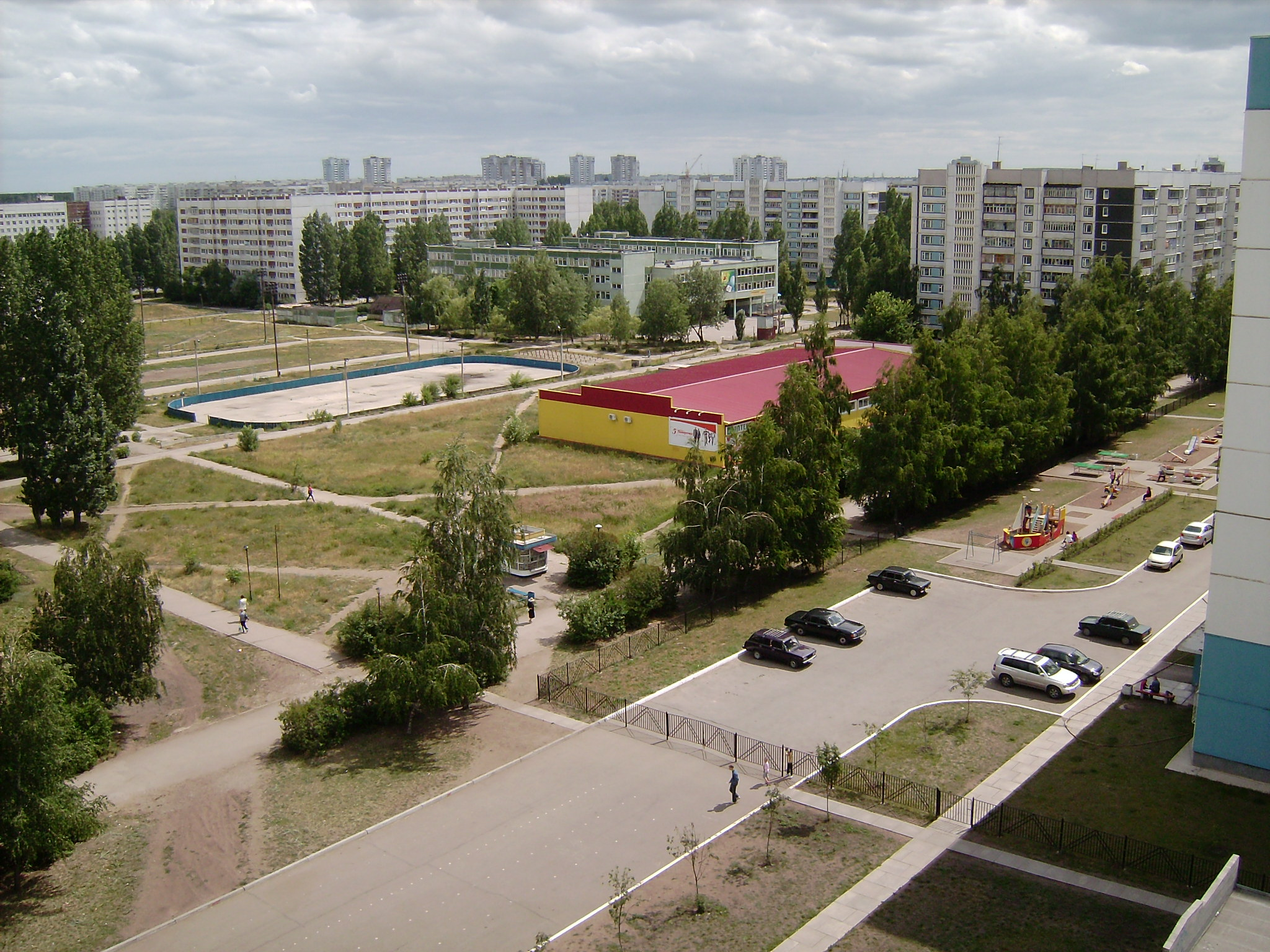
Во дворах Нового Города (ул. Карбышева).
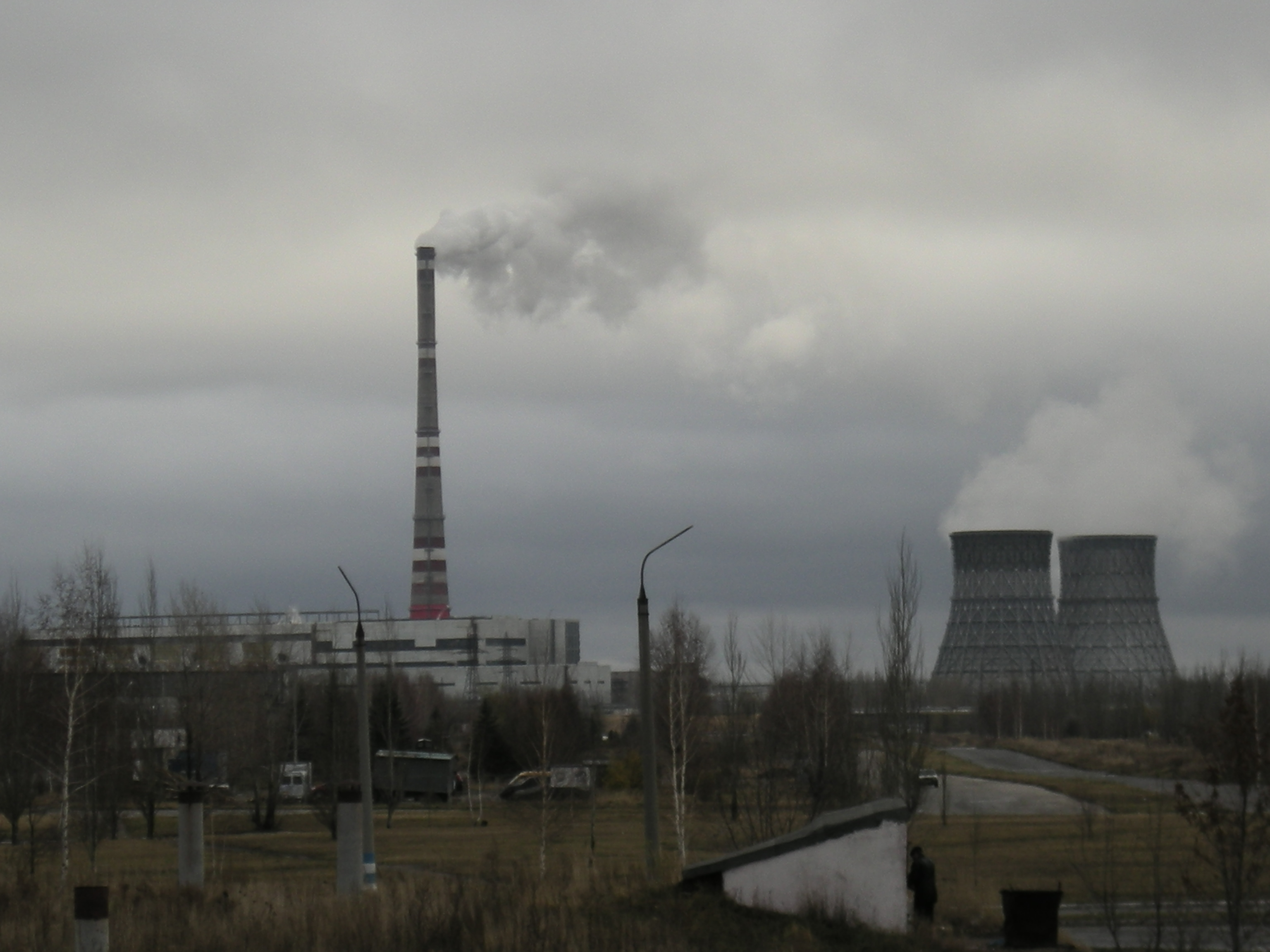
Промплощадка, ТЭЦ-2.
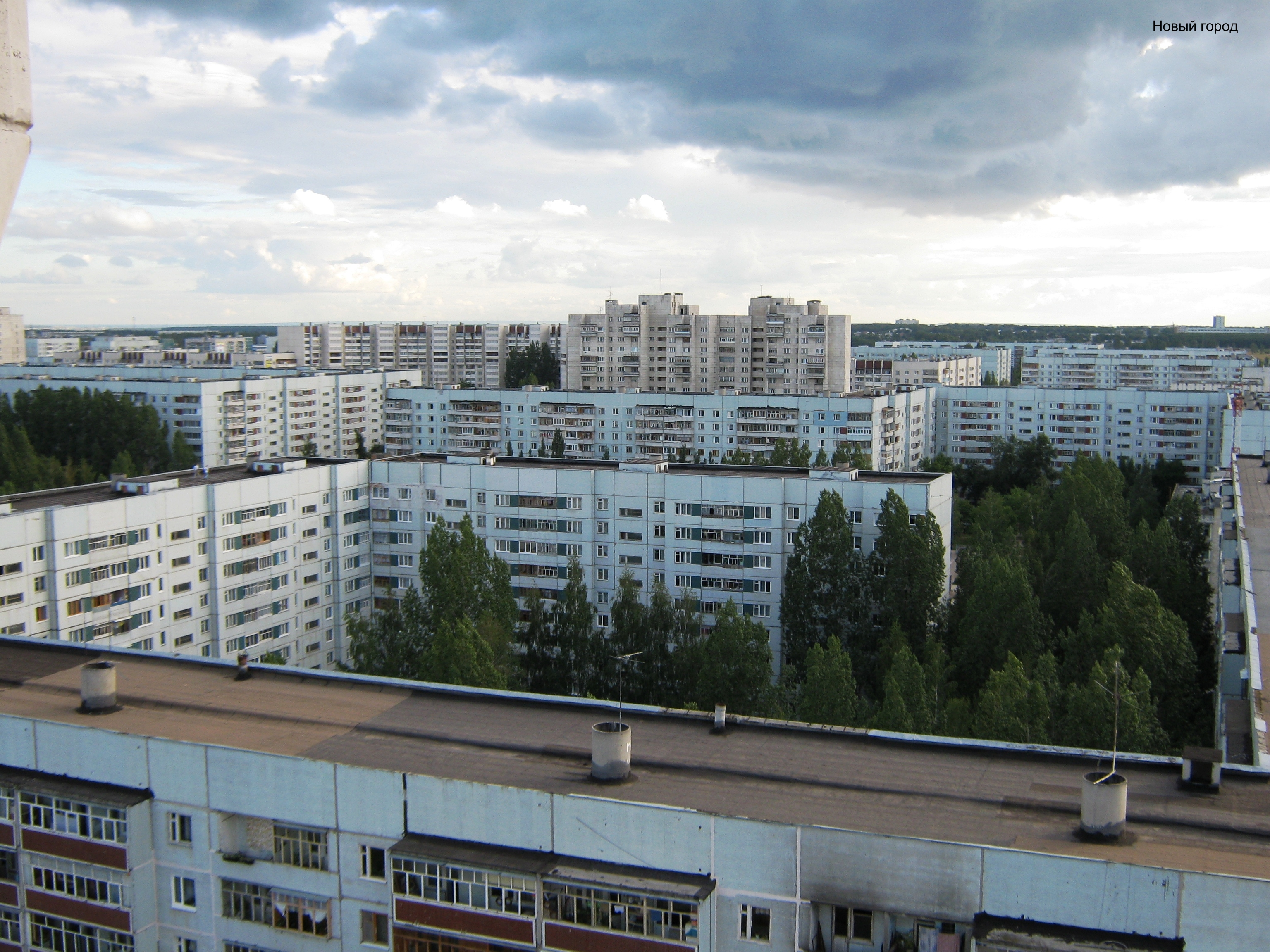
Панорама Нового города (с севера на юг).
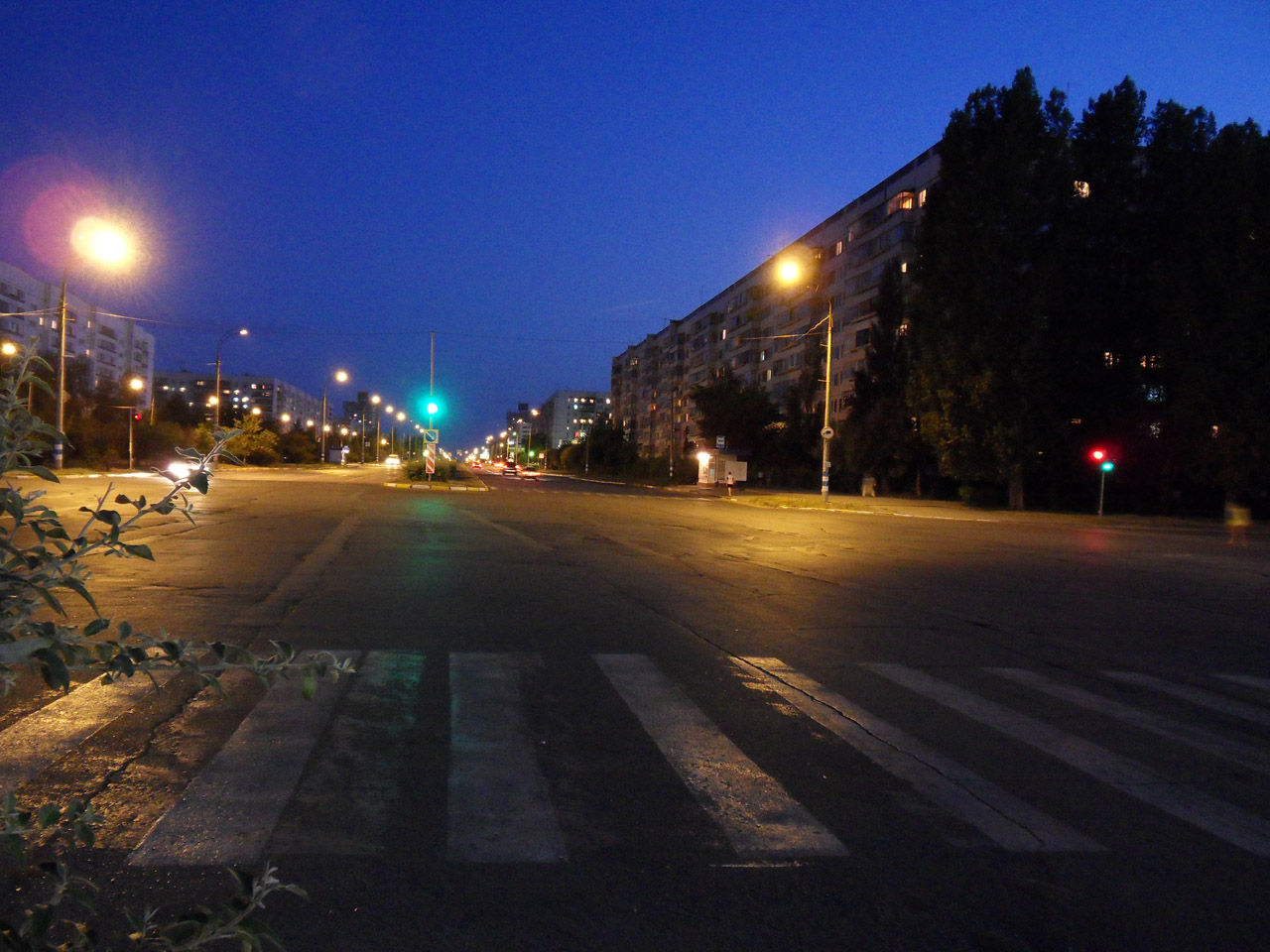
Проспект Ленинского Комсомола в Новом городе.
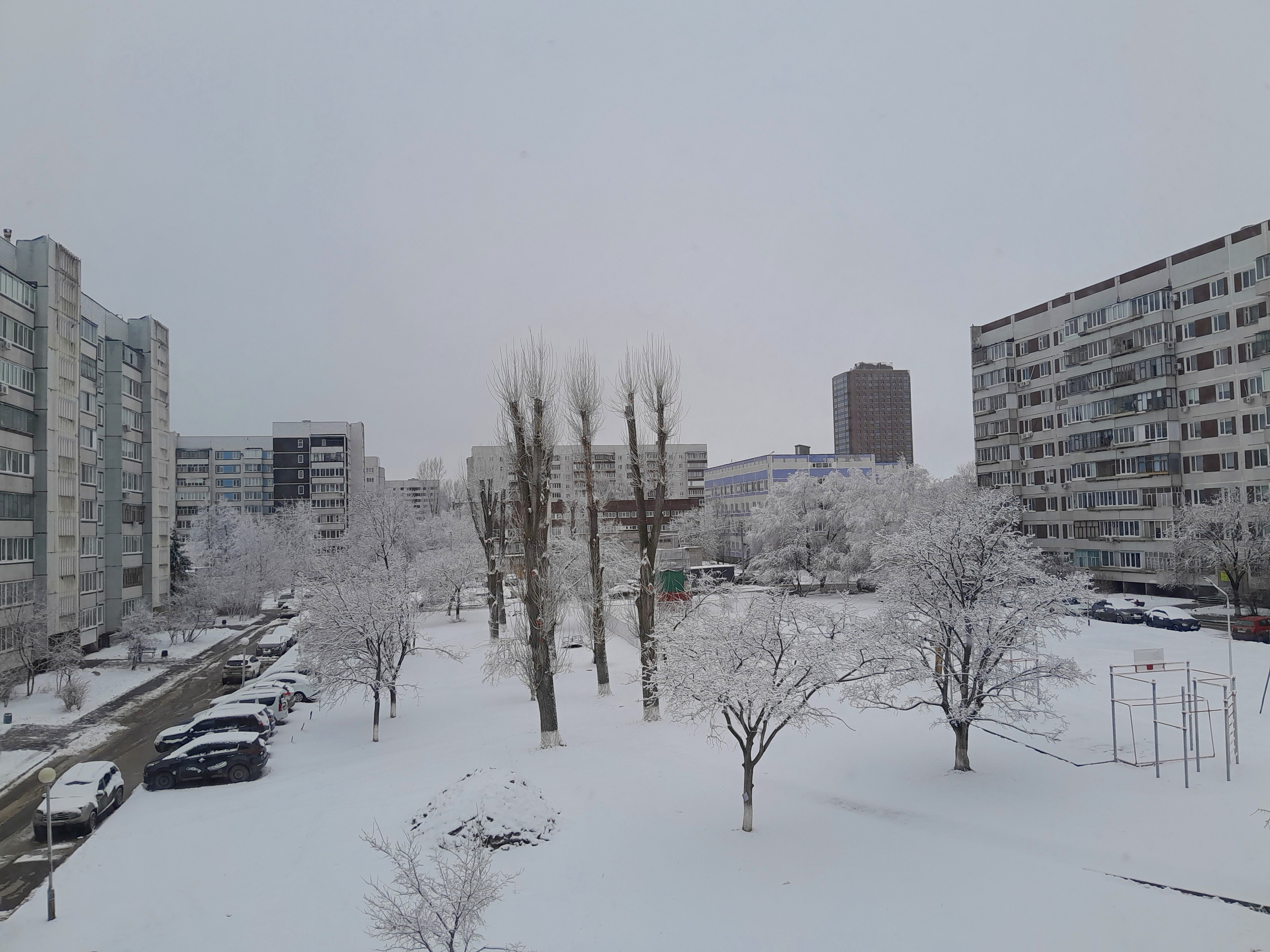
Во дворе Нового города.
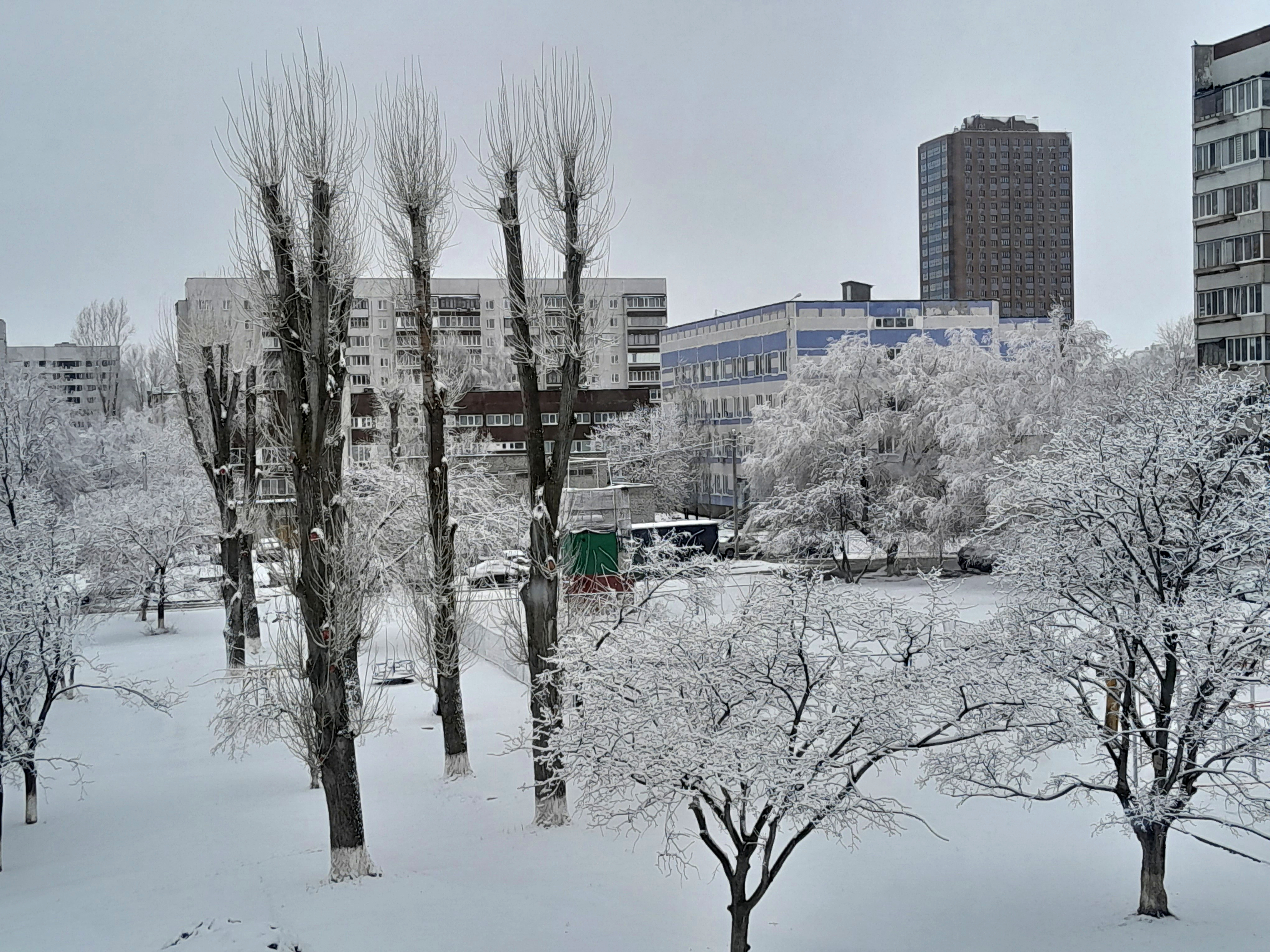
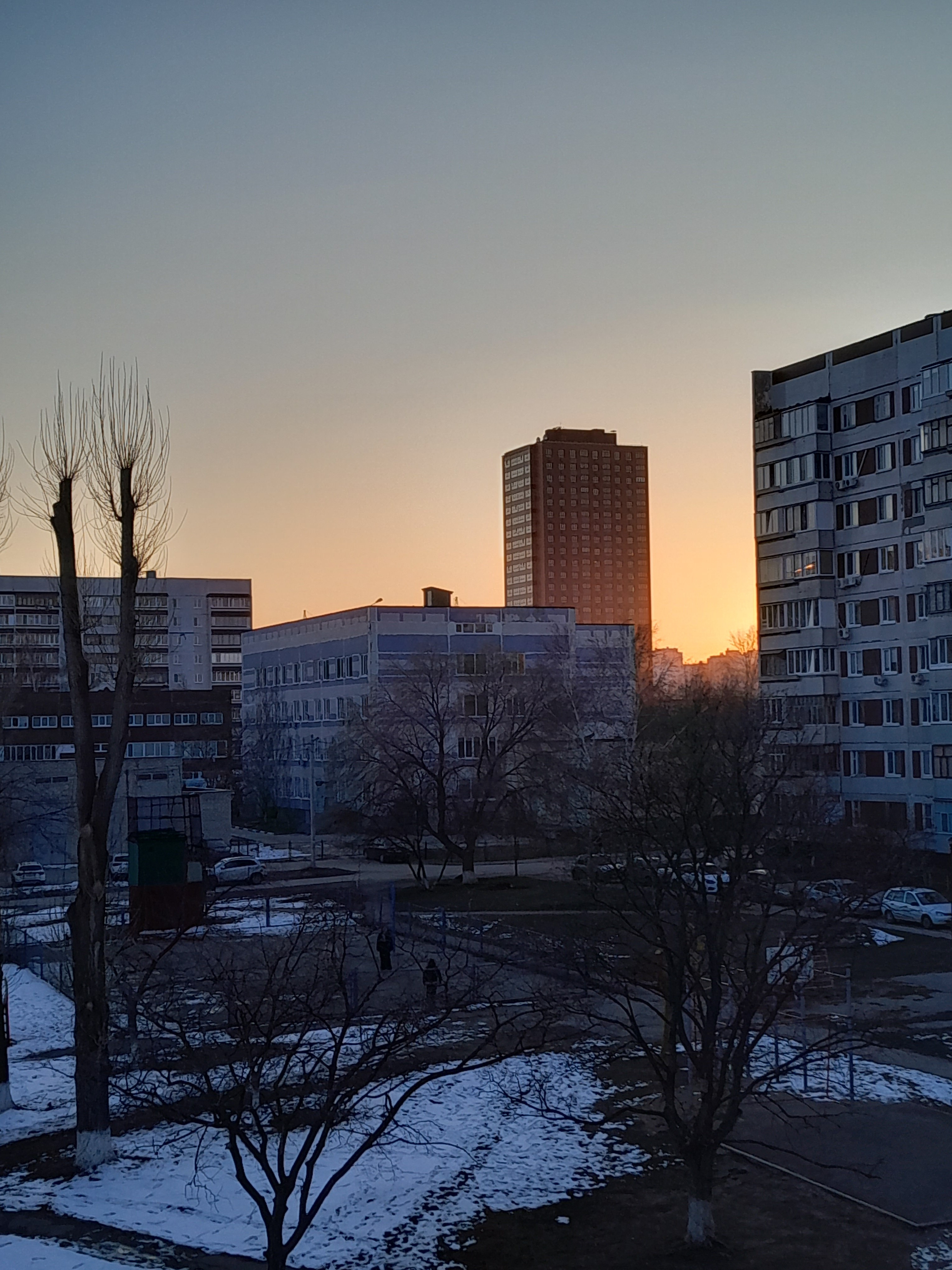
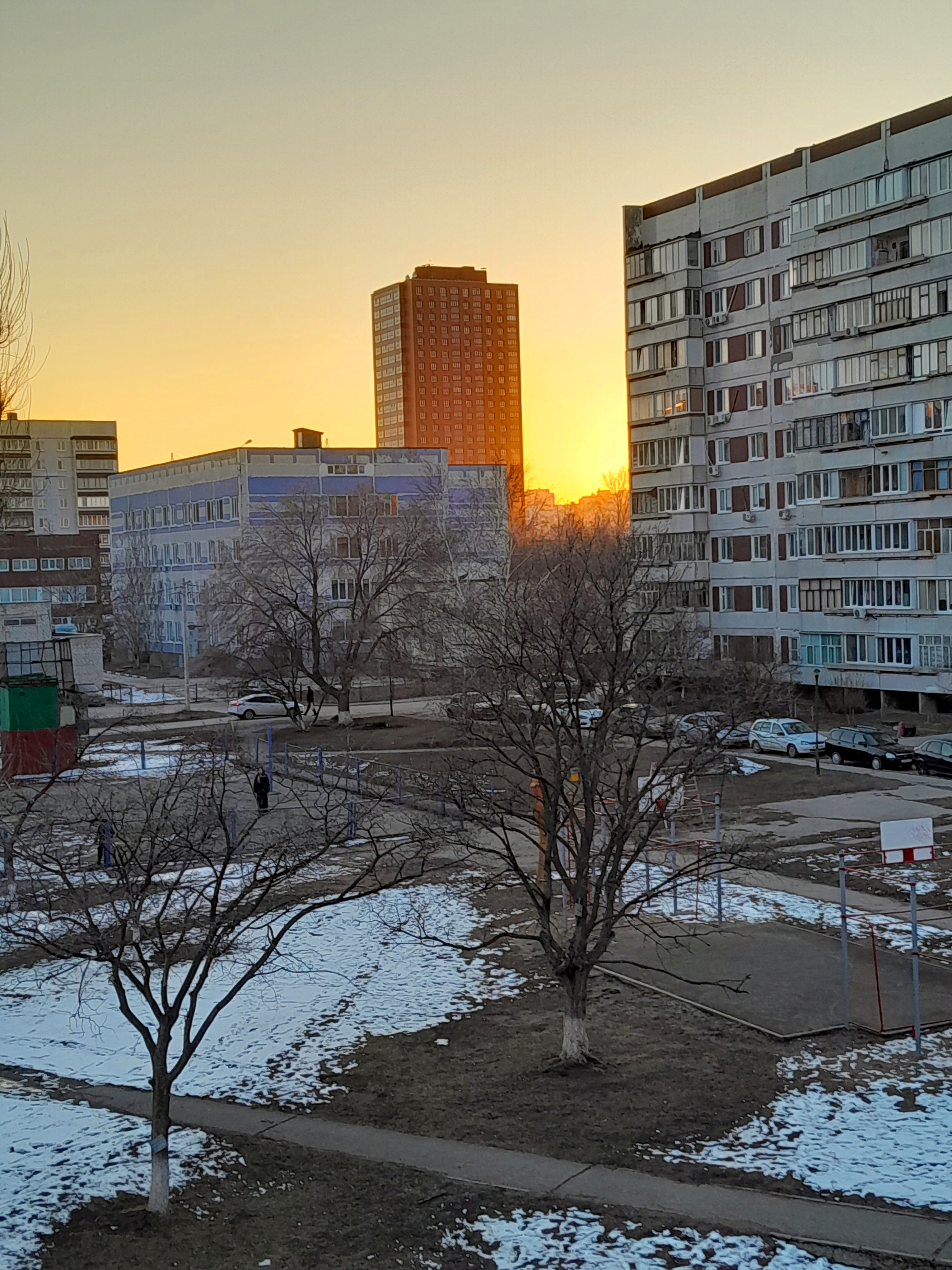
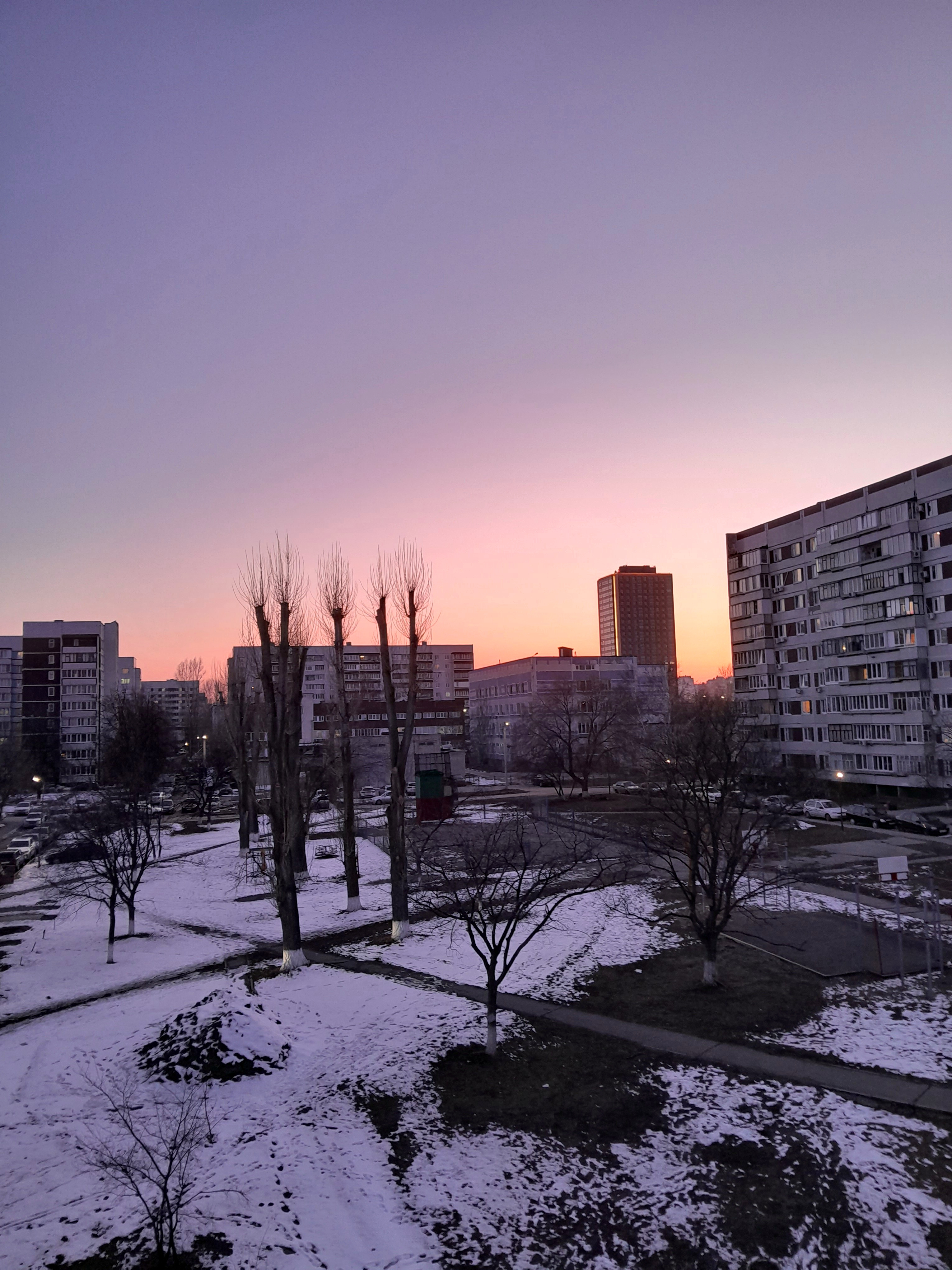

## Экономика

### Промышленность

Тумба — «Ульяновская ТЭЦ-2».

Вся промышленность микрорайона находится в нежилой зоне — промышленной зоне «Заволжье» (Промплощадка).
- Основа промышленности микрорайона — завод Авиастар-СП. Завод специализируется на выпуске современных пассажирских и грузовых самолётов семейства Ту-204, транспортных гражданских самолётов Ан-124-100 «Руслан» и военно-транспортных самолётов Ил-76МД-90А. Производственные мощности Авиастара позволяют выпускать до 50 самолётов в год.[2]
- Аэрокомпозит-Ульяновск — завод по производству крыльев из композитных материалов.
- Ульяновская ТЭЦ-2 — вырабатывает электрическую и тепловую энергию для Нового города.
- Bridgestone — завод по производству шин.
- Алев — молочный завод, ныне — Русагро.[3][4][5]
- 20 мая 2019 года в промзоне «Заволжье», во время III Международного форума «Японская весна на Волге», была произведена закладка камня будущего российско-японского индустриального парка, на котором присутствовали губернатор области Морозов и посол Японии Тоёхиса Кодзуки.
- Особая экономическая зона «Ульяновск» — единственная в России аэропортовая особая экономическая зона.
- Ульяновск-Восточный — аэропорт.
- Волга-Днепр.
- Vestas — датская компания, один из крупнейших в мире производителей ветрогенераторов.
- ФКУ «Исправительная колония № 8» УФСИН России по Ульяновской области (открыта 30.09.1978 г.) с лимитом наполнения 1,5 тысячи осужденных, предназначенная для строительства Ульяновского авиационного комплекса[6].
- Исправительное учреждение ФКУ ИК № 9 (старое название ЮИ-78/9) УФСИН России по Ульяновской области (открыта 03.12.1984 г.), является исправительной колонией строгого режима, предназначенное для строительства Ульяновского авиационного комплекса[7][8].
- «Заволжское» ППЖТ (Заволжское предприятие промышленного железнодорожного транспорта), в прошлом — ж/д станция «Промышленная»[9].

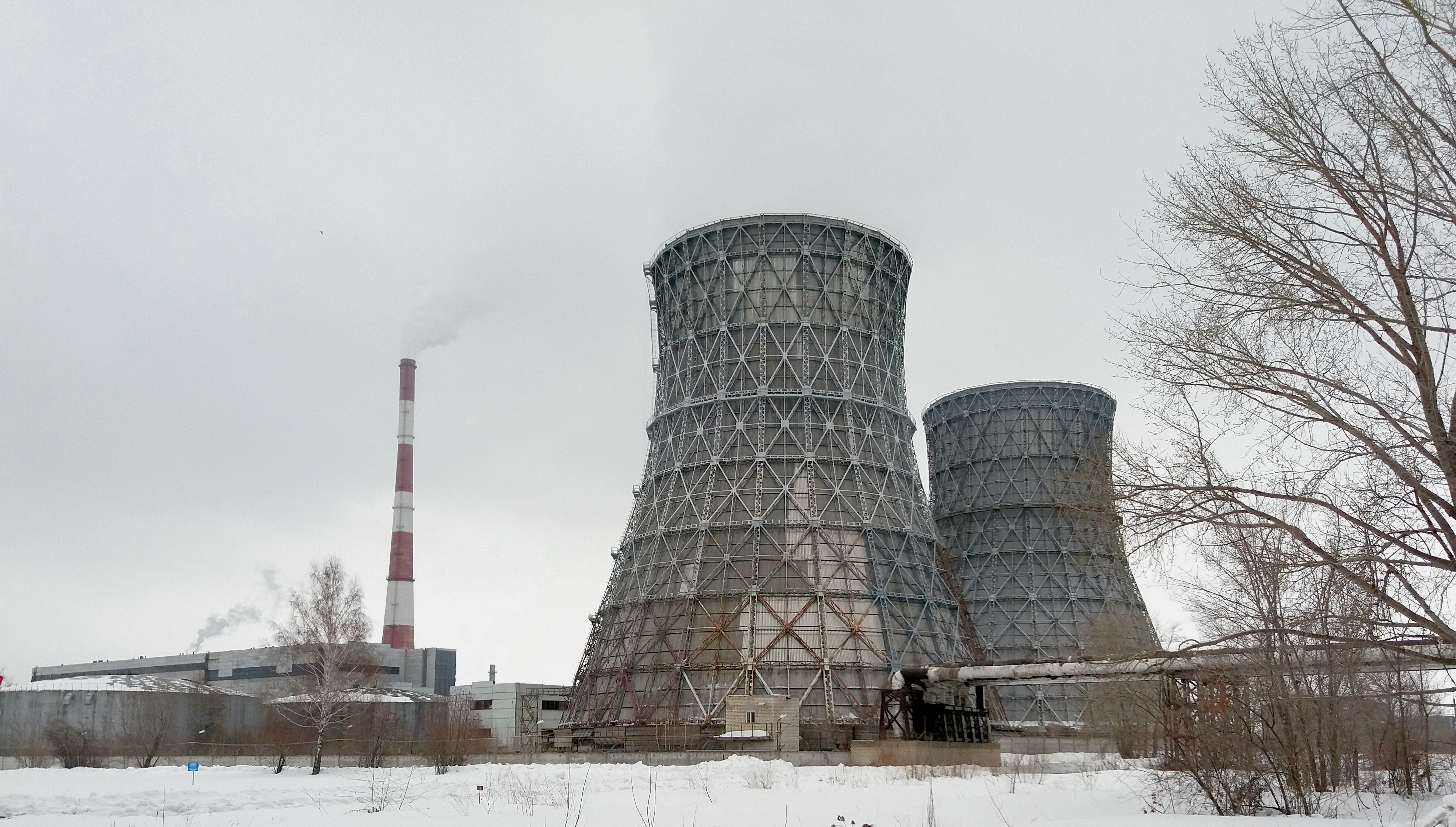
Ульяновская ТЭЦ-2.
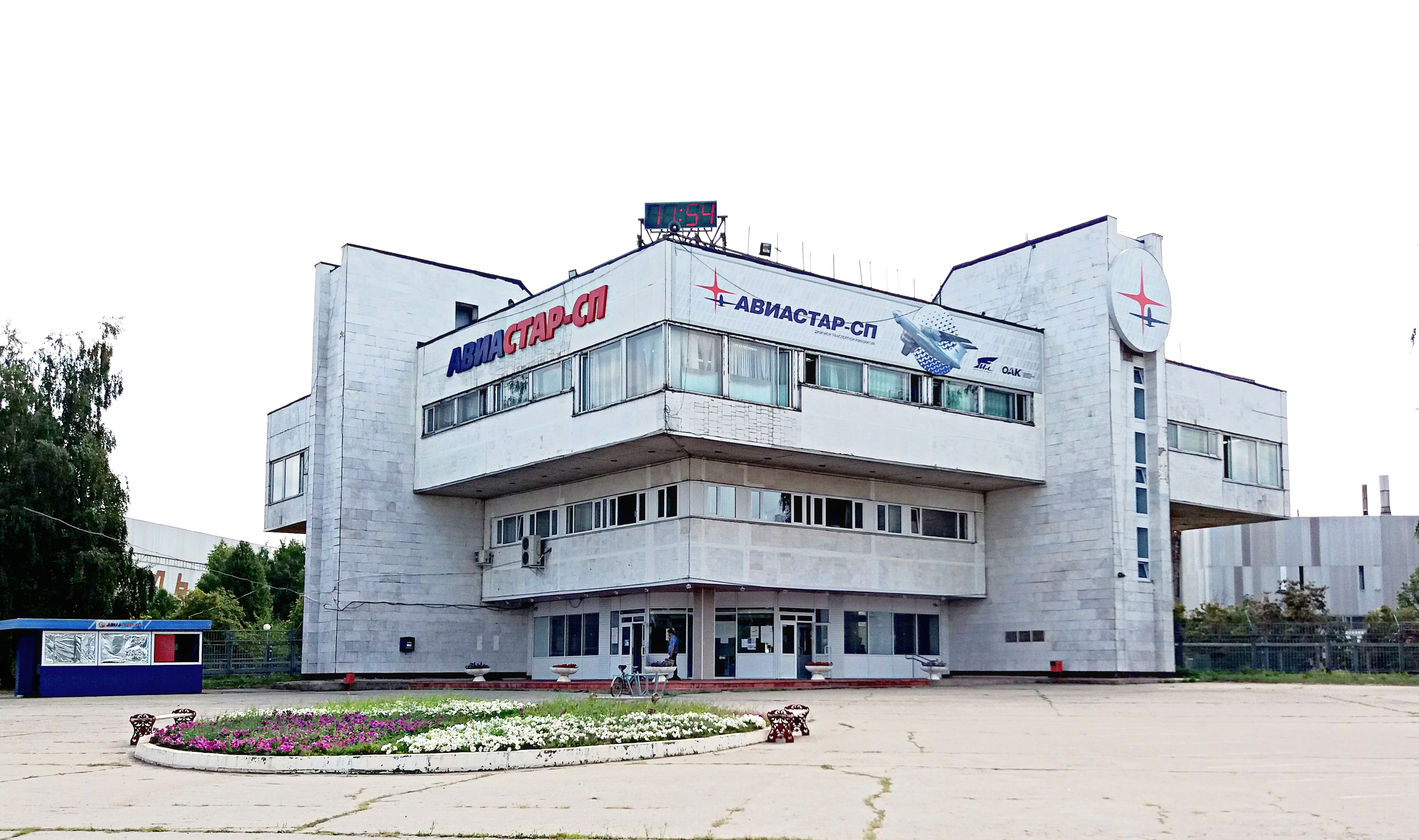
«Авиастар-СП».
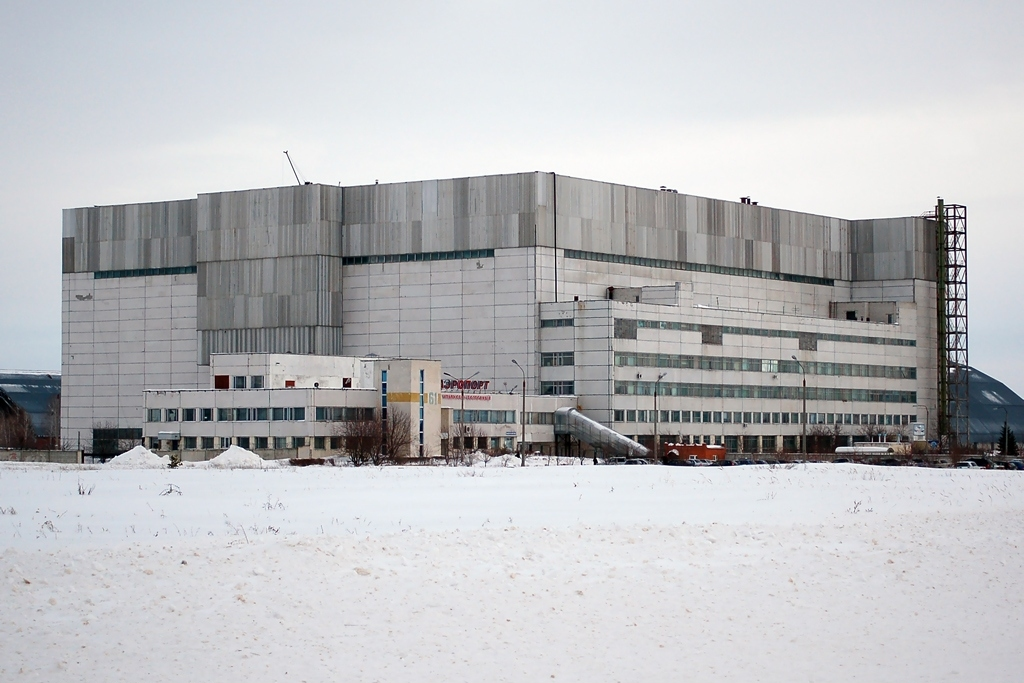
Аэродром Ульяновск - Восточный.
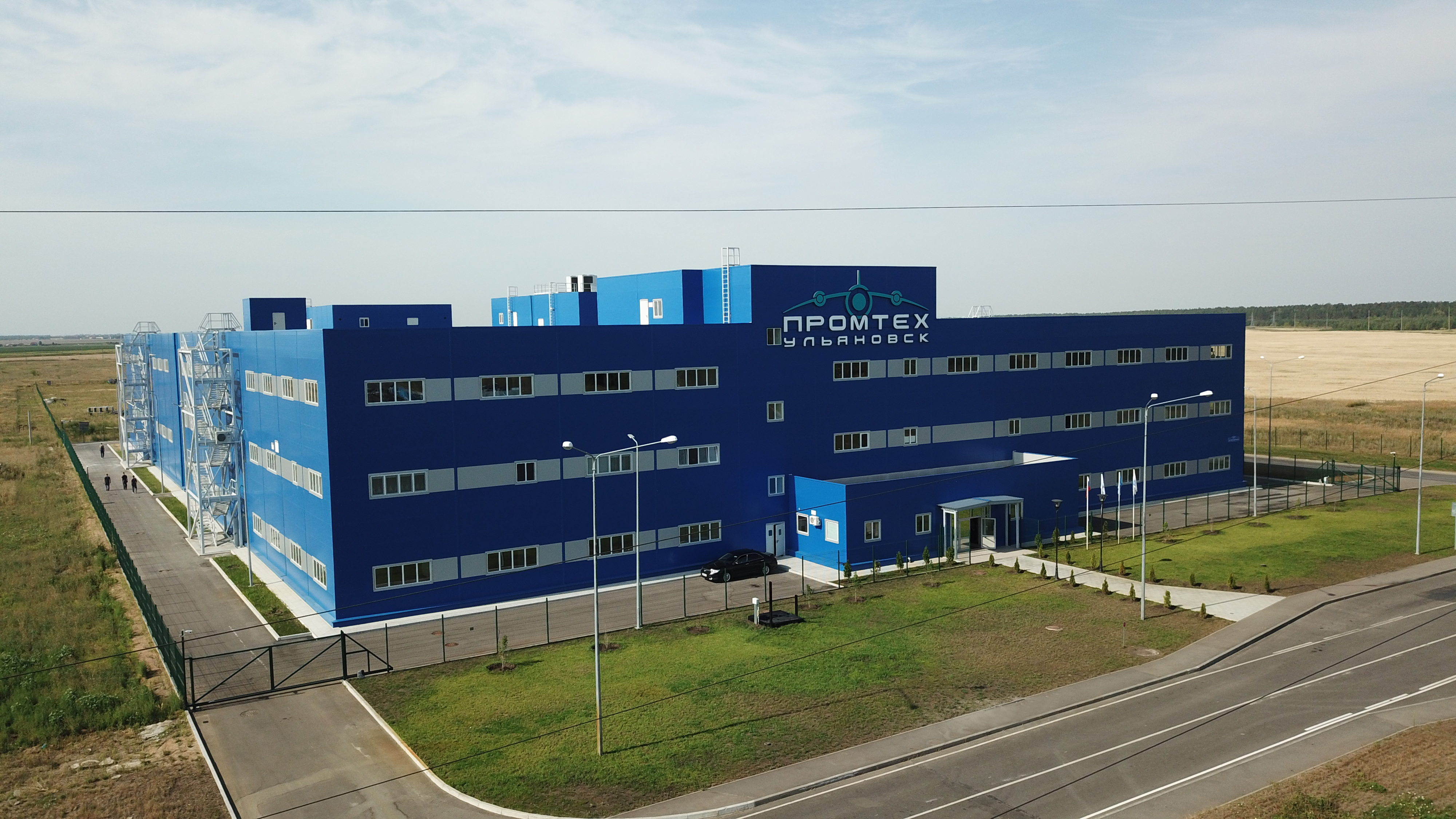
Завод «ПРОМТЕХ-Ульяновск».
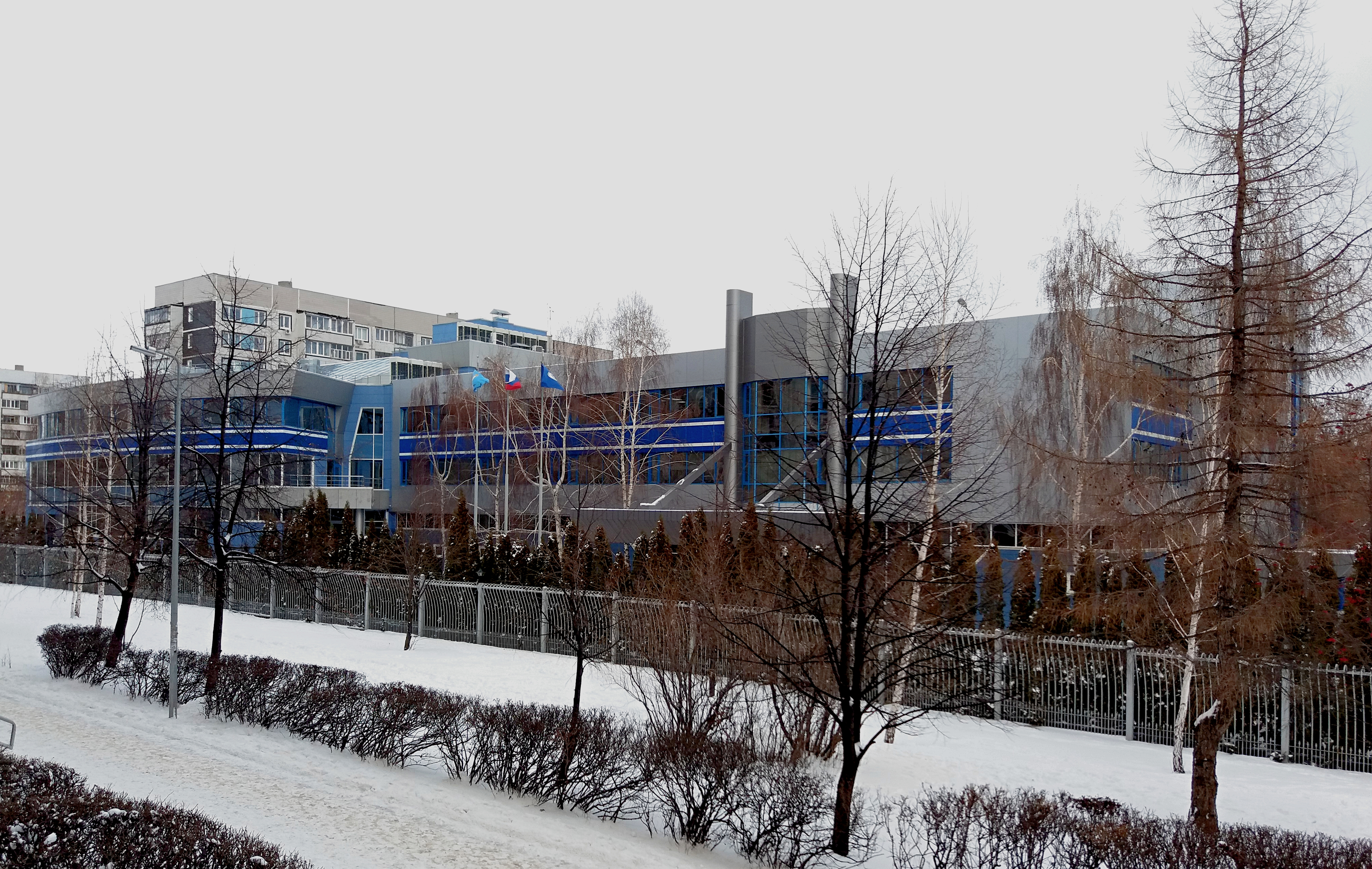
Офисное здание "Волга-Днепр".
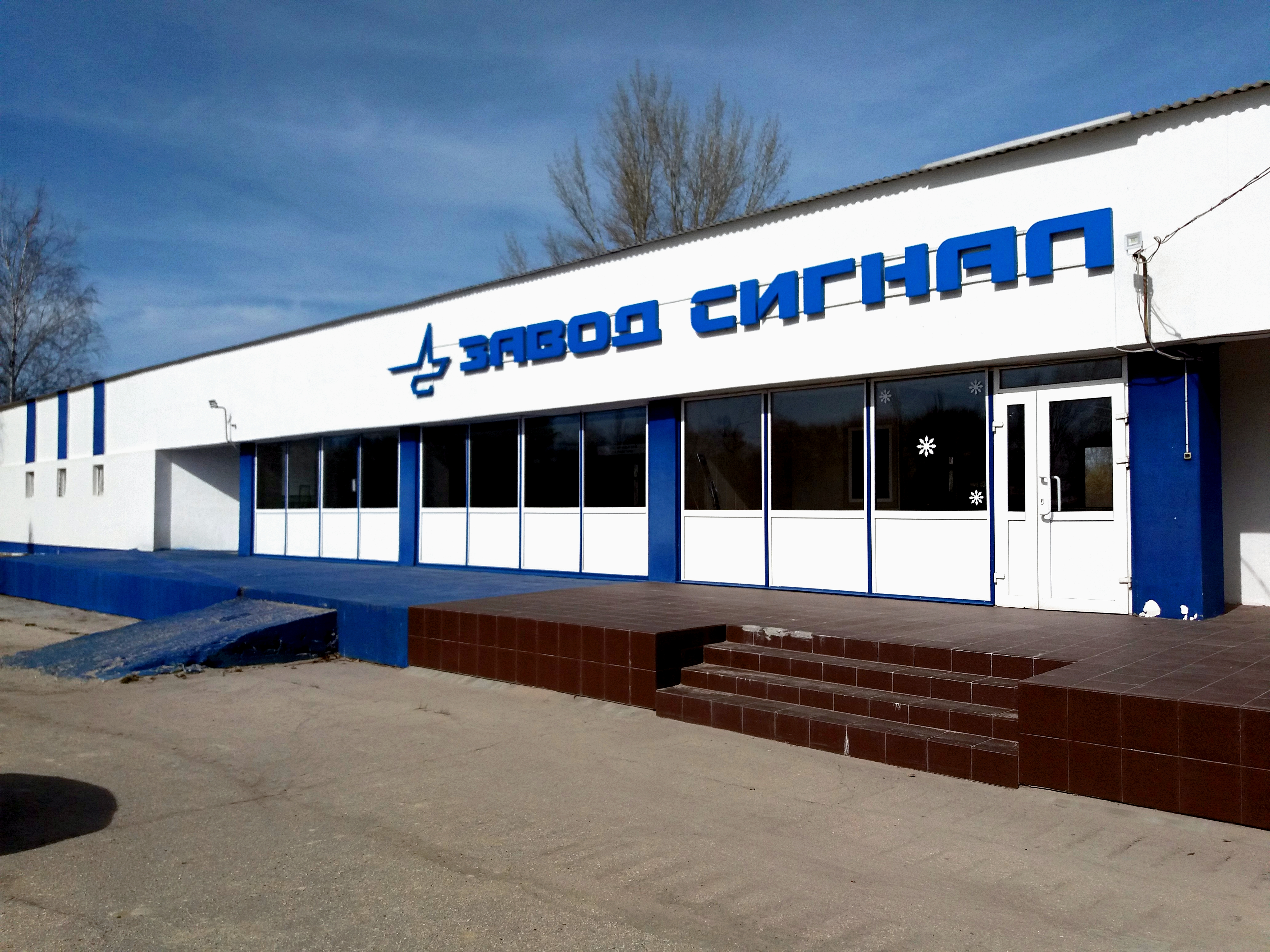
Проходная завода «Сигнал».
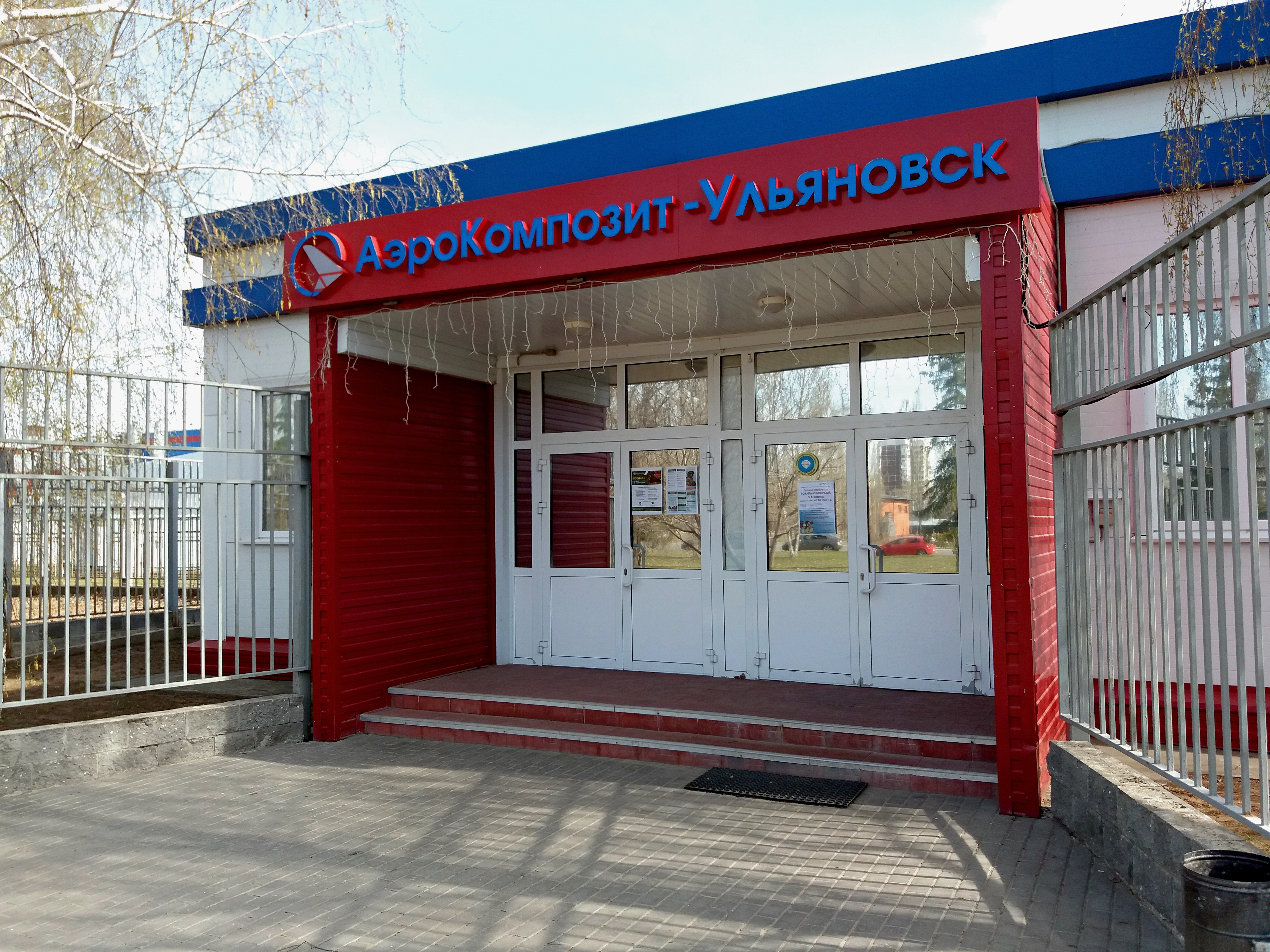
Проходная завода Аэрокомпозит-Ульяновск.
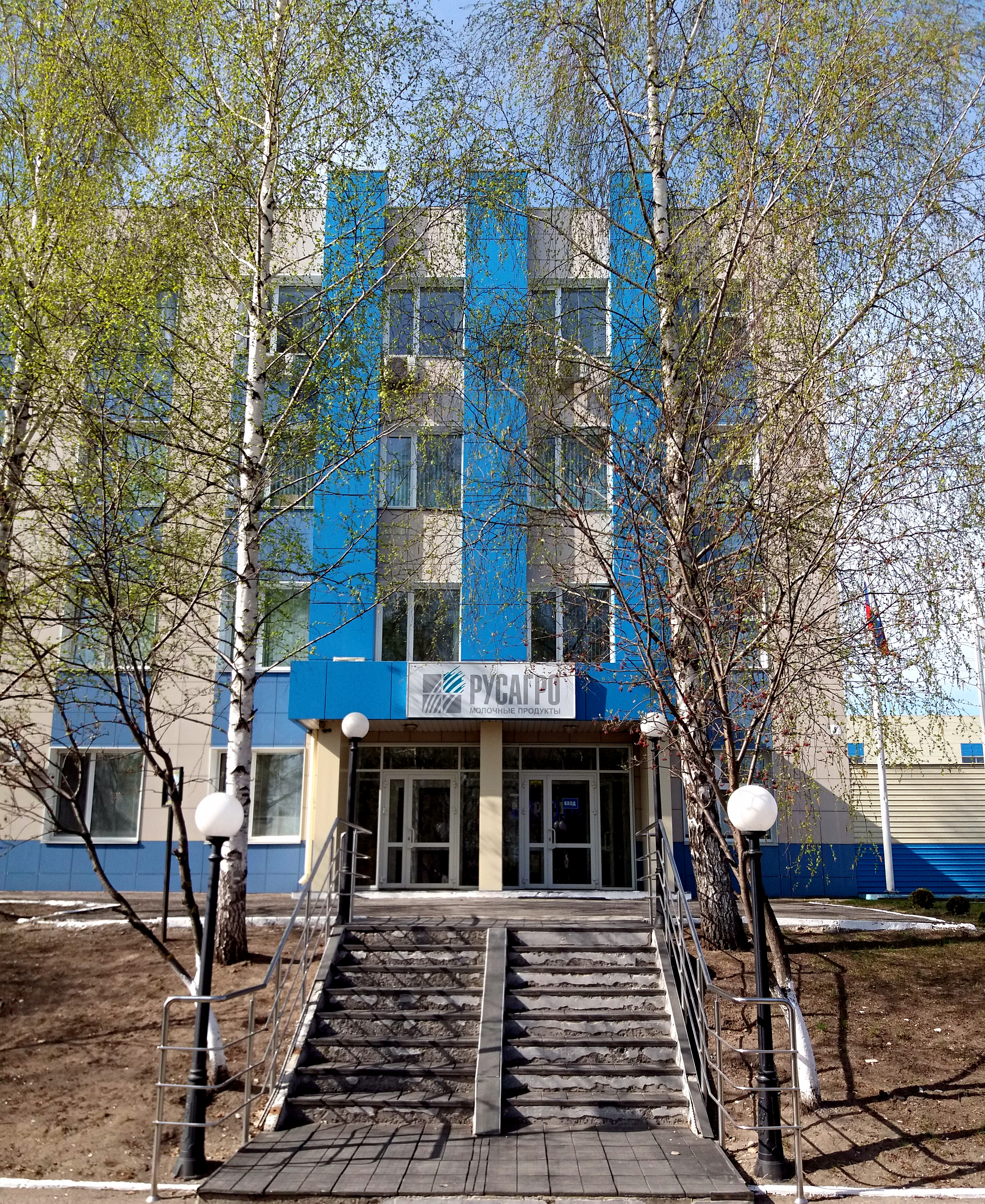
Административное здание завода "Алев".

### Торговля
На территории Нового города действуют рынки, крупные торговые и торгово-развлекательные комплексы, среди которых можно выделить ТРЦ «Самолёт», магазин самообслуживания «Лента», ТЦ «Гранд», ТЦ «Лидер», ТЦ «Атмосфера», ТЦ «Велес», ТЦ «Симбирский», ТЦ «Рим», ТЦ «ДА», сеть магазинов «Магнит», «Пятерочка», «Перекрёсток», «Гулливер», «Победа» и многие другие. В соответствии с генеральной схемой размещения торговых объектов городского значения, в микрорайоне будет продолжено возведение торговых центров.

## Культура

### Памятники
- Обелиск «50-летия Победы» (Монумент «В ознаменование 50-летия Победы в Великой Отечественной войне»)

Расположен на площади «50-летия Победы» у Дома связи, что в центре жилого микрорайона, на пересечении проспектов Ленинского Комсомола и Ульяновского. Высота монумента 13,5 метров, вес — 3 тонны. Высота скульптуры — богини победы Ники, изготовленной из алюминия — 4,5 метра. Колонна изготовлена из стали. Монумент тонирован специальными авиационными лаками. Установлен 05.09.1995 г.
- Памятник «Создателям авиации и авиаторам России»

В качестве монумента использован чешский реактивный учебно-тренировочный самолёт L-29, выпущенный в середине 70-х годов. Для сохранности, самолёт установлен на высокий постамент, изготовленный авиастроителями. Общая высота памятника 18 метров.
- Памятник «Землякам-Заволжцам»

Памятный знак — Воинам всех поколений.

Памятный знак — Пограничникам Всех поколений.

Открыт 9 мая 2008 года, в честь заволжцев, погибших при исполнении воинского долга. При открытии памятника, был оглашён поимённый список воинов, погибших в локальных конфликтах.
- Памятник Д. М. Карбышеву

Открыт 9 сентября 2011 года на проспекте Ленинского Комсомола, между домом № 14 и штаб-квартирой Волга-Днепр. Автор монумента — скульптор Олег Клюев.
- Памятник первому генеральному директору завода А. С. Сысцову (1929—2005 гг.)

Аполлон Сергеевич Сысцов руководил строящимся Ульяновским авиационным промышленным комплексом (ныне ЗАО «Авиастар-СП») с 1975 по 1981 год. Уже будучи в ранге министра авиастроения, он много сделал для производства в Ульяновске современных авиалайнеров. Автор монумента — скульптор Олег Клюев.
- Памятник «Героям афганской и чеченской войн»

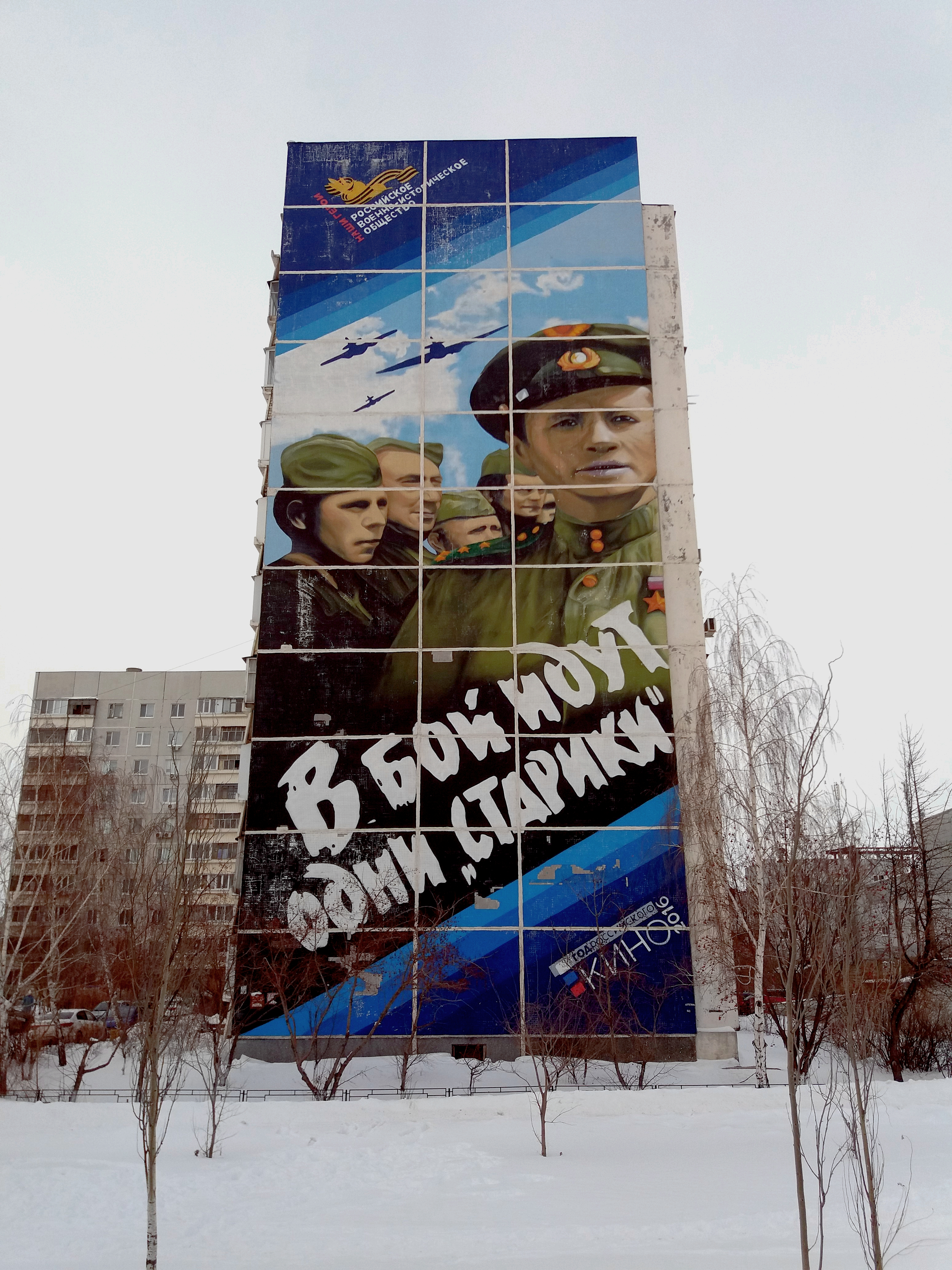
Мурал "В бой идут одни старики...".

Открыт в Новом городе, на улице Карбышева.
- Памятник «Эрьзе С. Д.»

Открыт в 2008 году, в Новом городе, на проспекте Ленинского комсомола / бульваре Новосондецком. Скульптор Григорий Филатов.
- Памятник А. Н. Туполеву

Открыт 17 августа 2008 года, в Новом городе, на проспекте Туполева, 31.
- Памятник «Матерям, положившим на алтарь Победы в Великой Отечественной войне 1941—1945 гг. своих детей».

Памятник был открыт в 2011 г. возле гимназии № 79 (ул. Карбышева, 2).
- Памятник В. Ф. Маргелову

Открыт в 5.05.2013 году, в Новом городе, на проспекте Созидателей. Скульптор Олег Клюев, архитектор Александр Варюхин.
- Самолет-памятник Як-18Т (Лицей № 90)[20][21];
- Самолет-памятник ИЛ-62 (Ульяновский авиационный колледж);
- Памятный знак — Пограничникам Всех поколений (2017, парк Прибрежный);
- Памятный знак — Воинам Всех поколений (2019, парк Прибрежный);
- Судно-памятник «Метеор-210» (парк Прибрежный);
- Фонтан-памятник «Жар-птица» (открыт 18.05.2021, кузнец Юрий Мосин)[22][23];
- Статуя «Чудотворная Яблоня» (открыт 17.06.2019)[24];
- В декабре 2016 года на доме 70 на проспекте Созидателей появился мурал с изображением Леонида Быкова в роли "Маэстро" из фильма «В бой идут одни старики»[25][26].
- 30 июля 2022 года в Ульяновске завершился фестиваль стрит-арта «Ctrl+C / Ctrl+V». Темой мероприятия стало культурное наследие народов России и Поволжья. Их выполнили художники из России и Беларуси. На фасаде дома № 24 на проспекте Генерала Тюленева Ян Диалогинсайд из Беларуси и Дениз Тачез из Самары создали абстрактное изображение, в котором соединились балет и национальный орнамент[27][28].
- 22 июля 2023 года завершился второй масштабный фестиваль уличного искусства Ctrl+C/Ctrl+V художников из России и Казахстана. На Детской школе искусств № 8 был создан мурал[29][30][31].

Памятник Д. М. Карбышеву.
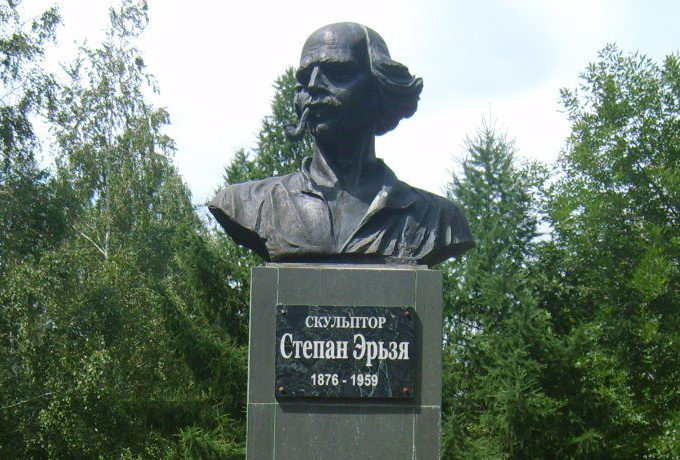
Памятник Степану Эрьзе (Нефёдову).
Матерям, положившим на алтарь Победы своих детей.
Памятный знак А. Н. Туполеву.
Мемориальная доска на памятнике Туполеву.
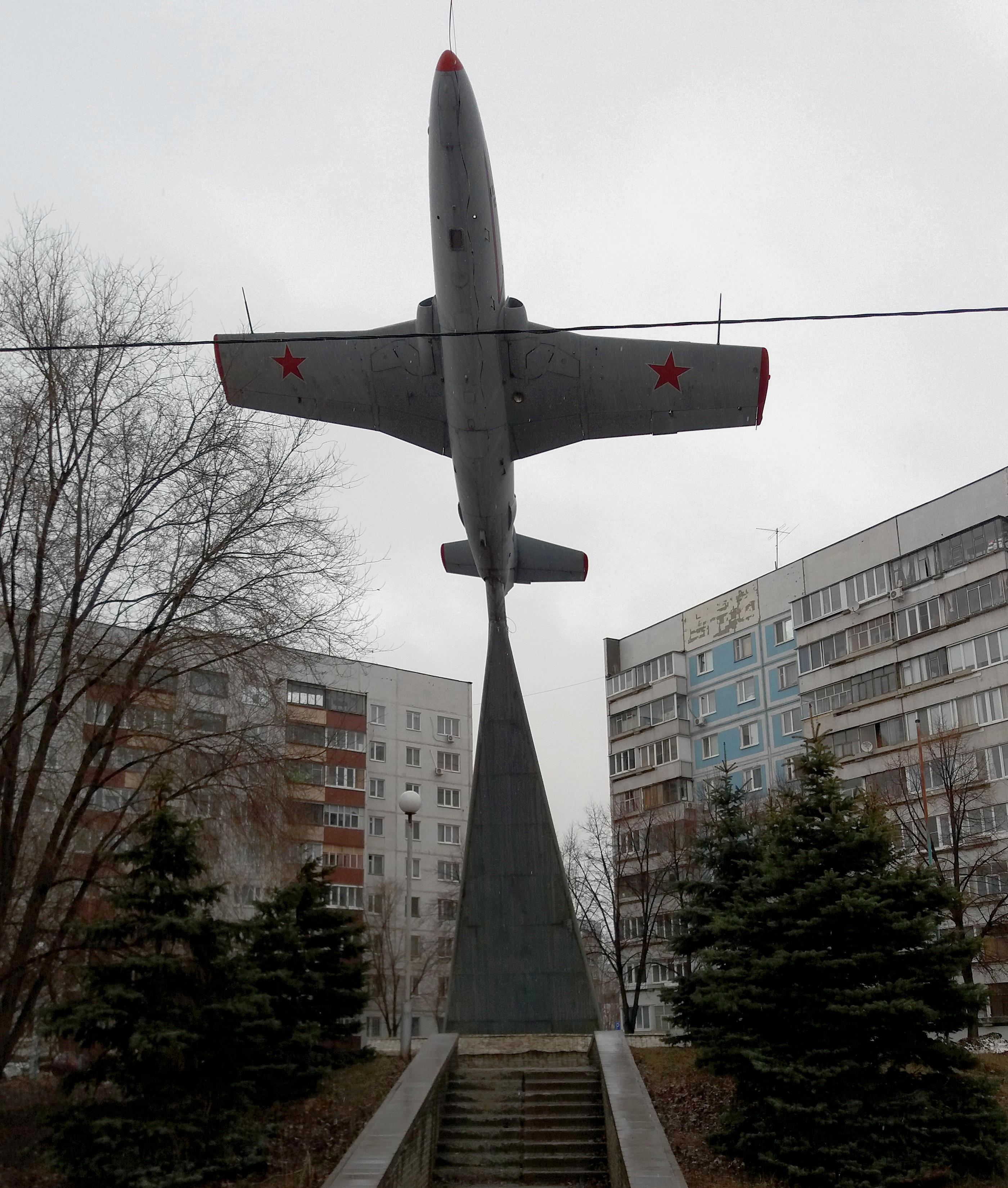
Памятник «Создателям авиации и авиаторам России».
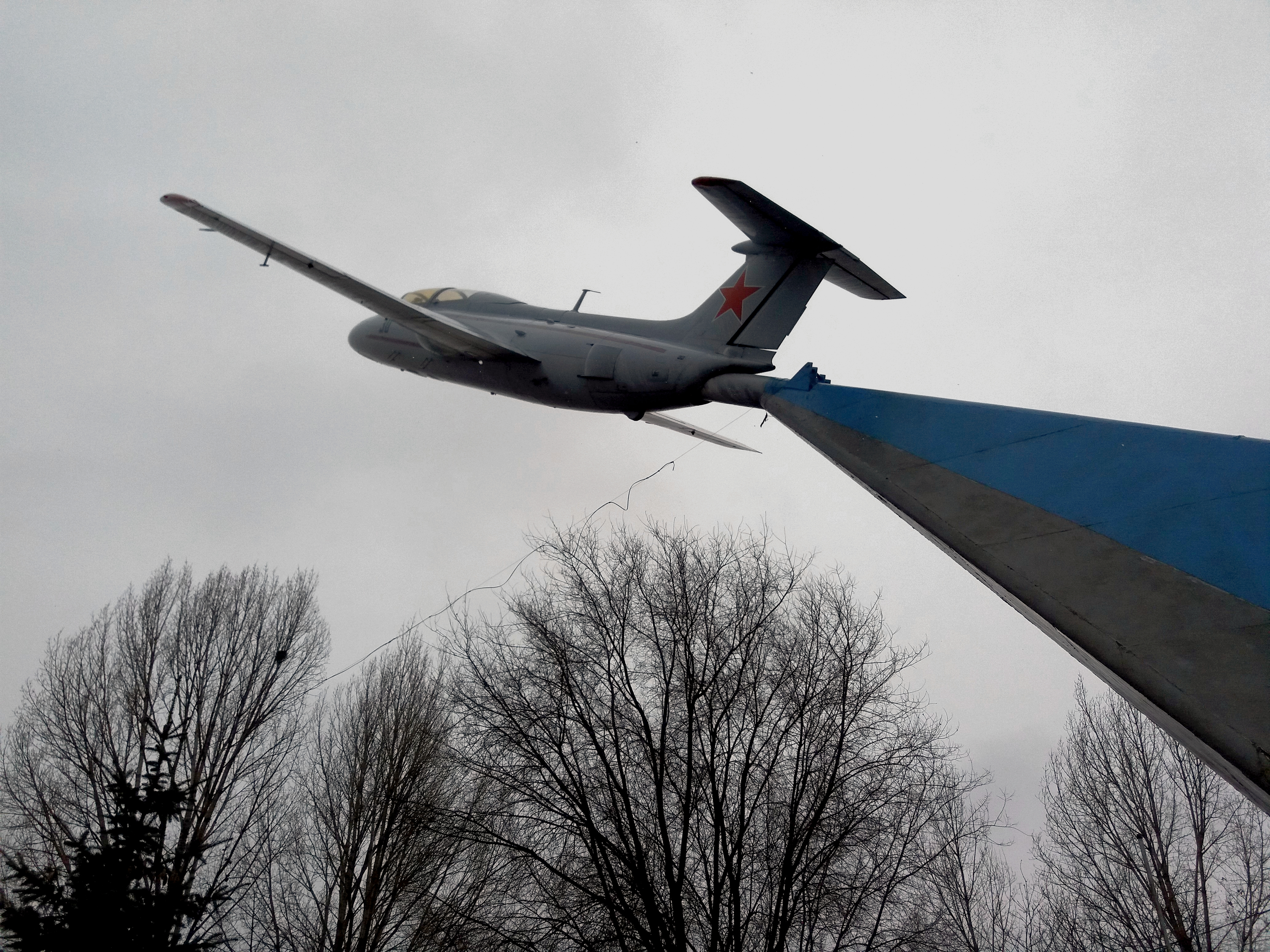
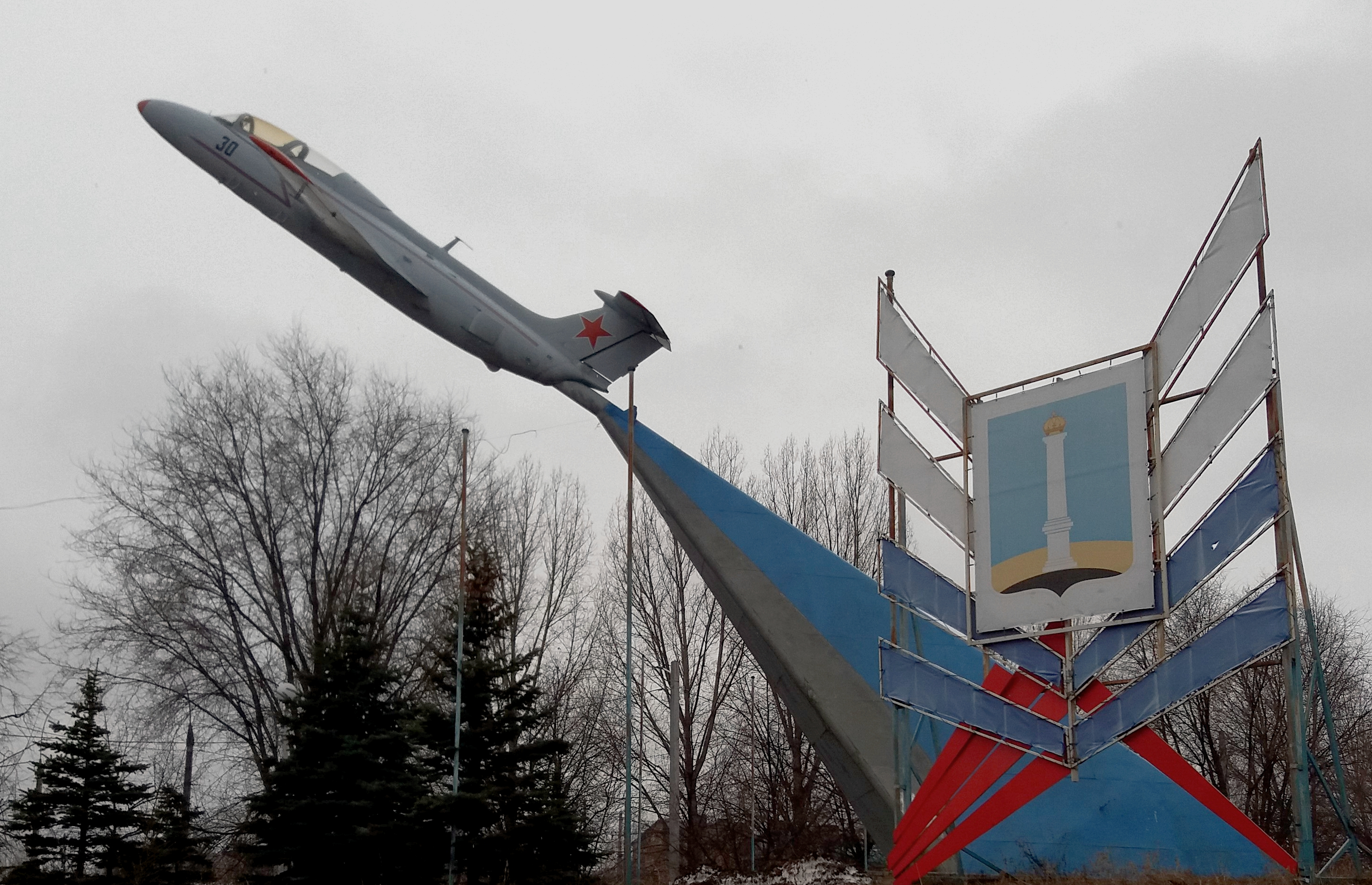
Памятник «Создателям авиации и авиаторам России».
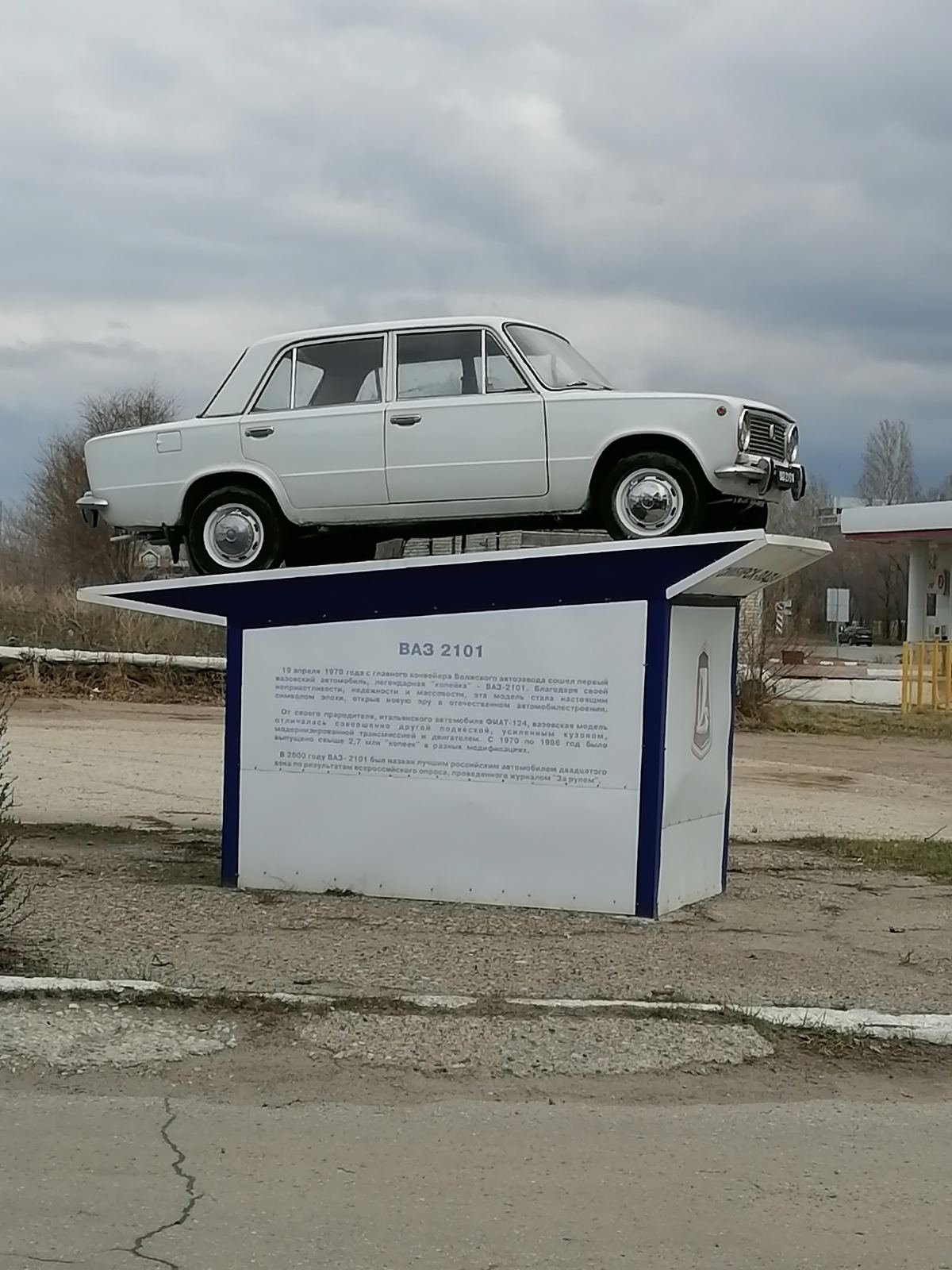
Памятник "Копейке", промплощадка, Новый Город.
Памятник "Землякам-Заволжцам".
Памятник-самолет Як-18Т (Лицей № 90)
Памятник-самолет Як-18Т (Лицей № 90).
Судно-памятник "Метеор-210" (парк Прибрежный).
Статуя «Чудотворная Яблоня».
Стела «Ульяновск» на въезде в Новый Город.
Памятник Самовару.
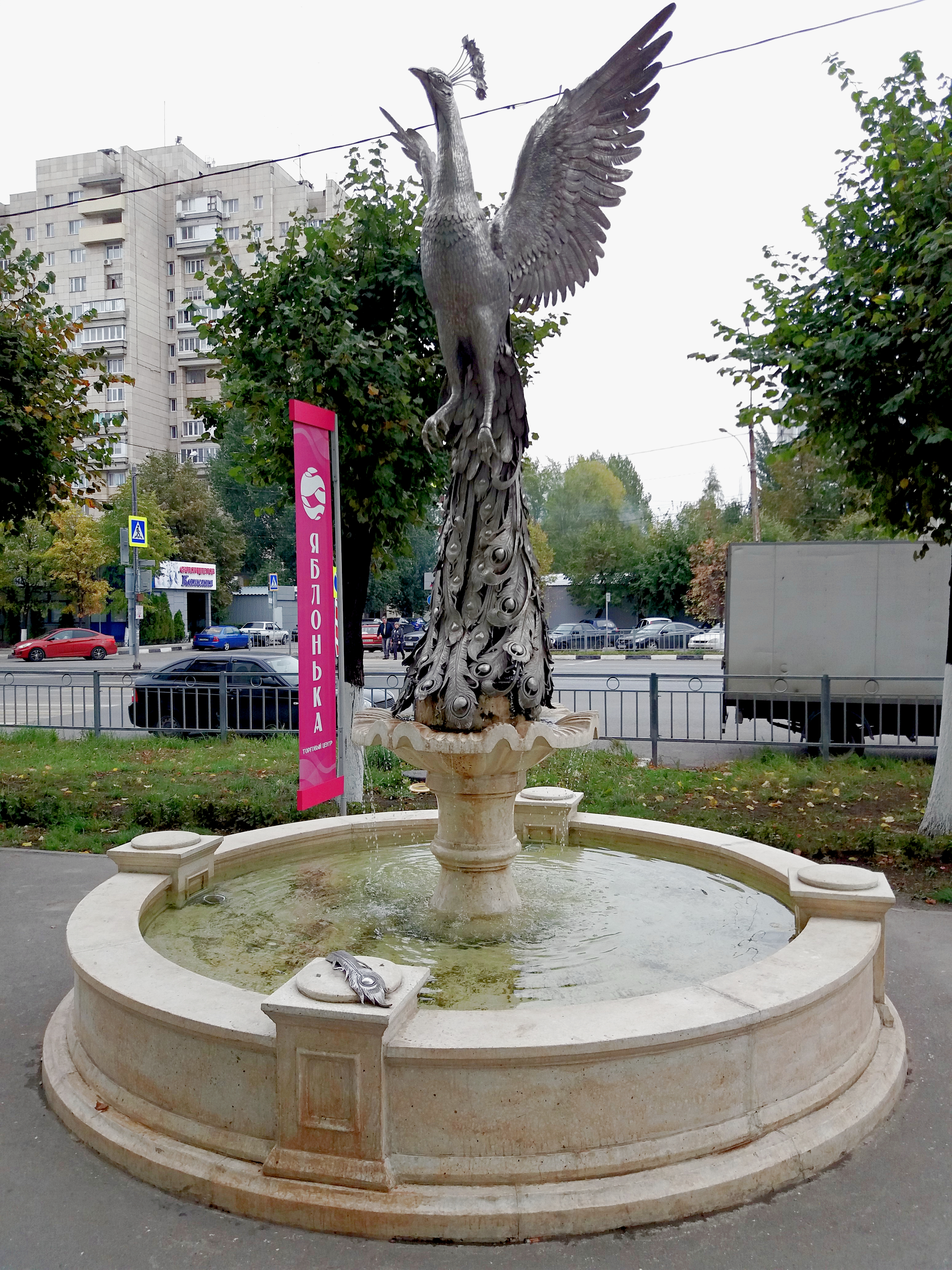
Фонтан-памятник «Жар-птица».

### Музеи
- Культурно-выставочный центр «Радуга»

Здесь действуют 12 выставочных залов, в которых представлены выставки репродукций картин мастеров мирового искусства, фотовыставки красивейших уголков природы, а также уникальная выставка минералов. Всего было организовано более 112 выставок. Среди них — «Мастера Эпохи Возрождения», «Импрессионисты», «Культура Индии», «Культура Японии», «Православные иконы Русского Севера», «Серебряный век», фотовыставки «Жигули», «Храмы России», «Венгрия», «Бавария», «Норвегия», «Швеция» и многие другие.

### Религия
- Храм Илии пророка (на территории 31-й одшбр);
- Храм Святителя Николая Чудотворца (п-т Авиастроителей);
- Храм Святого апостола Андрея Первозванного (п-т Сурова);
- Храм в честь иконы Божией Матери «Споручница грешных» (ИК-8)[33];
- Храм во имя святого благоверного великого князя Димитрия Донского в парке имени генерала В. Ф. Маргелова (строится)[34][35];
- Мечеть «Ихсан» (п-т Дружбы Народов);

### Кладбища
- Заволжское кладбище
- Алексеевское кладбище — действующий некрополь Ульяновска (п. Ленинский (Рыбацкий) и бывших деревень Алексеевка и Юрьевка, (Площадь кладбища п. Ленинский – 10000 кв.м (1 га), количество участков – 880. Совершено приблизительно 3520 захоронений.)[36][37][38][39][40][41]

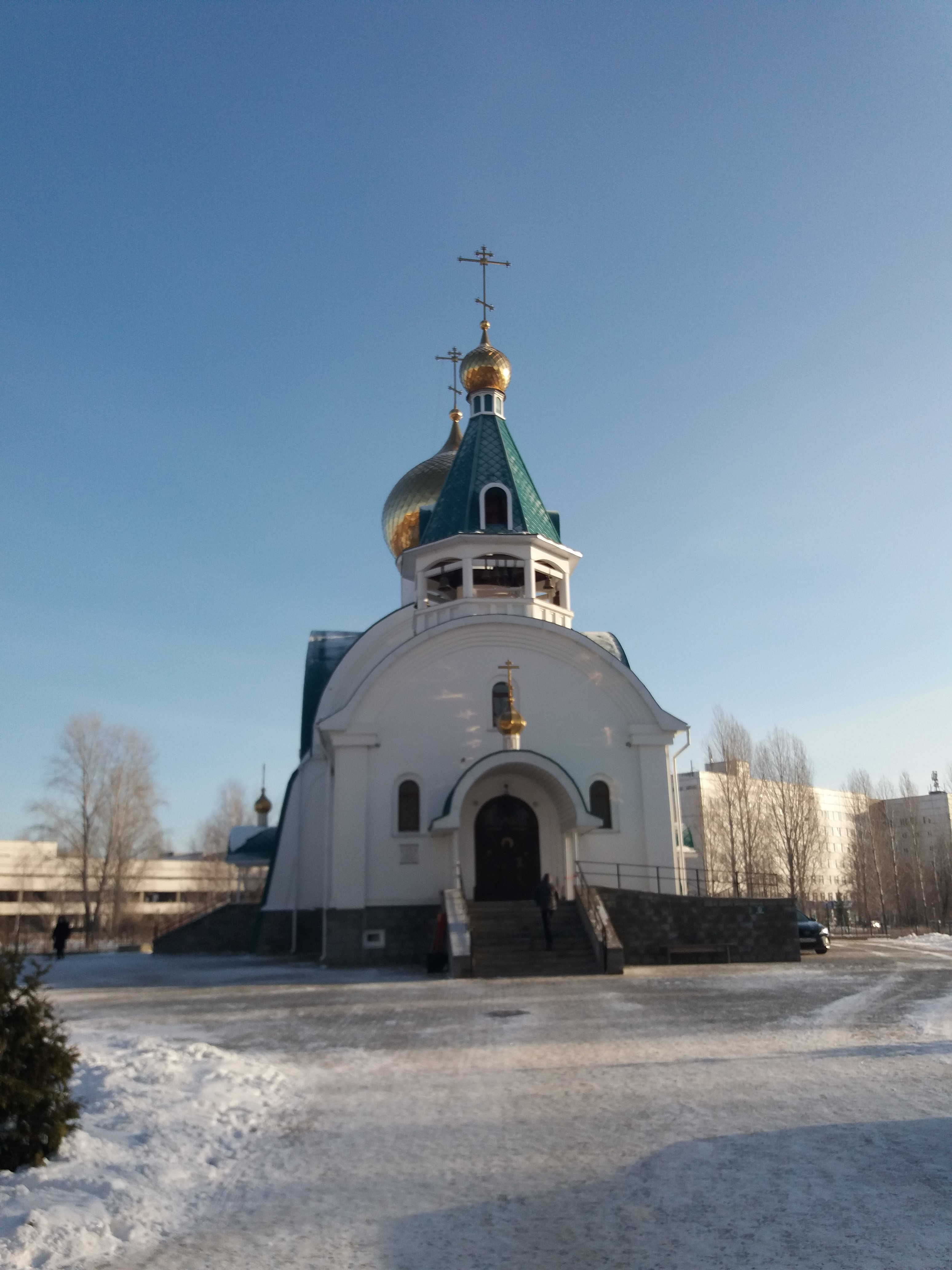
Храм  в честь св. Апостола Андрея Первозванного. Новый Город. Ульяновск.
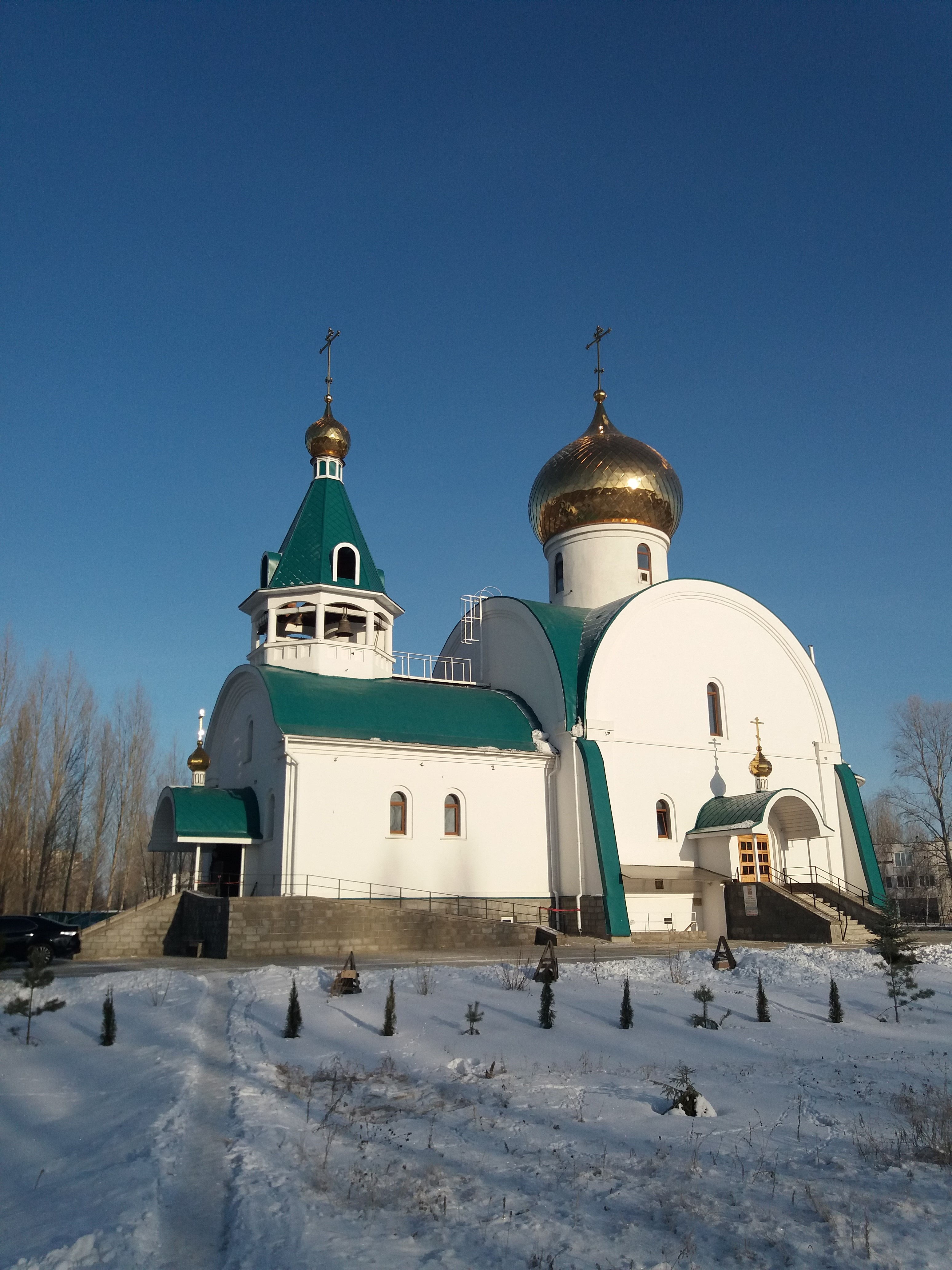
Храм  в честь св. Апостола Андрея Первозванного.
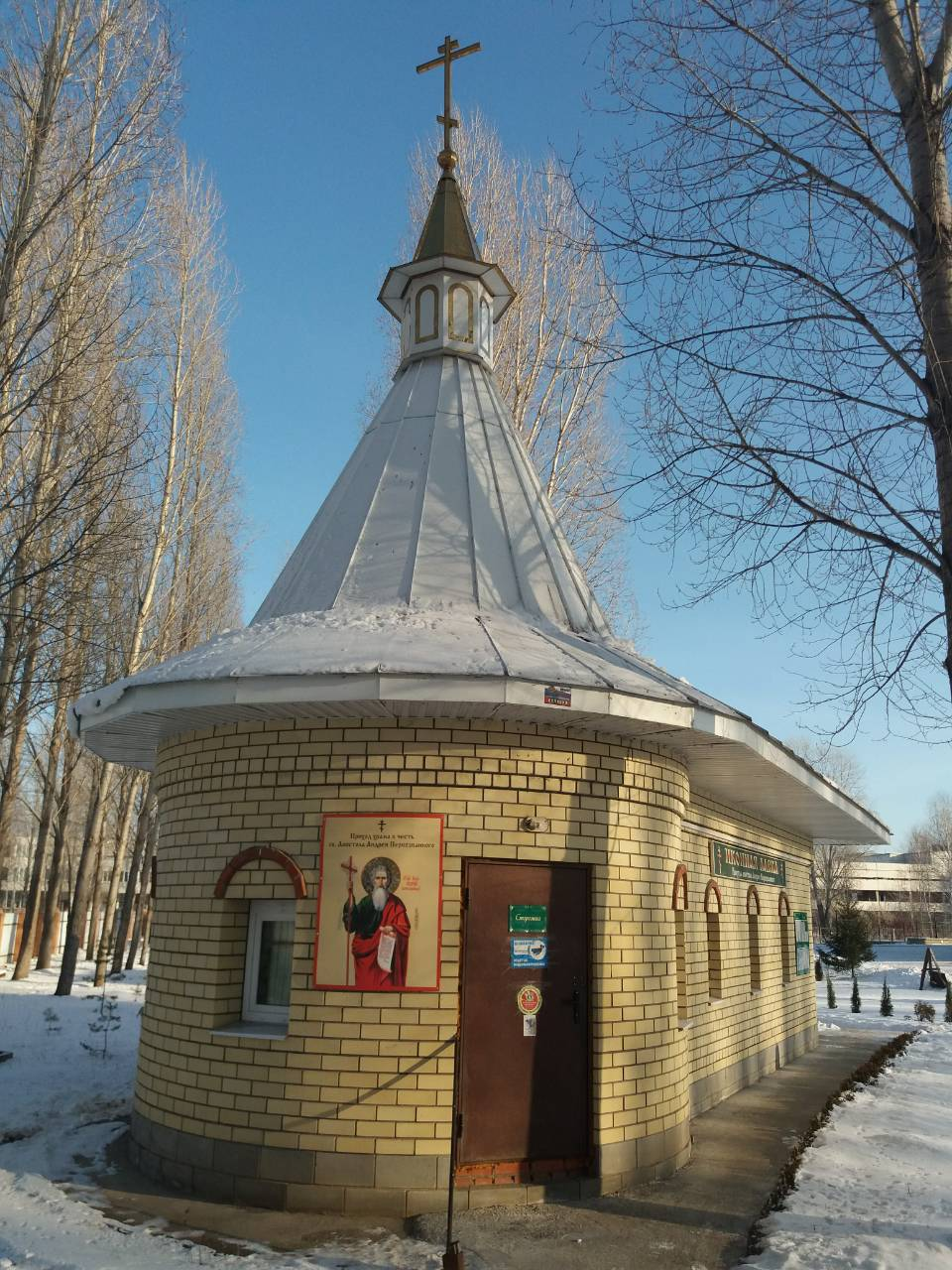
Иконная лавка прихода апостола Андрея Первозванного.
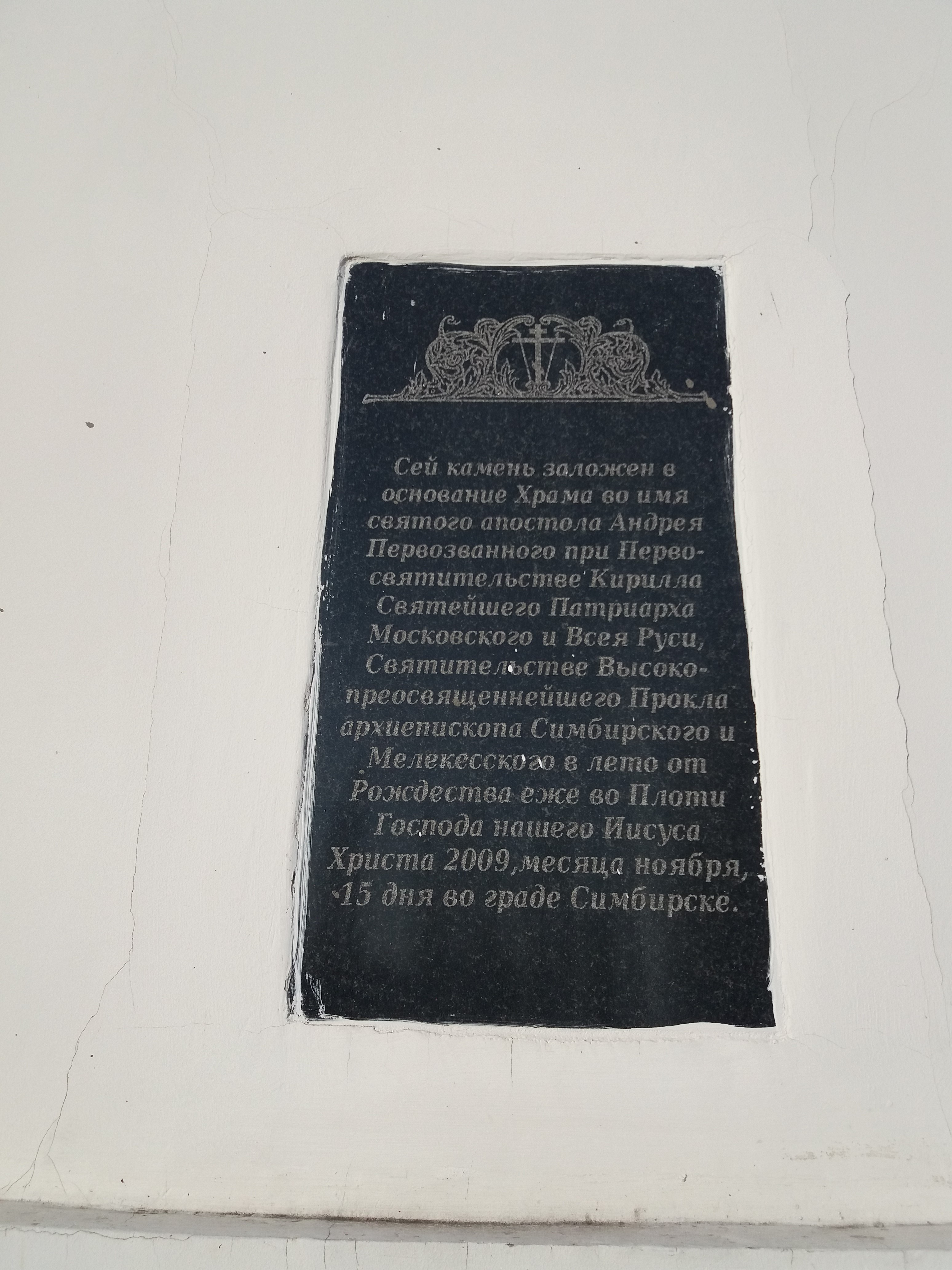
Памятная доска Храма Андрея Первозванного.(Новый Город, Ульяновск)
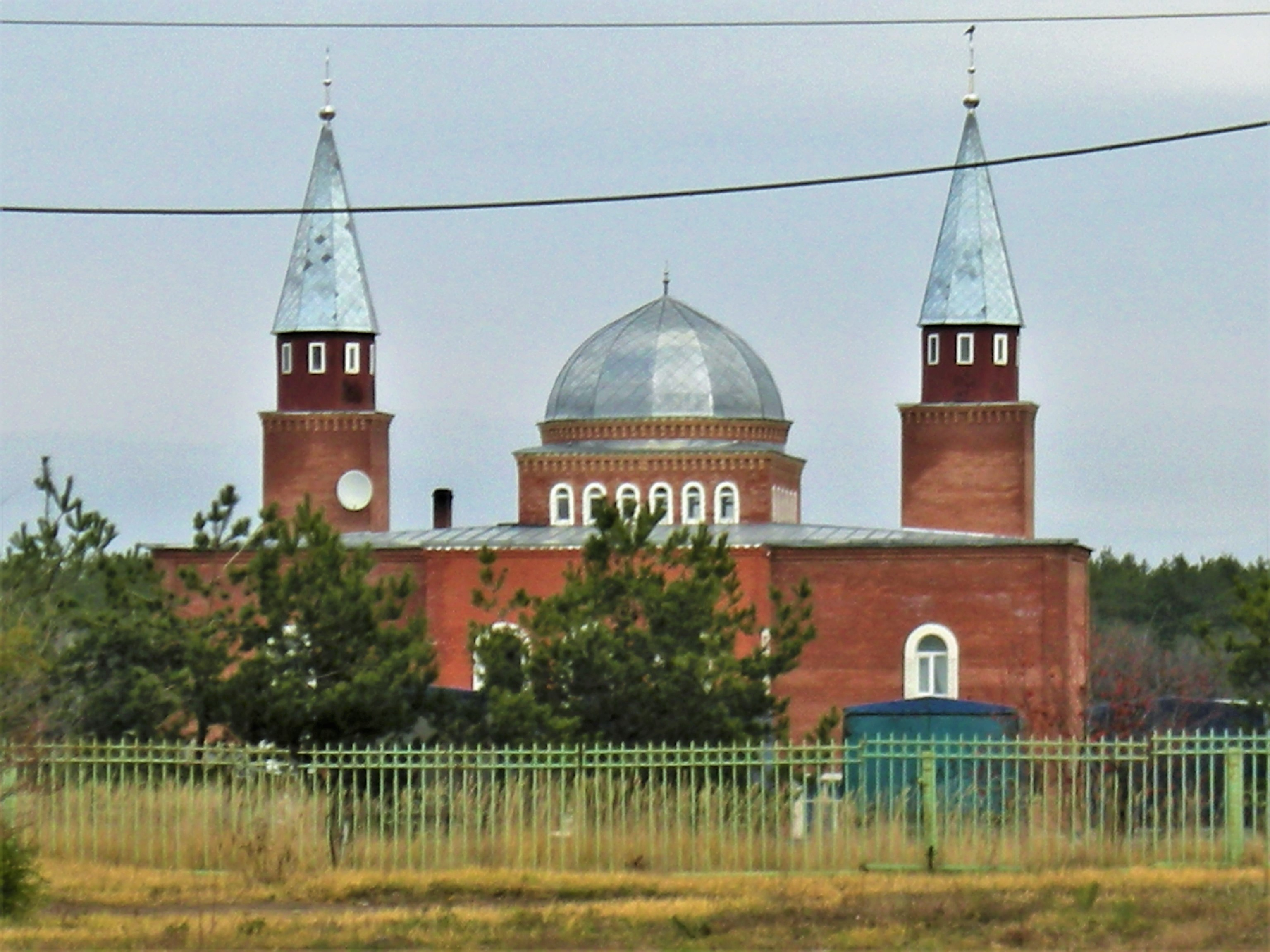
Мечеть в Новом городе.
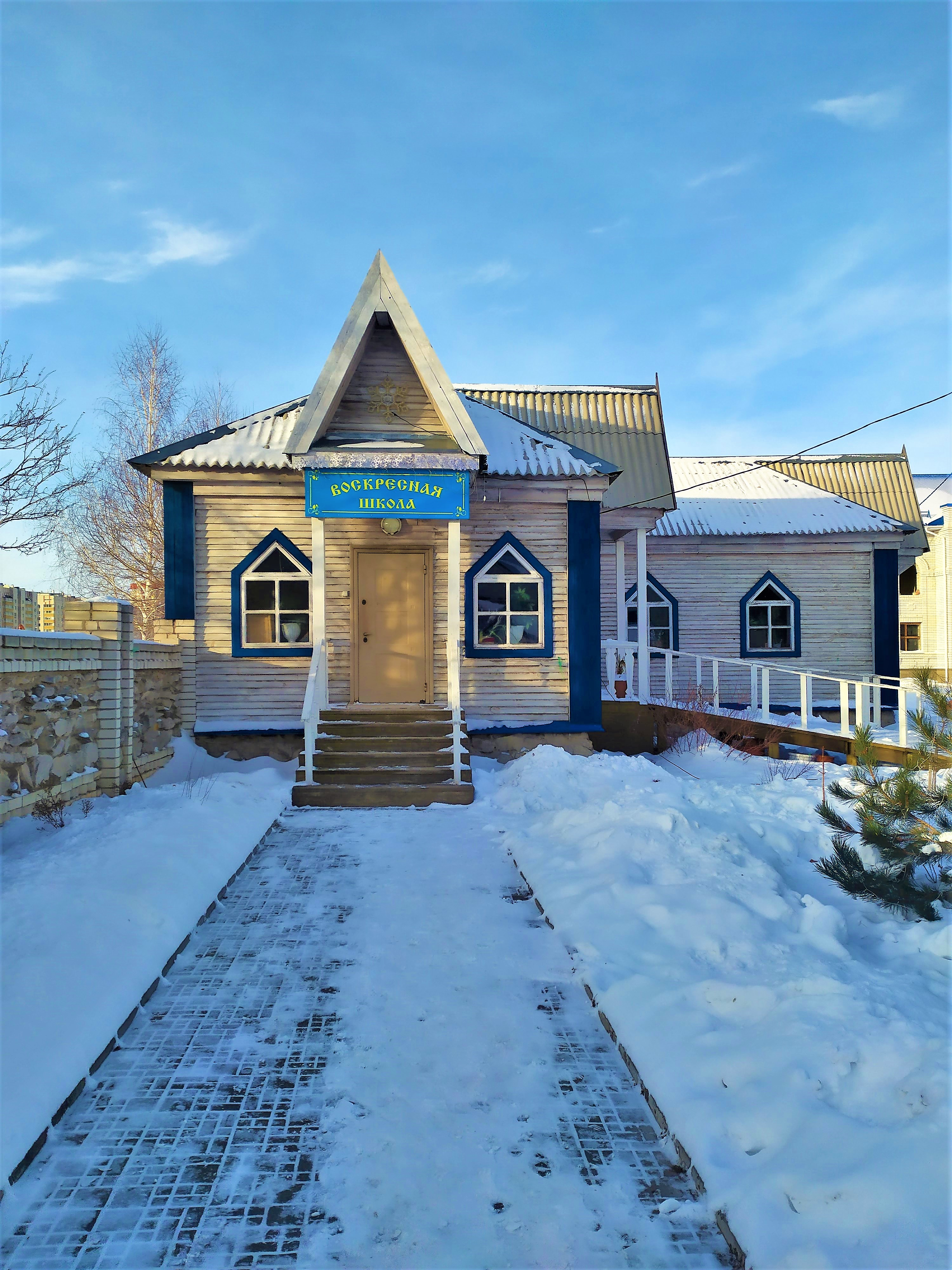
Воскресная школа при Храме Святителя Николая Чудотворца (Ульяновск).
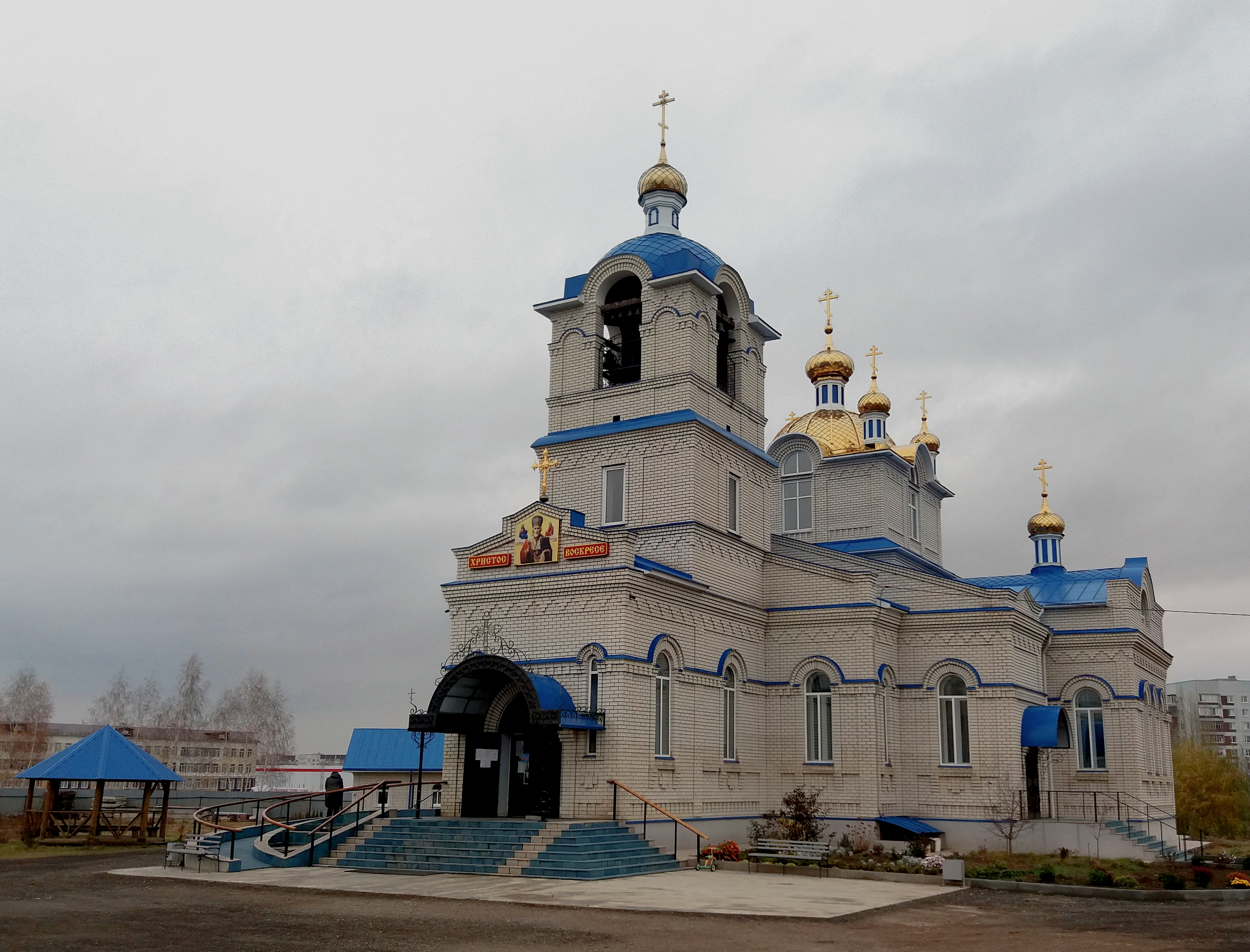
Храм Святителя Николая Чудотворца.
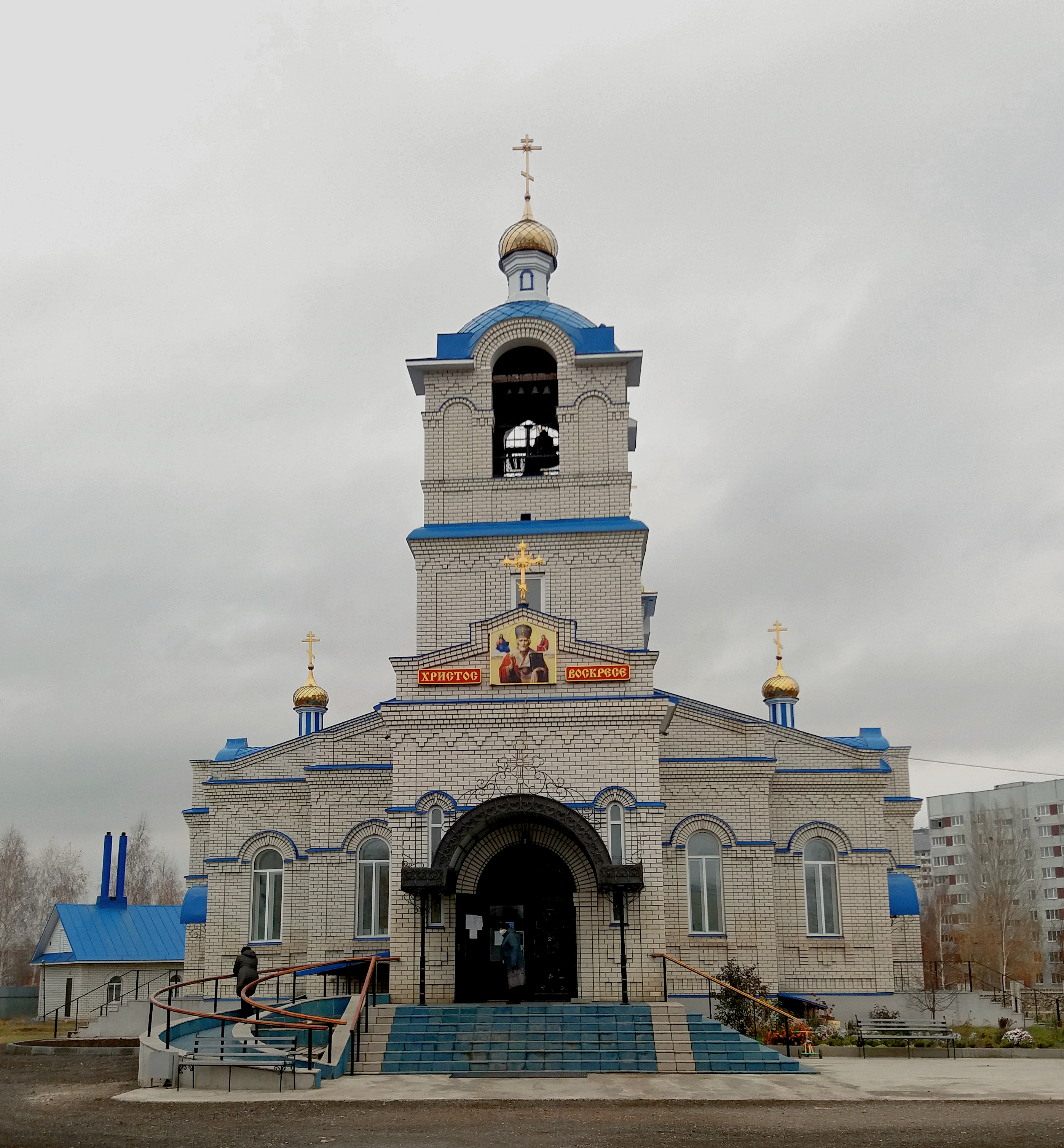
Храм Святителя Николая Чудотворца.
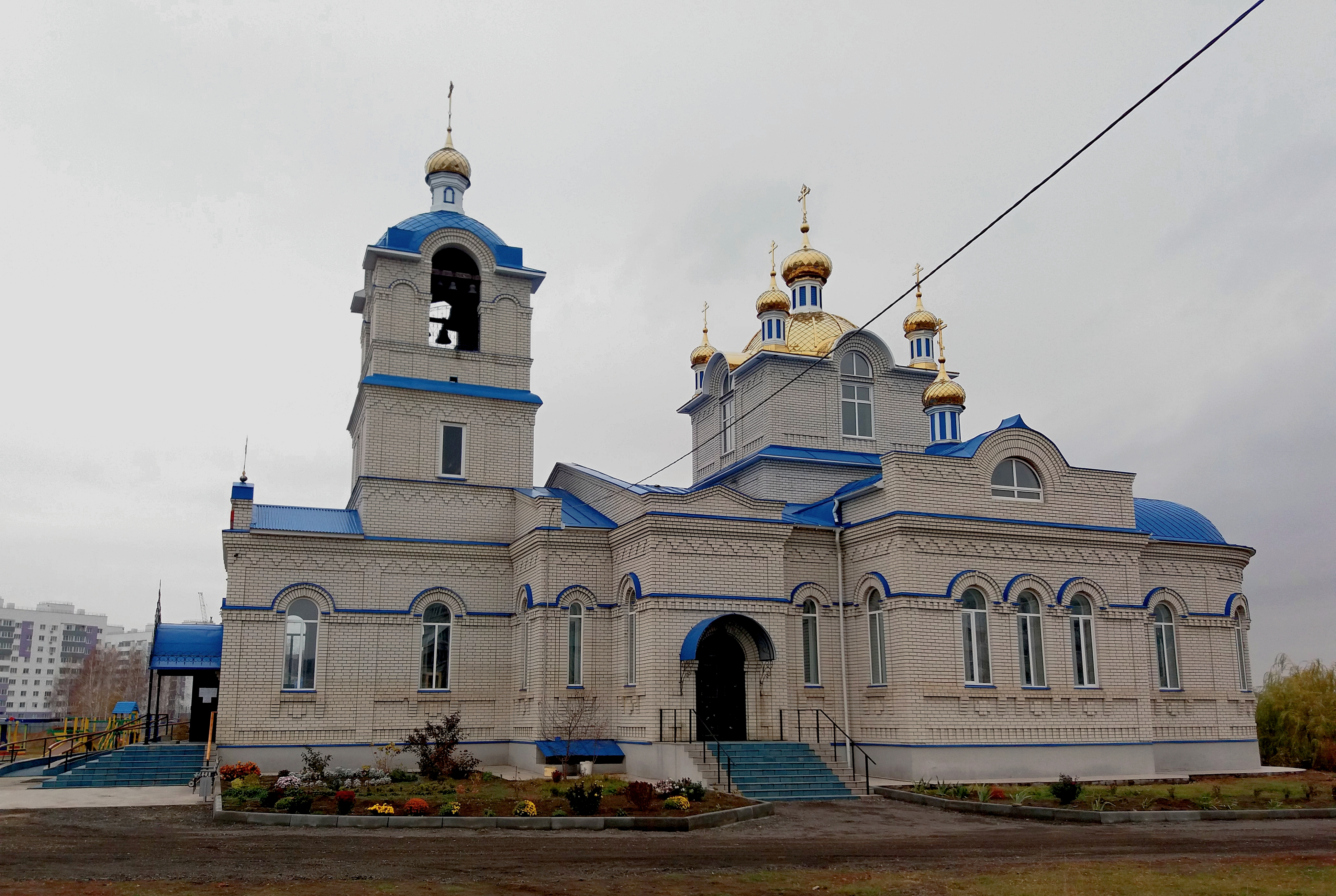
Храм Святителя Николая Чудотворца.
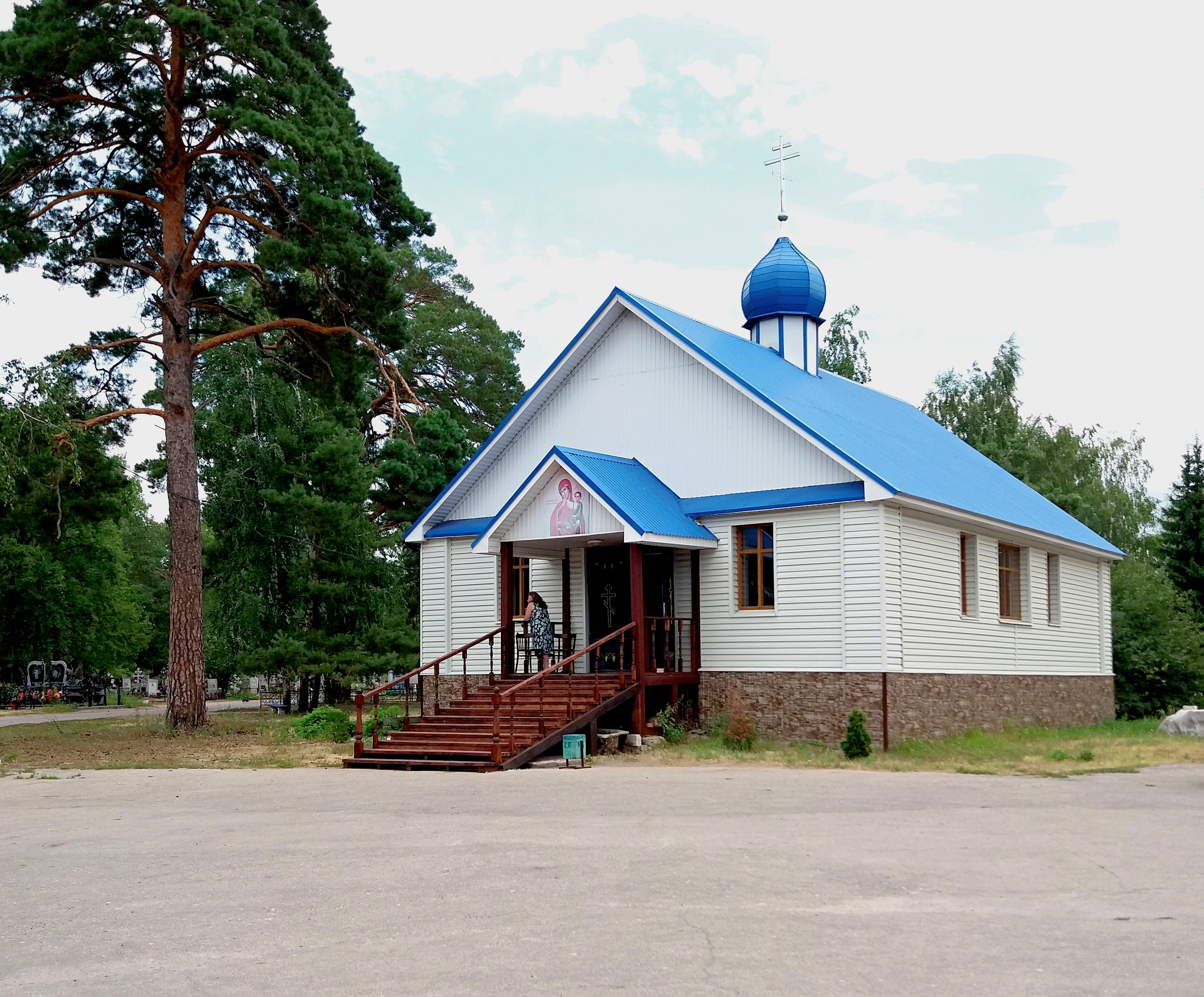
Часовня иконы Божией Матери "Взыскание погибших" на Заволжском кладбище.

### Кинотеатры
- Дом культуры «Руслан»
- Кинотеатр «Крылья»
- Кинотеатр «Руслан»
- Кинотеатр «Космос»[42]
- Театр-студия «Диалог»

Дом культуры «Руслан».

### Парки
- Экопарк «Прибрежный»
- Парк имени Василия Маргелова
- Сквер «Айболит»

Парк имени генерала Маргелова.
В парке имени генерала Маргелова.
В парке имени генерала Маргелова.
В парке имени генерала Маргелова.
Экопарк «Прибрежный».
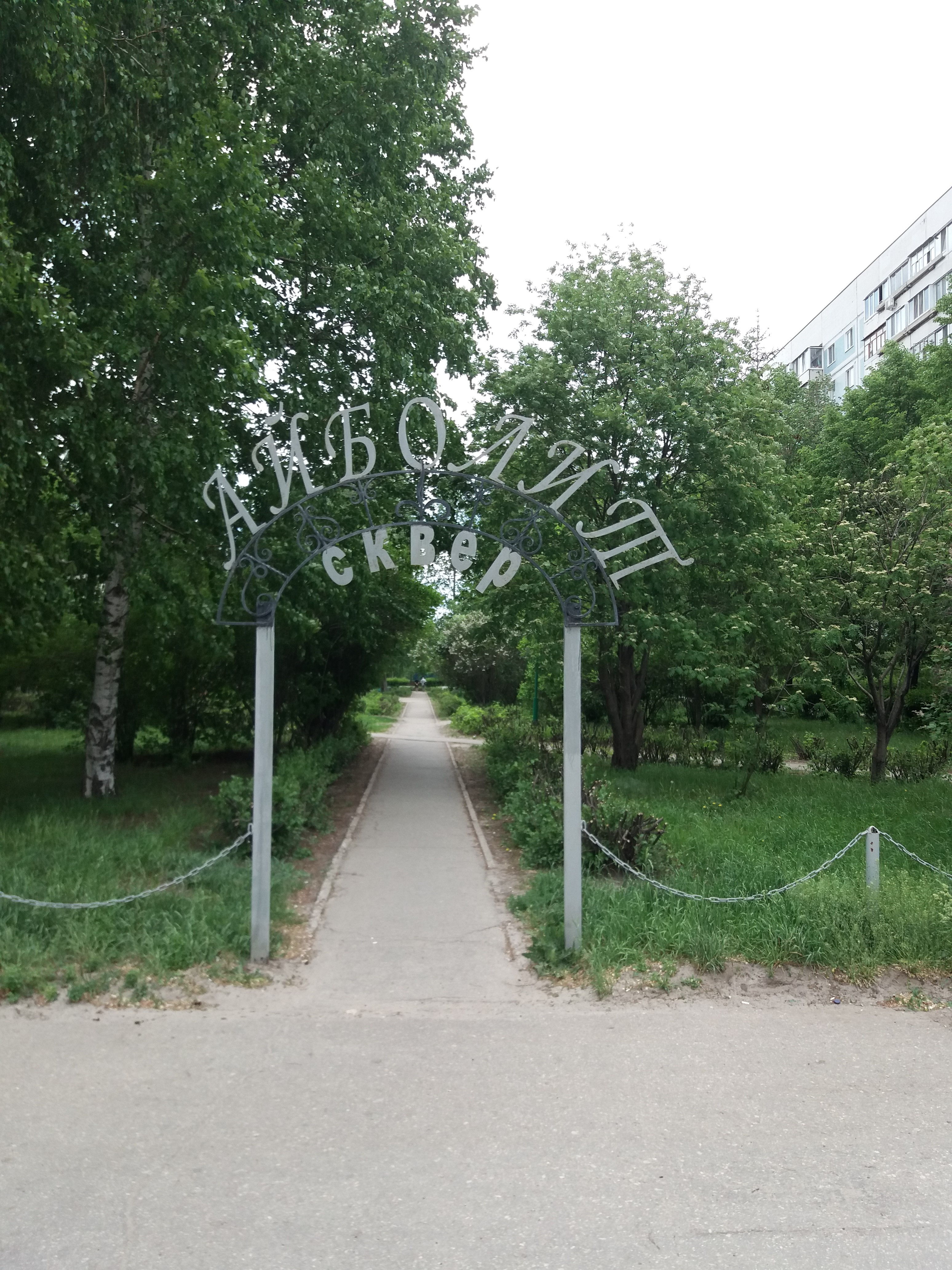
Сквер "Айболит".
Скульптуры в сквере "Айболит".

## Образование
Высшие учебные заведения

Институт авиационных технологий и управления УлГТУ (ИАТУ).

- Институт авиационных технологий и управления УлГТУ (ИАТУ).Институт Авиационных Технологий и Управления, филиал УлГТУ (на правах факультета)
- Институт Дистанционного и Дополнительного Образования УлГТУ, филиал
- Институт международного права и экономики имени А. С. Грибоедова, филиал
- Поволжский государственный университет сервиса, представительство
- Российский новый университет, представительство
- Современная Гуманитарная Академия, филиал
- Ульяновский государственный университет, Заволжский экономико-гуманитарный факультет

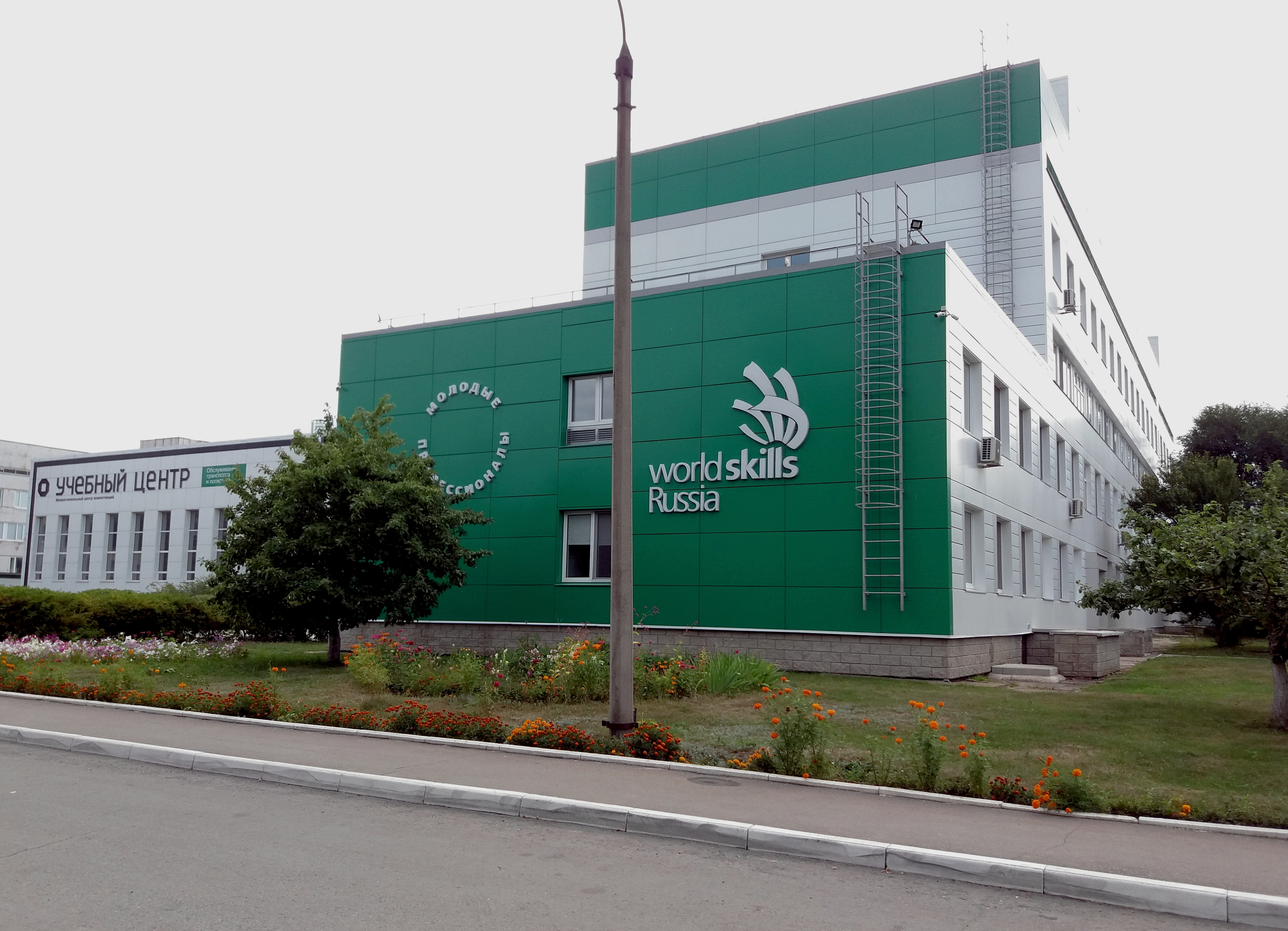
Межрегиональный центр компетенций (МЦК) по стандартам WorldSkills.

Средние специальные учебные заведения
- Ульяновский авиационный колледж, в 2016 году на его базе создан Межрегиональный центр компетенций (МЦК) по стандартам WorldSkills;
- Ульяновский медицинский колледж имени Светланы Борисовны Анурьевой[43][44][45]
- Ульяновский техникум информатики, экономики и управления, ЧОУ
- Ульяновский технический колледж

Общеобразовательные учебные заведения
- Школа-интернат № 2
- Школа № 9
- Школа № 17
- Многопрофильный лицей № 20
- Школа № 50
- Школа № 63
- Школа № 64
- Гимназия № 65 имени Н. Сафронова[46]
- Школа № 69
- Школа № 72
- Школа № 73
- Школа № 75
- Гимназия № 79
- Школа № 86
- Лицей № 90
- Губернаторский инженерный лицей № 102
- Начальная школа № 200
- Вечерняя школа № 4 (в школе № 50)

Лицей № 90.
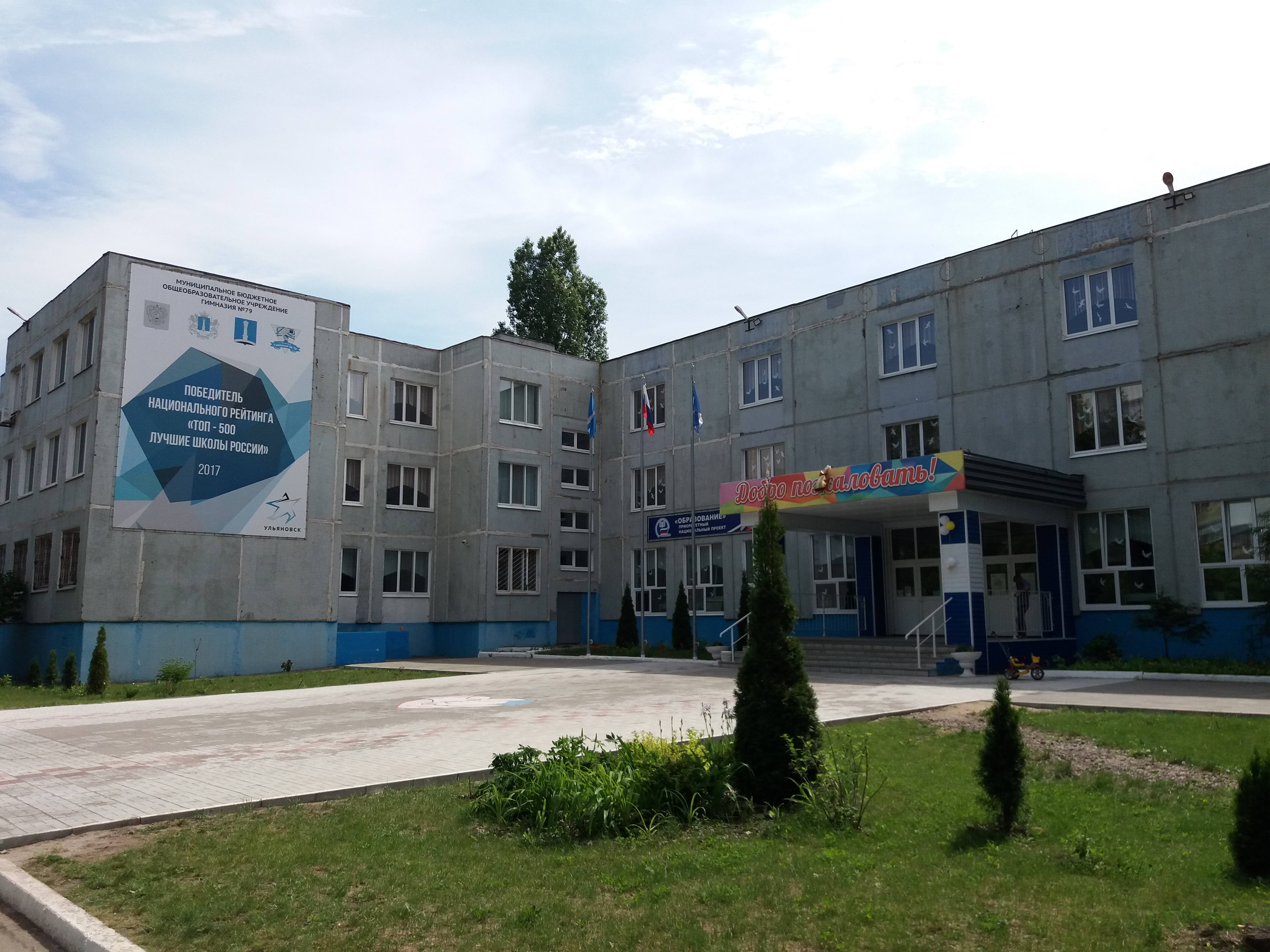
Гимназия № 79.
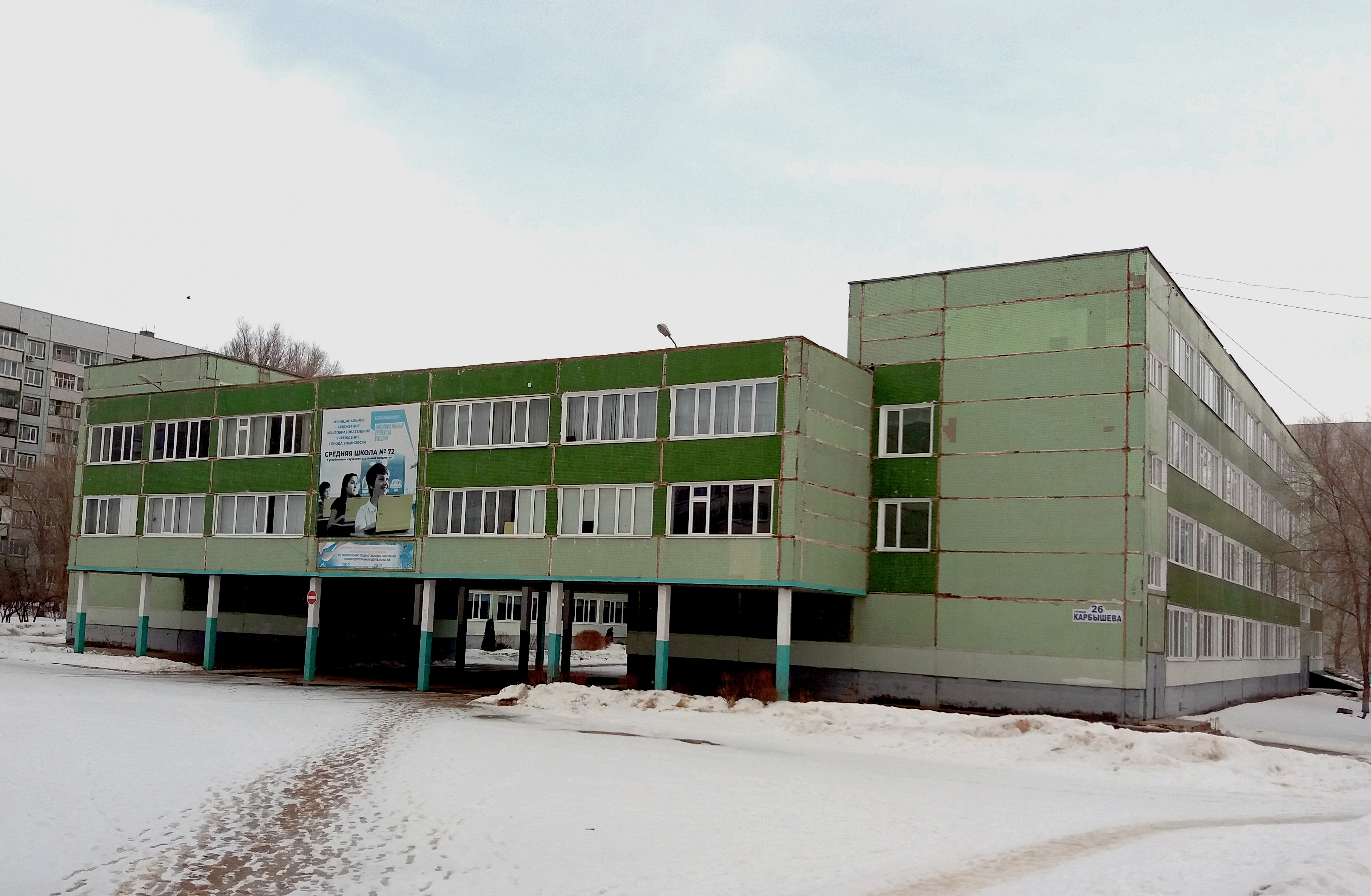
Средняя школа № 72.
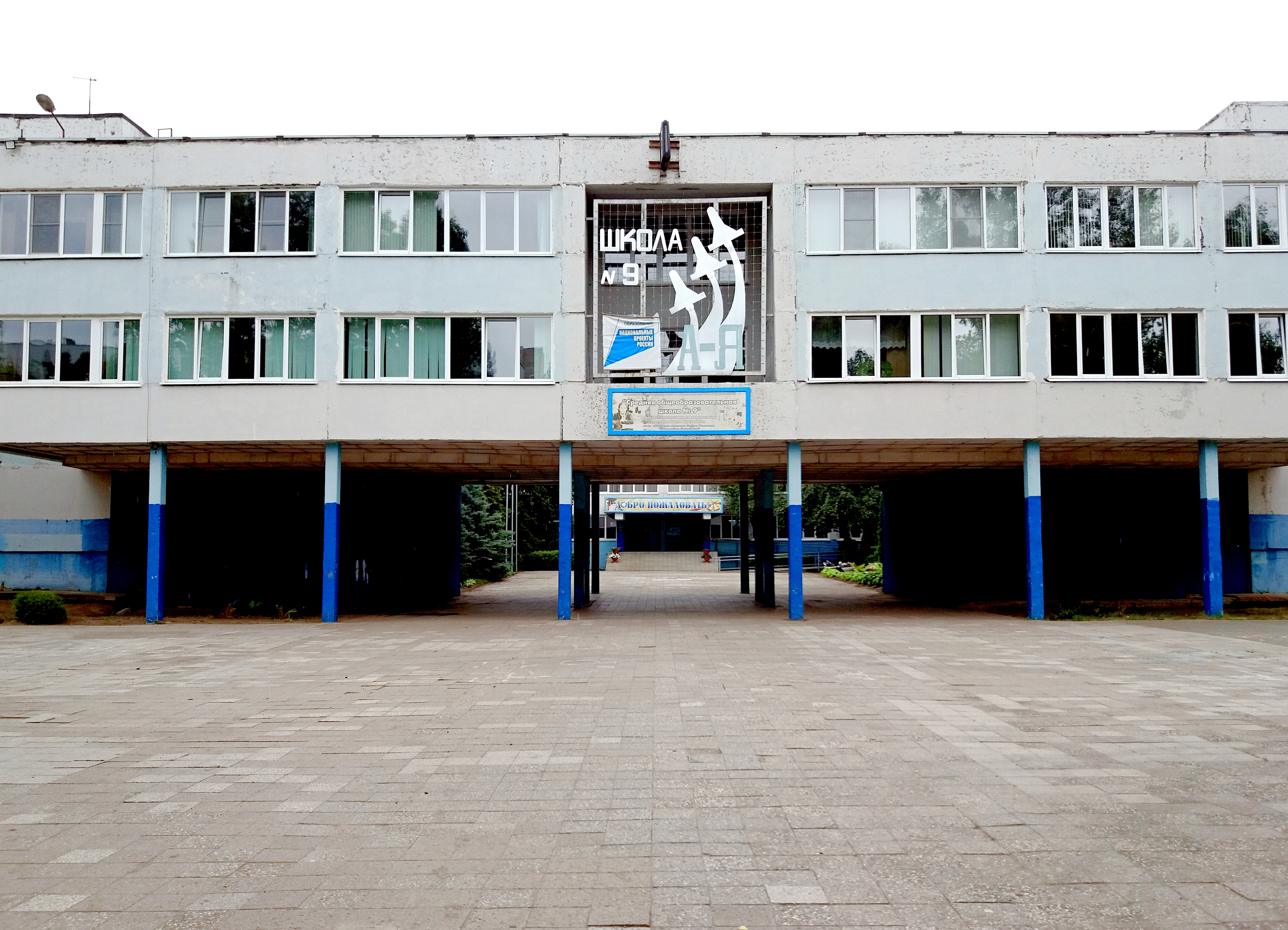
СОШ № 9.
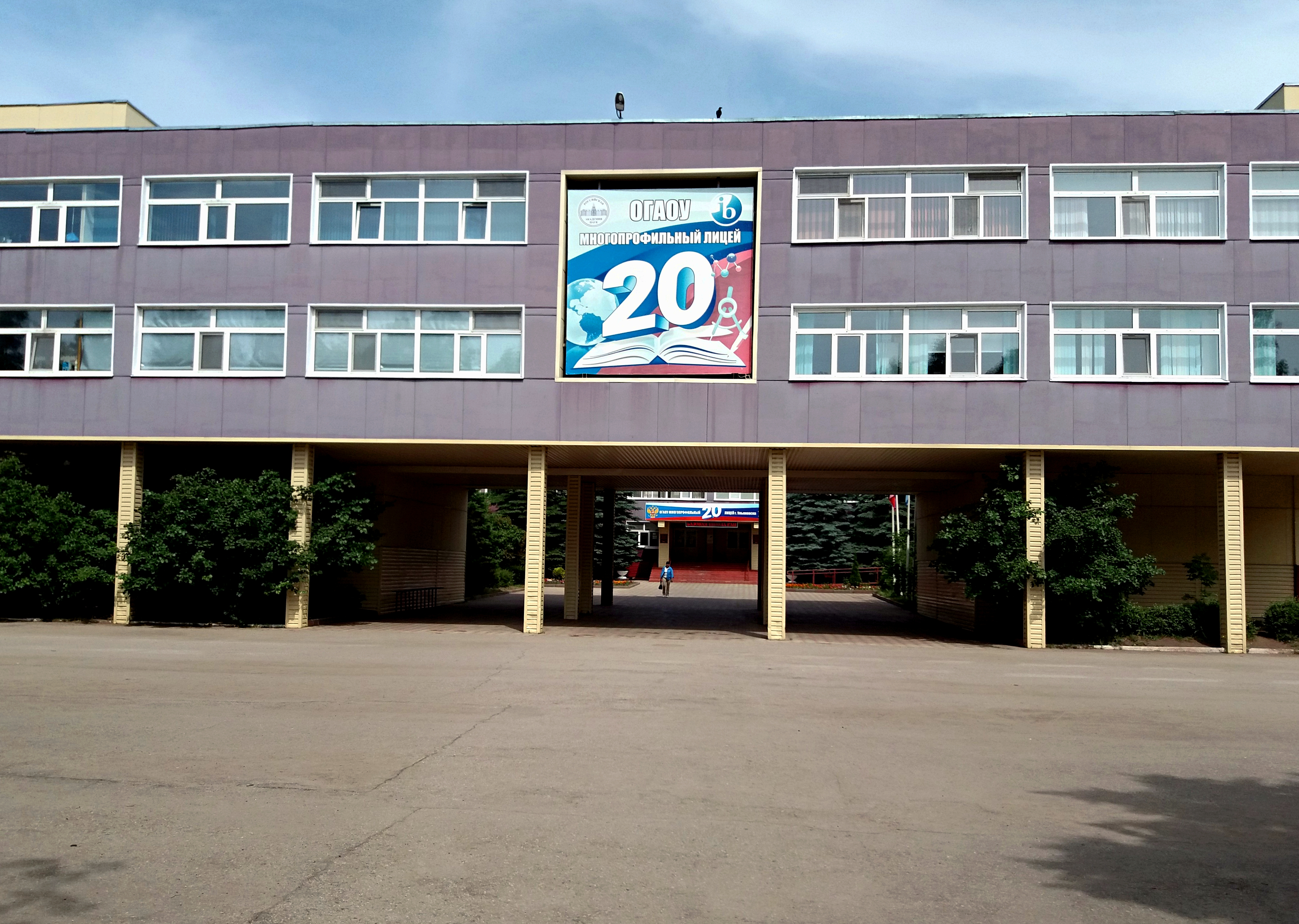
Многопрофильный лицей № 20
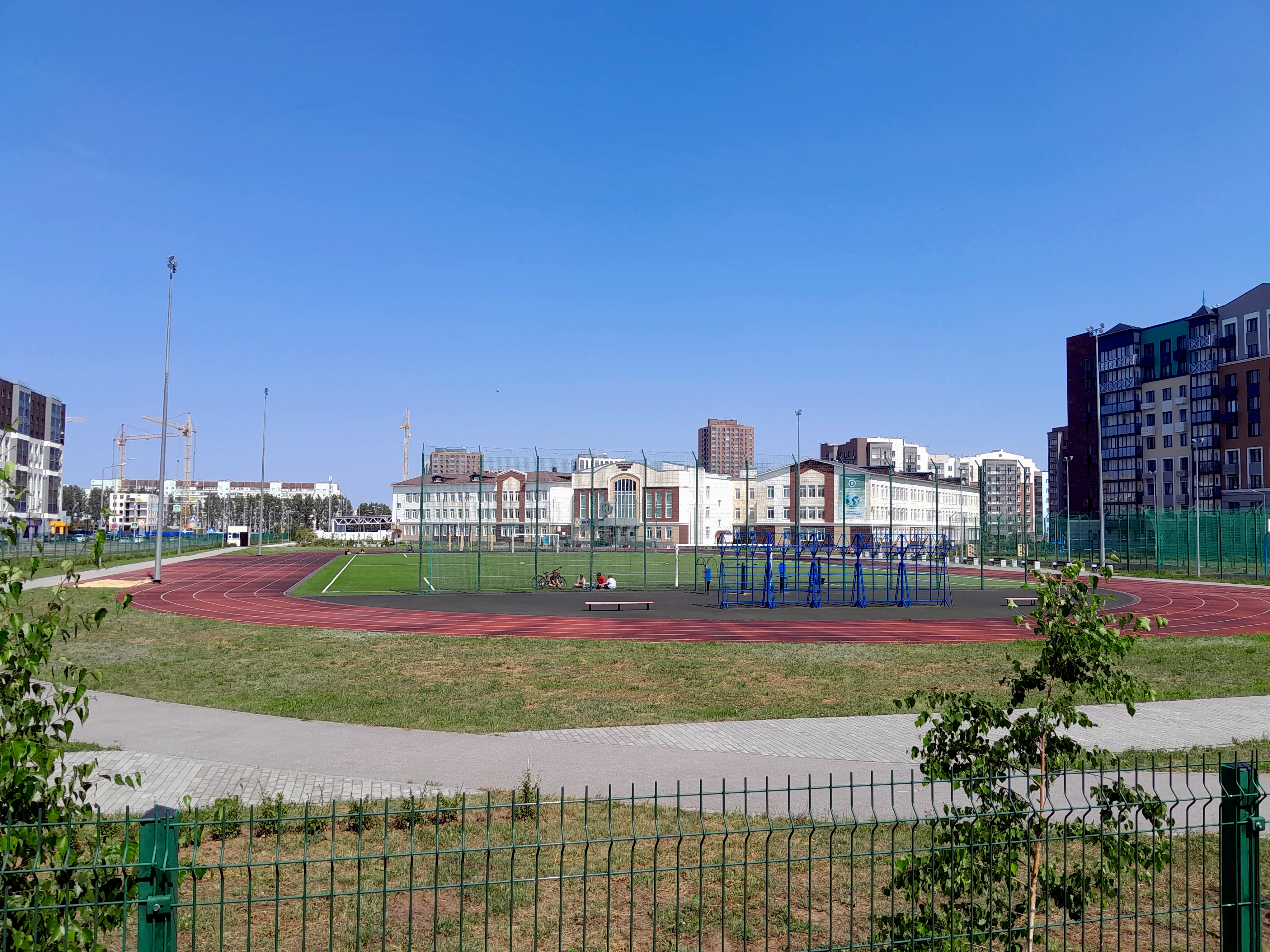
Губернаторский инженерный лицей № 102.

Дополнительное образование
- ДЮСШ «Заволжье»

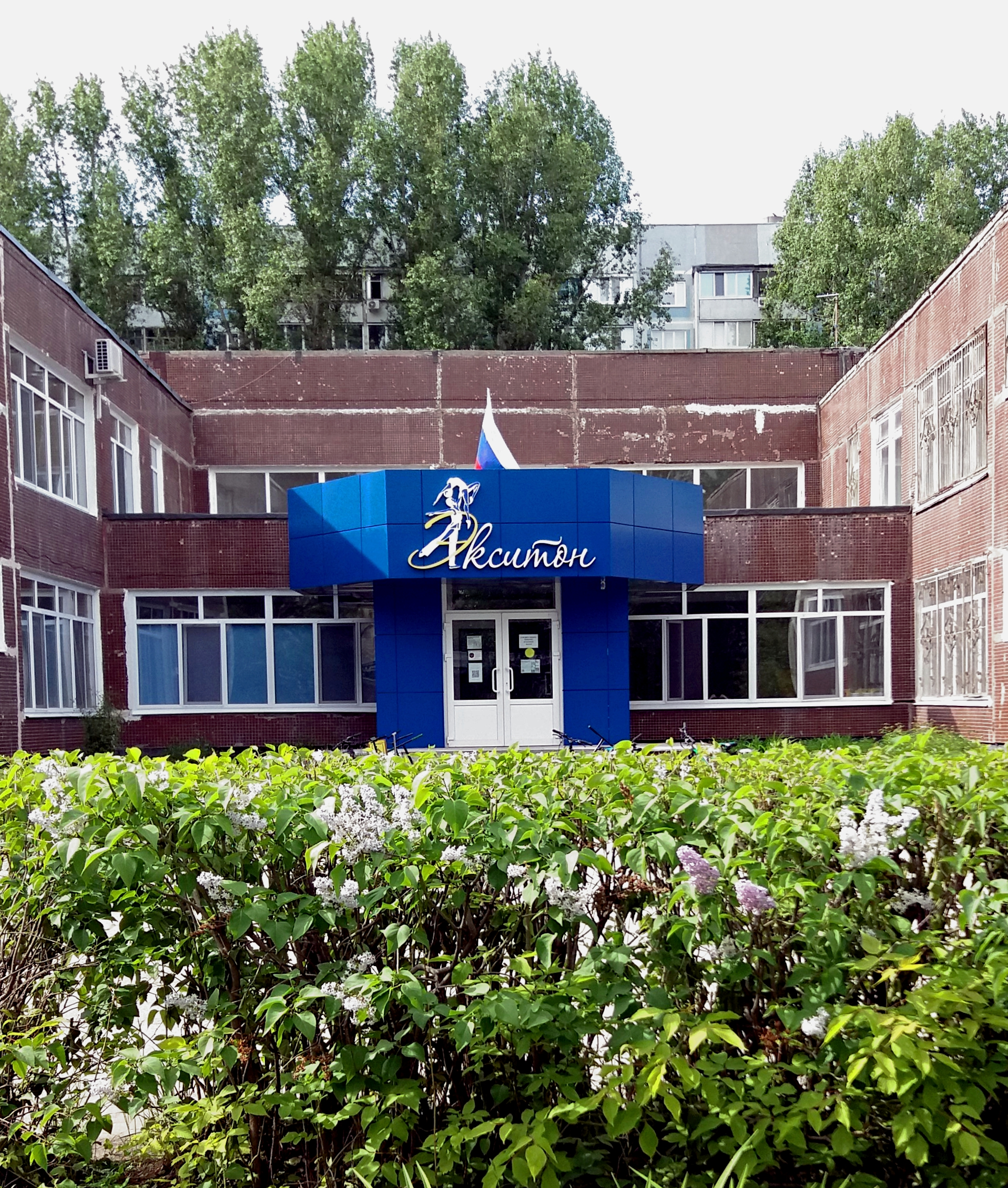
Эстрадный балет «Экситон».

- Центр детского творчества № 5 (ул. 40-летия Победы, 27)
- Центр детского творчества № 5 (филиал) — эстрадный балет «Экситон» (просп. Генерала Тюленева, 24)[47][48]
- Детская школа искусств № 8
- ДЮСШ «Серебряные крылья» (ныне СШ «Фаворит», Новосондецкий б-р, 1а)[49]
- Детская школа искусств № 10 (ул. 40-летия Победы, 28)
- Центр Детского Технического Творчества № 1 (Пензенский бул., 17)

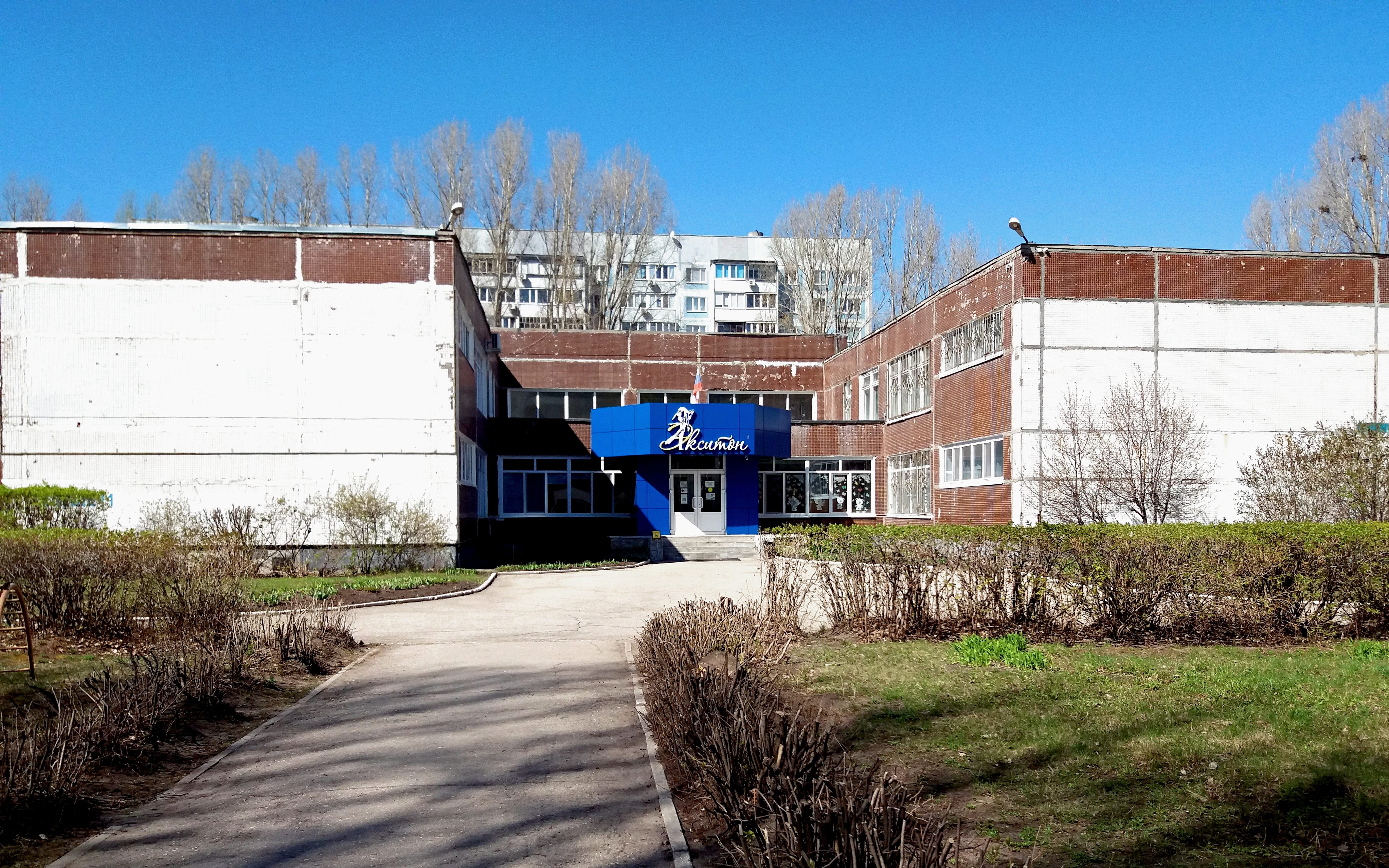
Здание балета «Экситон».
Центр детского творчества № 5 (филиал).
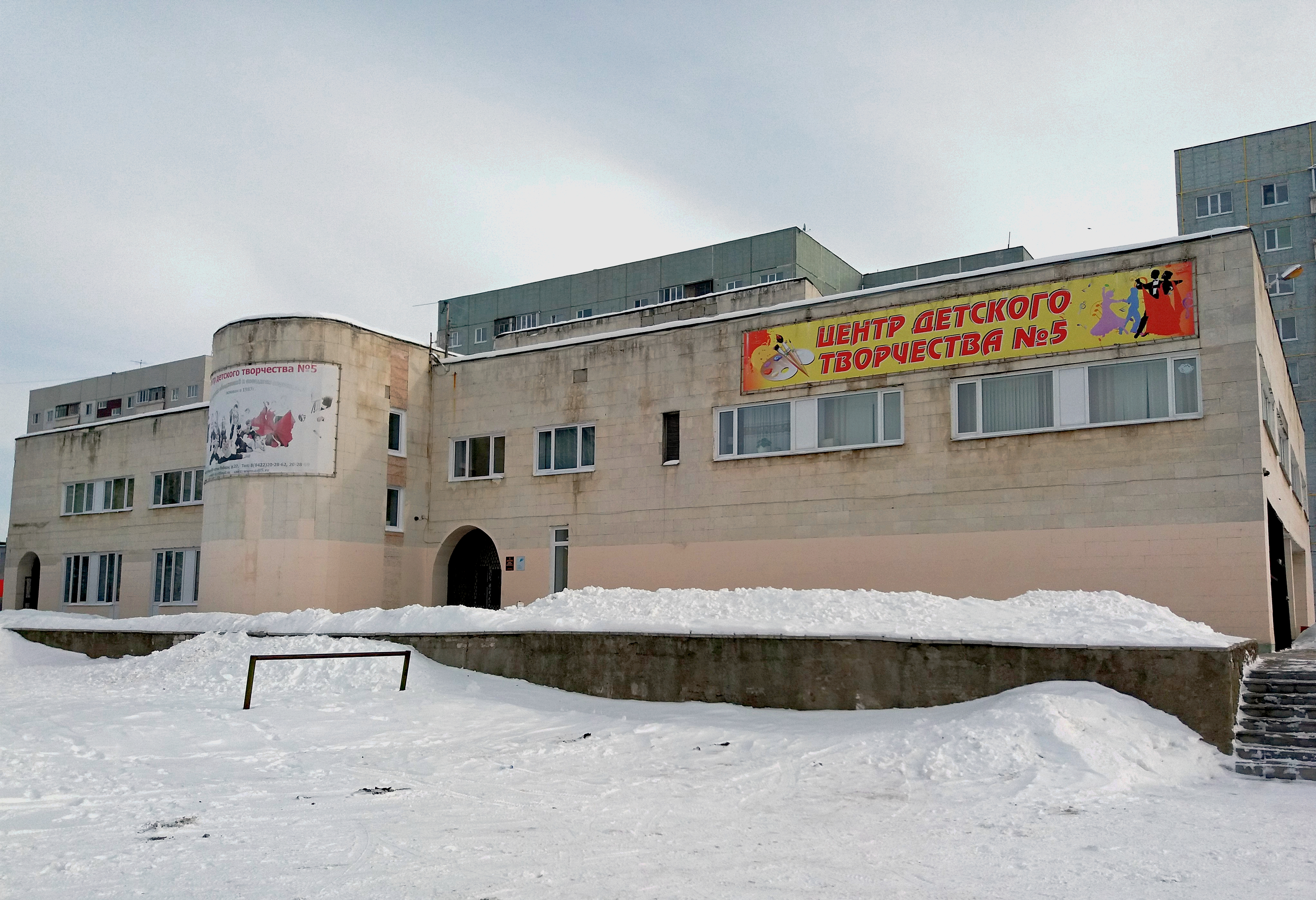
Центр детского творчества № 5.
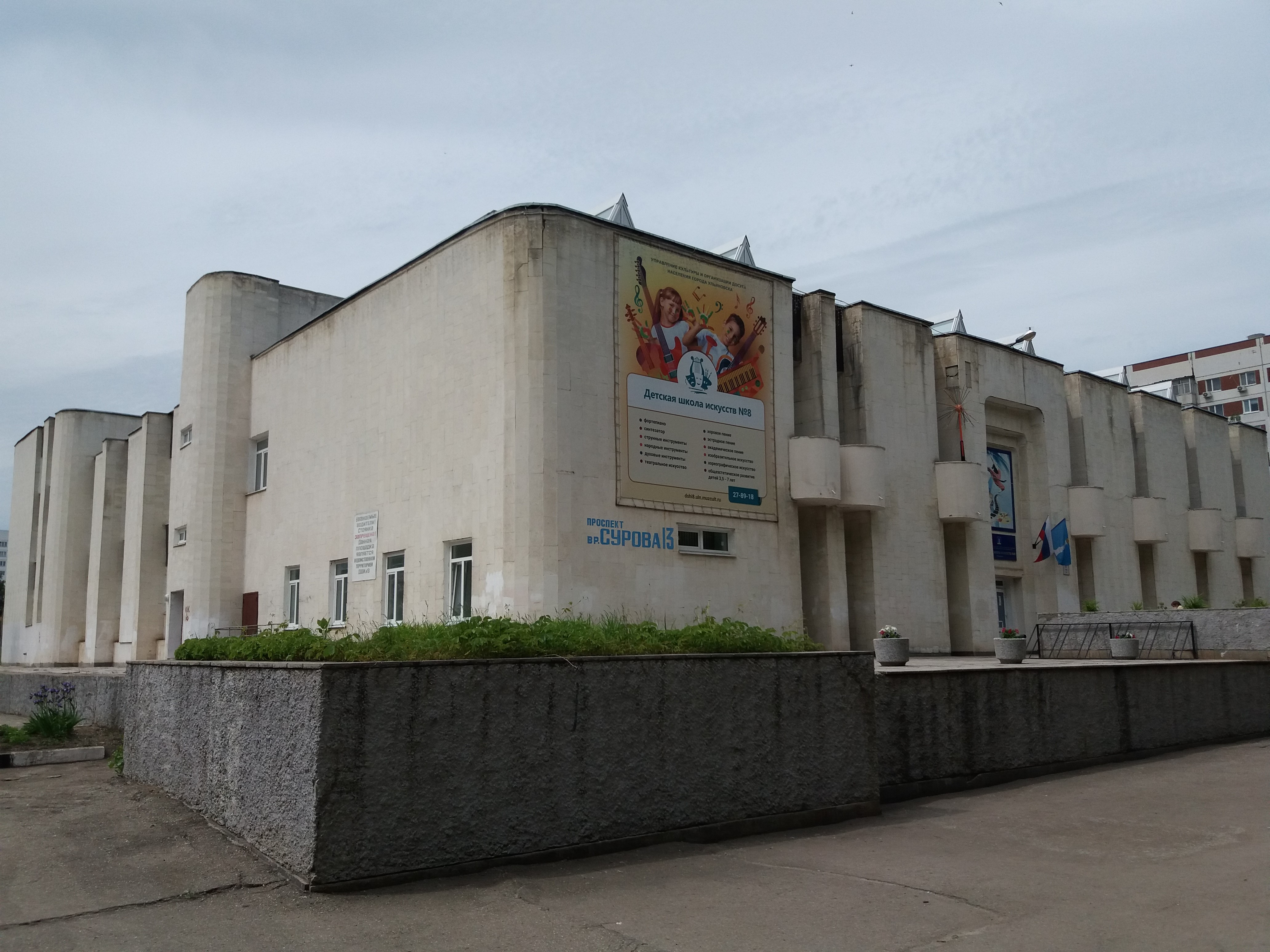
Детская школа искусств № 8.

## Спорт
В микрорайоне широко развит спорт. При УАПК действовала футбольная команда «Старт», основанная в 1986 году, которая удачно выступала на Кубках Ульяновской области по футболу, Чемпионатах Ульяновской области по футболу, в Чемпионатах СССР по футболу, в Кубке РСФСР по футболу 1988 и Кубке СССР—СНГ по футболу 1991/1992. Также действовала хоккейная команда «Старт» выступавшая в Чемпионатах СССР по хоккею с мячом. С 1990-х — до 2006 года действовал футбольный клуб «Энергия».
- Стадион «Старт»
- Спортивная школа «Старт»
- ФОК «Орион»
- ДЮСШ «Заволжье»
- Спорткомплекс «Серебряные крылья»

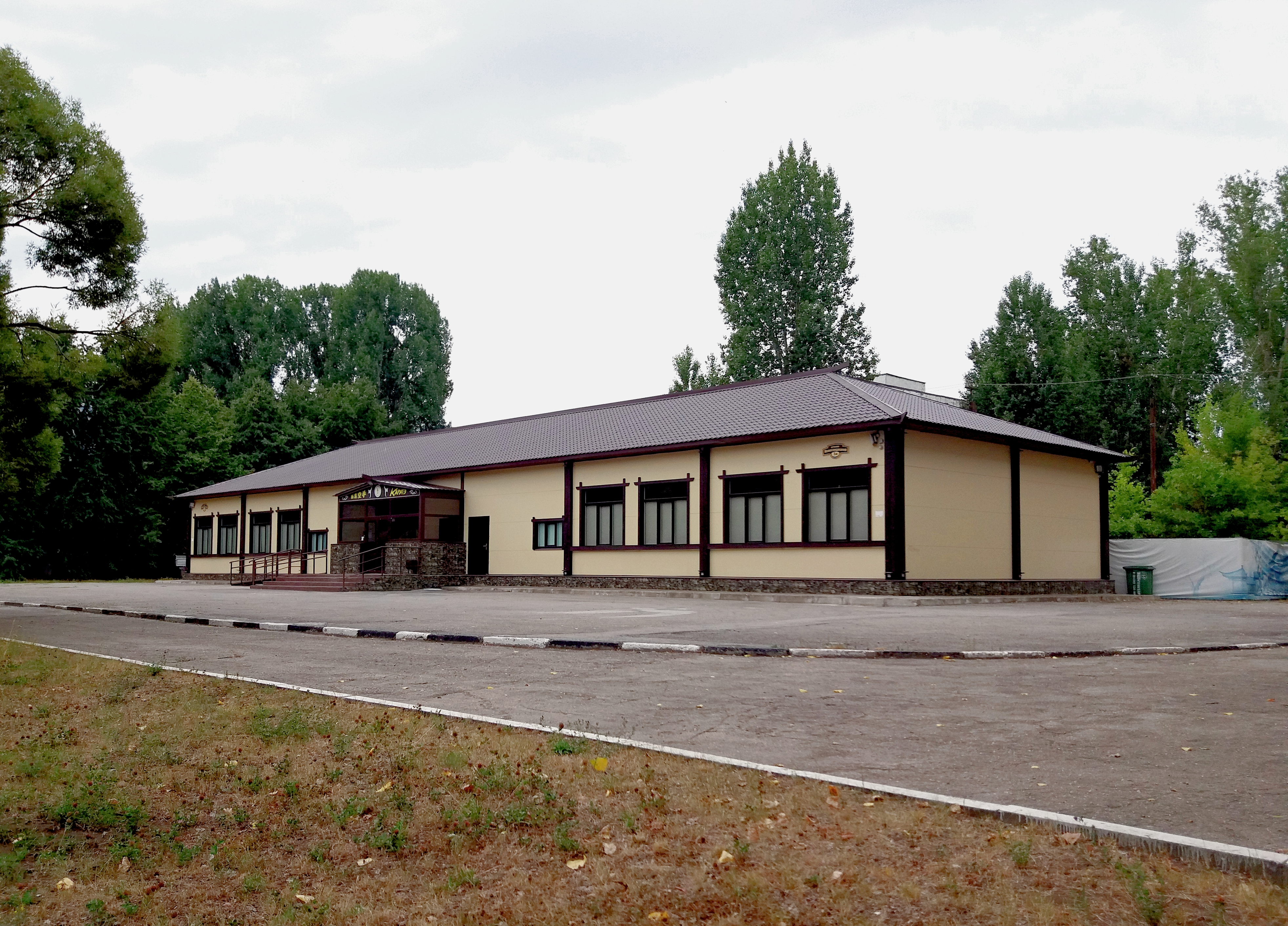
Ульяновский тренировочный центр Кёкусинкай каратэ.

- Ульяновский тренировочный центр Кёкусинкай каратэ[50]

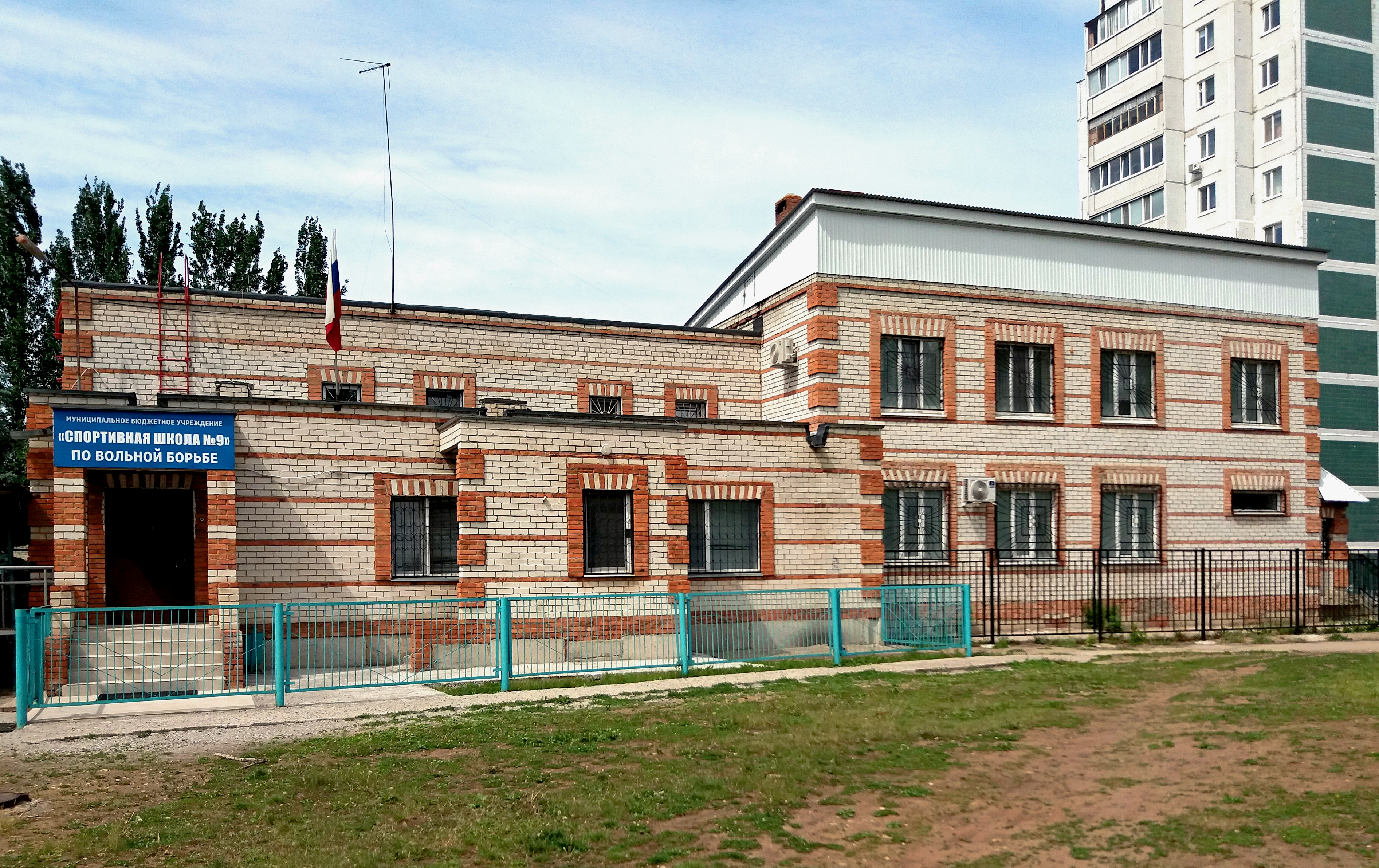
Спортивная школа № 9.

- Спортивная школа № 9.Спортивная школа № 9 по вольной борьбе
- Спортивная школа олимпийского резерва «Юность» (плавательный бассейн)[51][52].
- Конструктор-парк «Механика» — спортивная трасса «Механика» (Петров овраг)[53][54][55]
- 19.10.2023 года в Новом Городе открылся центр спортивной борьбы имени В. В. Константинова[56][57][58].
- С 2008 года на территории международного аэропорта «Ульяновск-Восточный» проходят ежегодные «Авиасалоны»[59][60][61][62][63][64].
- С 2011 года проходит Международный авиатранспортный форум МАТФ[65][66][67][68].

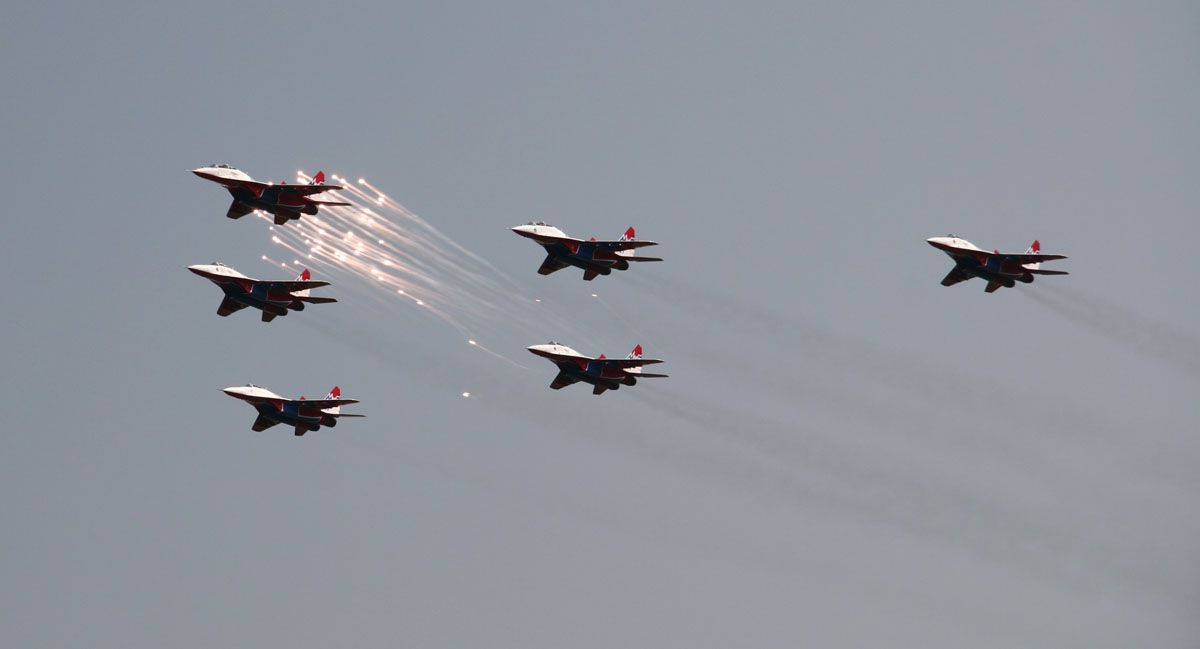
«Стрижи» на первом Авиасалоне в Ульяновске (2008).
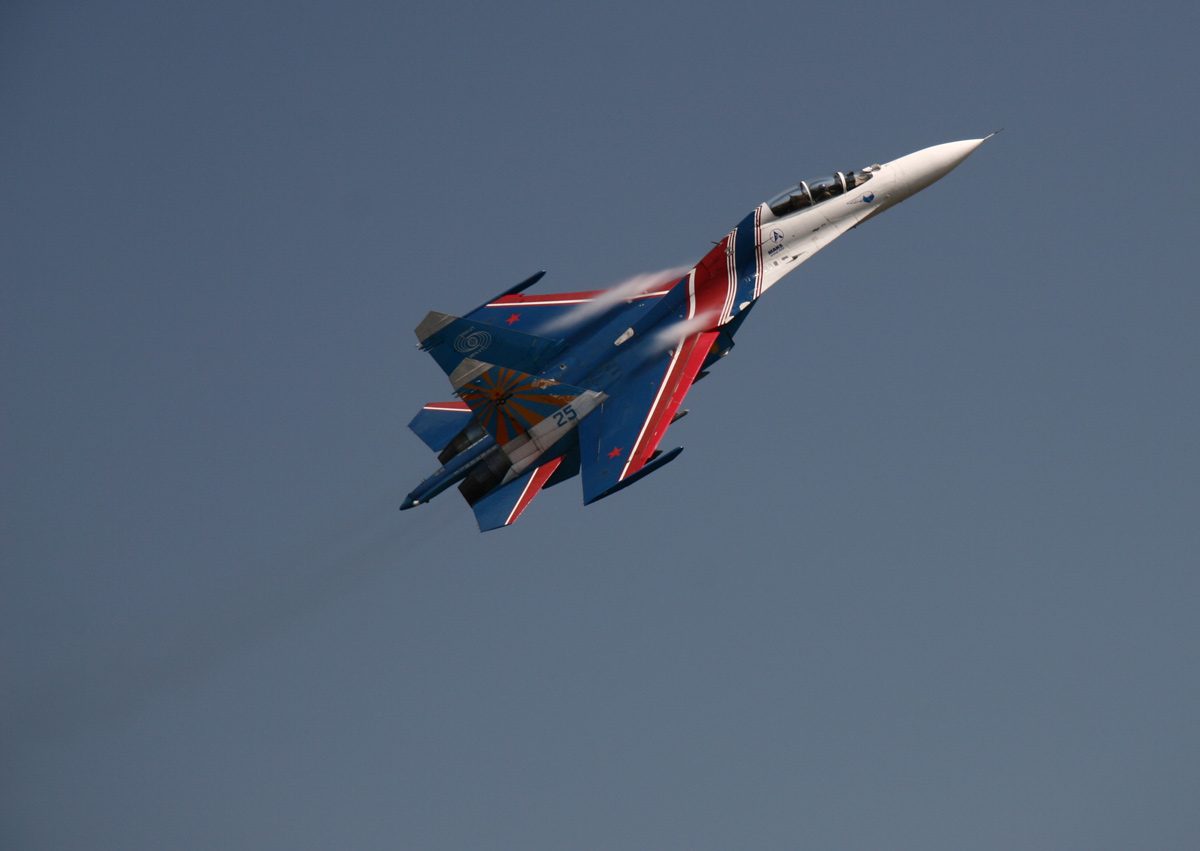
Самолёт «Русские Витязи».
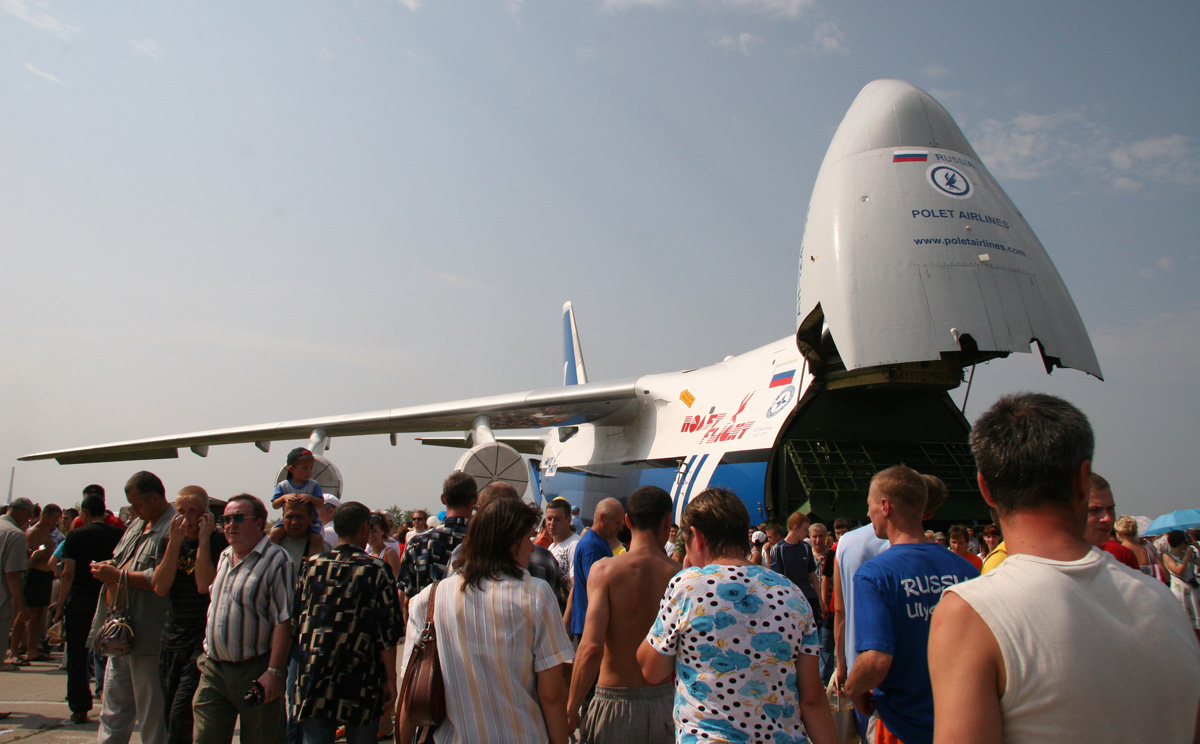
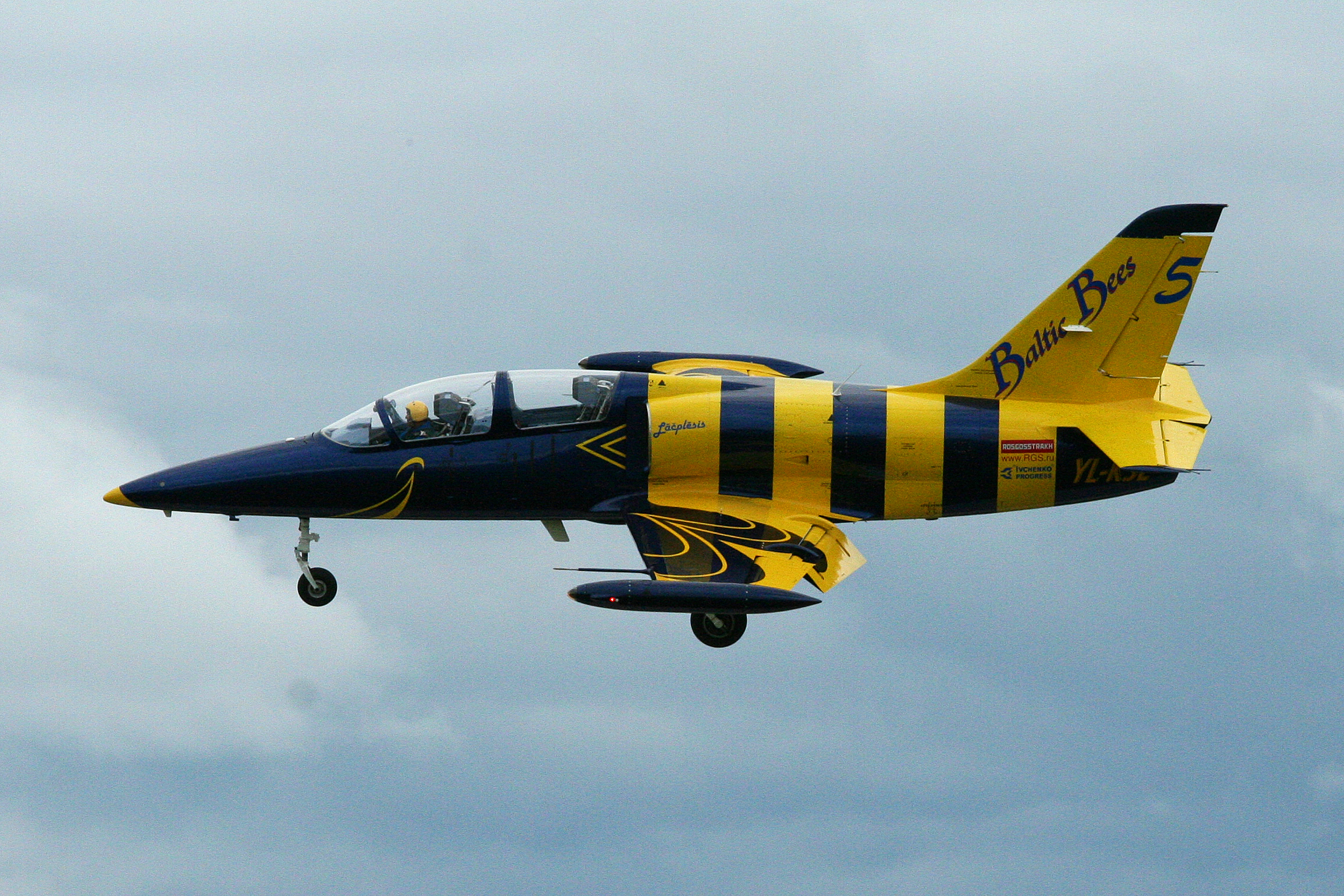
«Baltic Bees (Балтийские пчёлы)» на Ульяновском авиасалоне МАТФ-2012.

Спортивная школа олимпийского резерва «Юность».
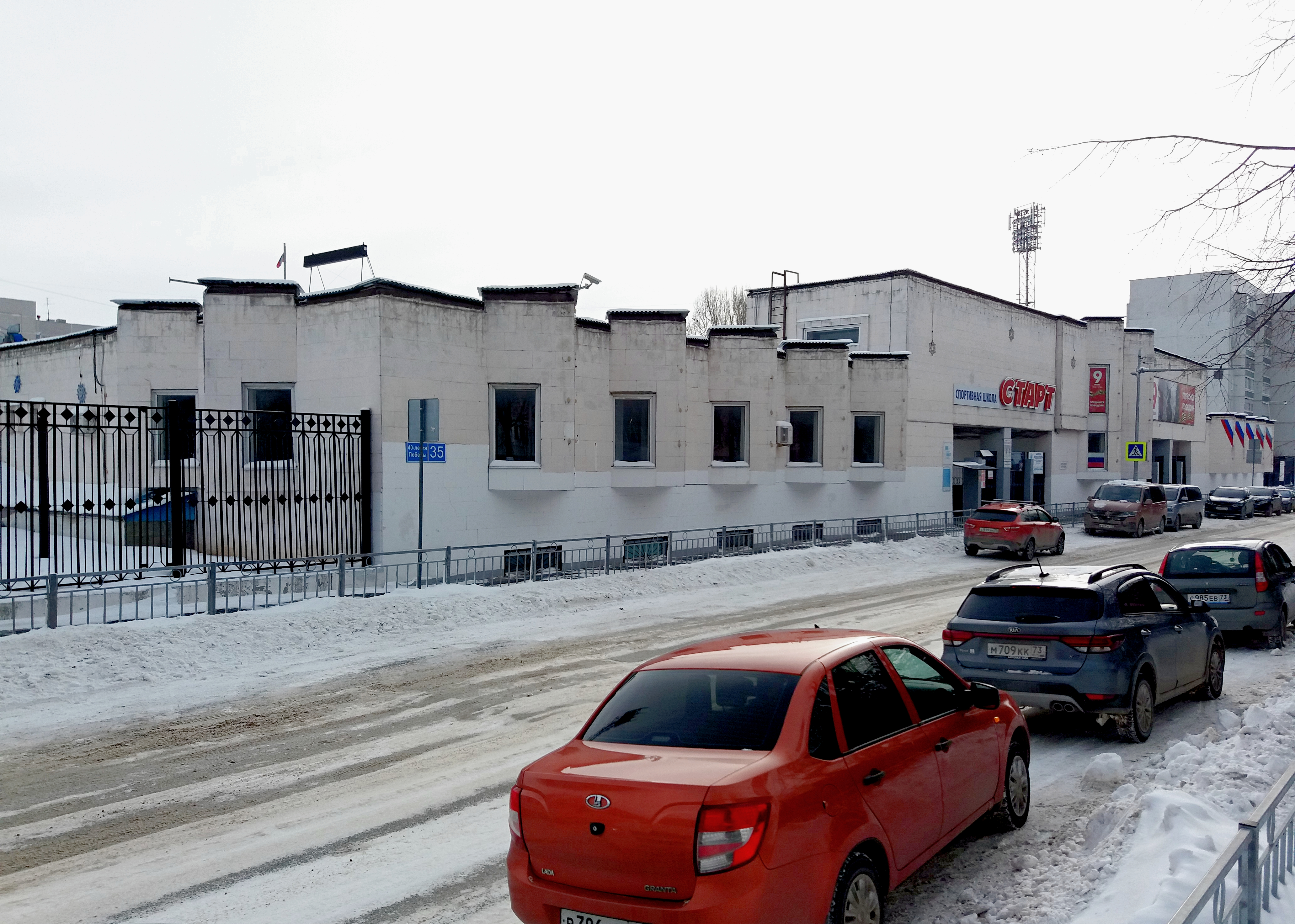
Спортивная школа «Старт».
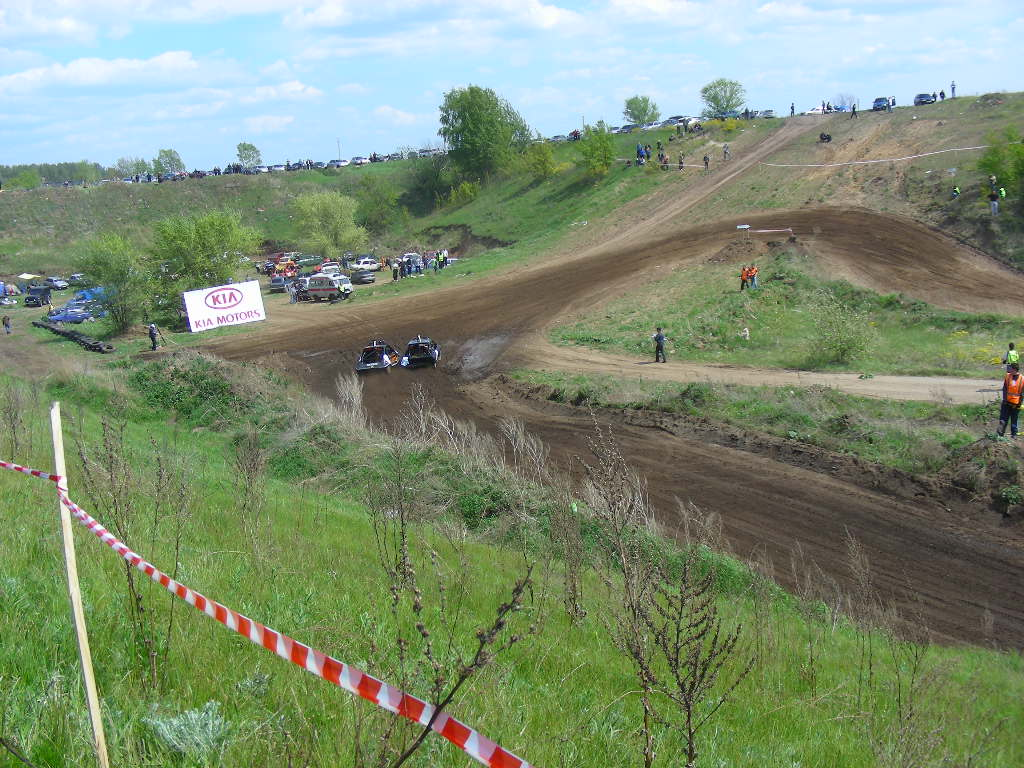
Петров овраг — спортивная трасса «Механика».
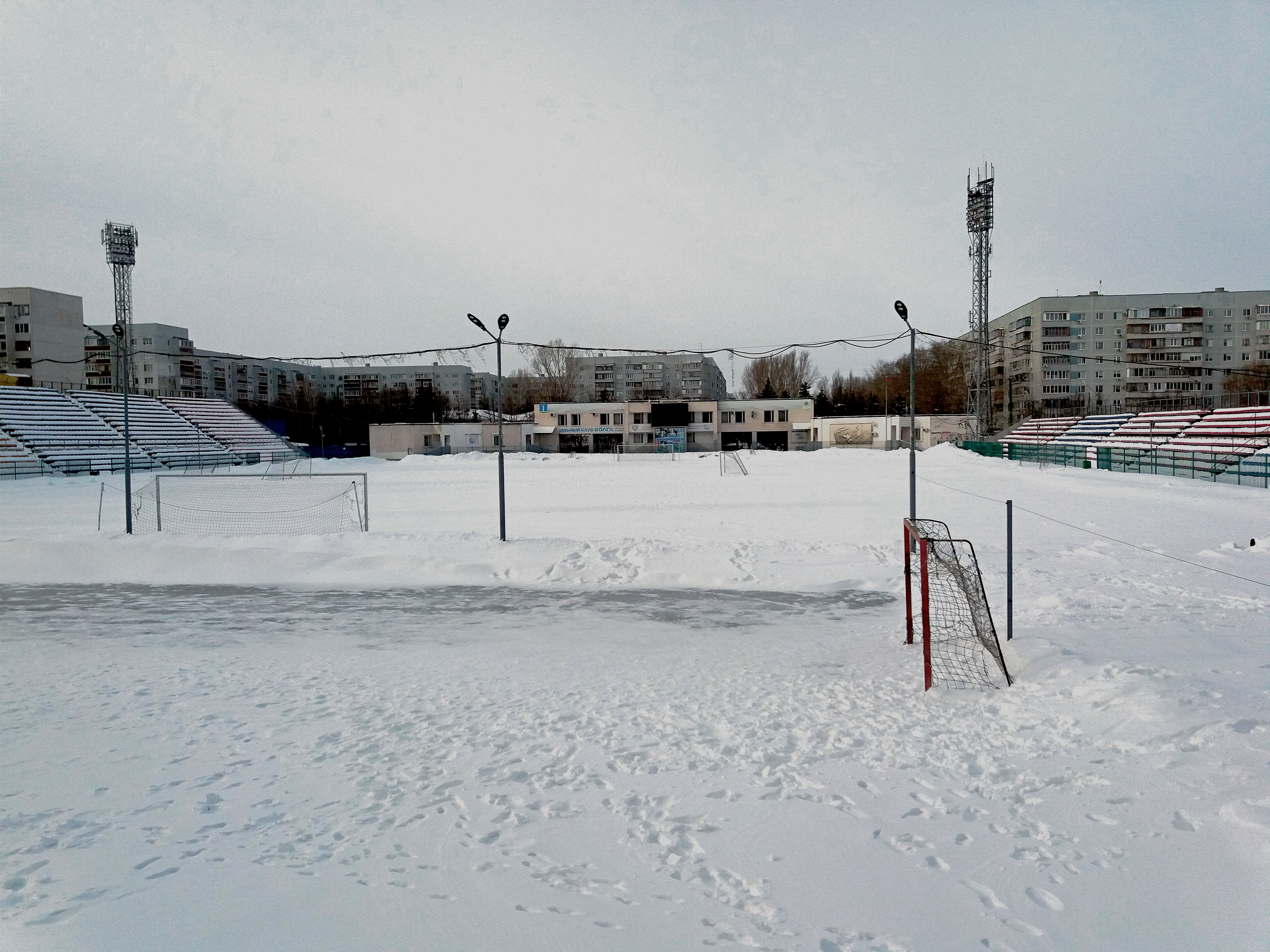
Стадион «Старт».
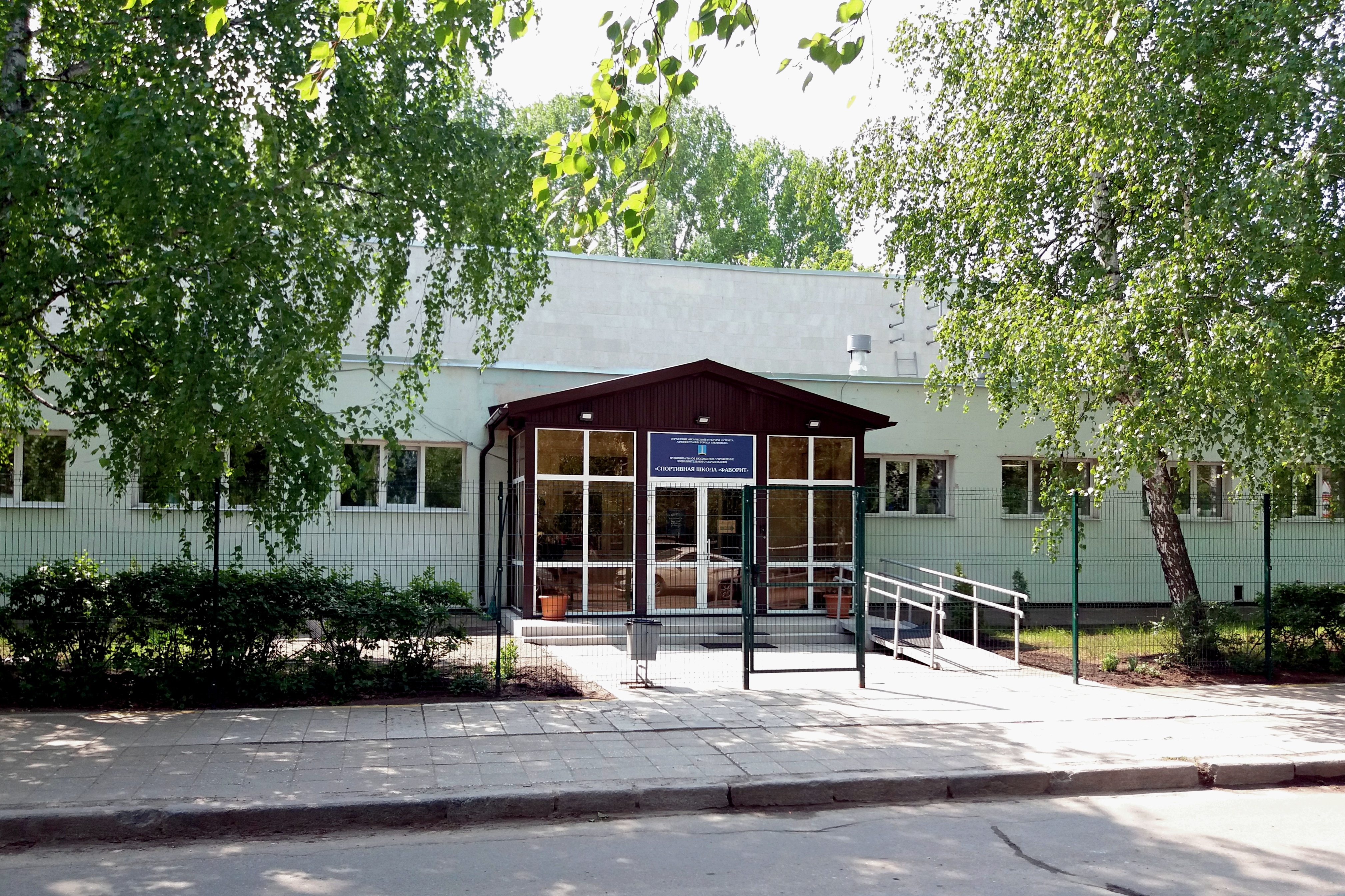
СШ «Фаворит».
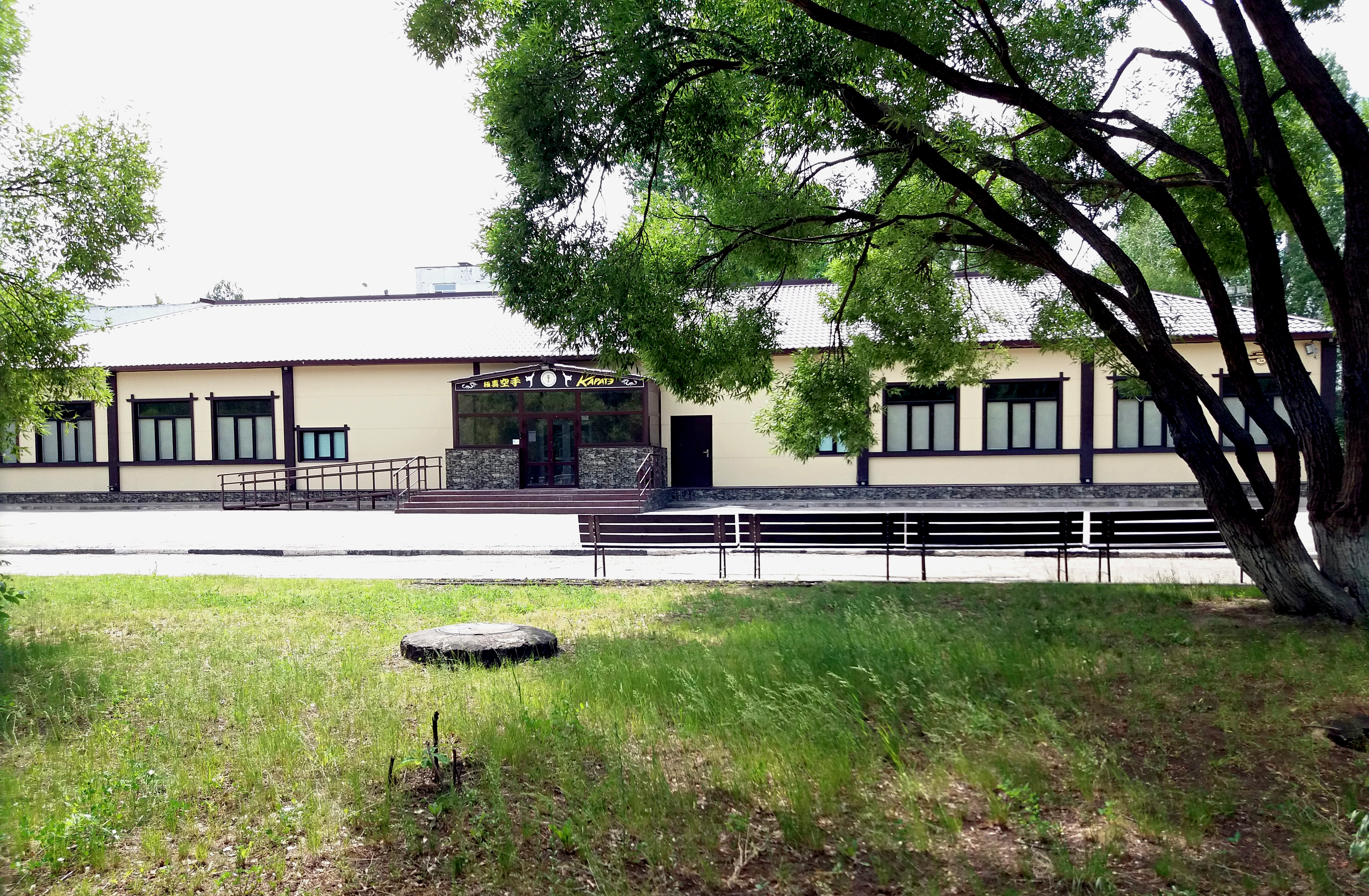
Ульяновский тренировочный центр кёкусинкай каратэ.

## Известные люди микрорайона
- Сысцов Аполлон Сергеевич (1929—2005) — генеральный директор «УАПК» (1975—1980), лауреат Государственной премии СССР (1973), замминистра авиапромышленности (1981—1985), министр авиационной промышленности СССР (1985—1991);
- Колесников, Сергей Анатольевич — российский бизнесмен, совладелец и управляющий партнёр компании Технониколь;
- Чехова Алёна Антоновна — российская актриса театра, кино и телевидения;
- Харлов Вадим Борисович — российский политик, член Совета Федерации, работал водителем на УАПК;
- Исайкин Алексей Иванович — руководитель авиакомпании «Волга-Днепр», работал на УАПК;
- Толмачёв Виктор Ильич — советский и российский авиаконструктор. Один из создателей Ан-124 «Руслан» и Ан-225 «Мрия». С 1991 года являлся техническим директором авиакомпании «Волга-Днепр»;
- Смекалин Александр Александрович — российский политик. Председатель правительства Ульяновской области (2016—2021);
- Солоник Александр Викторович — российский наёмный убийца, на счету которого десятки убийств, в том числе убийства уголовных «авторитетов», совершивший три побега из-под стражи. Стал «легендой» преступного мира и правоохранительных органов 1990-х годов. Сидел в ИК № 8 (Ульяновск)[69];
- Минеев Владимир Константинович — кикбоксинг;
- Виноградов Эдуард Юрьевич — тренер по кудо;
- Виноградов Александр Юрьевич — кудоист;
- Лезин Алексей Владимирович — бронзовый призёр Олимпийских игр, бокс[70][71][72][73];
- Малхасян Хачатур Сергеевич — вице-чемпион Кубка мира по кикбоксингу 2014 и 2016 гг., победитель Кубка России 2014[74][75][76];
- Евин Сергей Александрович — российский футболист;
- Клейменова Валерия Алексеевна — международный мастер ФИДЕ среди женщин, трёхкратная победитель Первенства России по классическим шахматам (2018, 2021, 2022 годы), дважды бронзовый призёр первенства мира ФИДЕ по быстрым шахматам среди кадетов (2020 и 2021 год), победитель Первенства Европы по шахматам, чемпионка Азии[77][78][79][80][81][82][83].
- Анна Аристова (дев. Панкратова) — победительница последнего Кубка СССР по спортивному ориентированию, в честь неё проводятся открытые традиционные чемпионаты области по спортивному ориентированию[84][85][86].

## Микрорайон в фильмах
- В июле 2017 года кинокомпания «Гамма-продакшн» работала в городе над новым сезоном сериала по заказу НТВ «Морские дьяволы». Площадками стали Президентский мост, территория 31-й Отдельной гвардейской десантно-штурмовой бригады[87].
- С 10 февраля 2018 года в Ульяновской области кинокомпания «Воронцово поле» приступила к съемкам полнометражного художественного фильма «Дикие предки». Съёмки проходили в Ульяновске, в том числе и на заводе «Авиастар-СП»[88].
- В 2020 году на канале «НТВ» (в декабре 2022 г. и в феврале 2024 г. повторили) шёл показ т/с «Пять минут тишины. Новые горизонты», эпизоды которого снимались в Ульяновске и его окрестностях, в том числе, съёмки проходили на промплощадке и других местах микрорайона[89].